# Miasta w Polsce

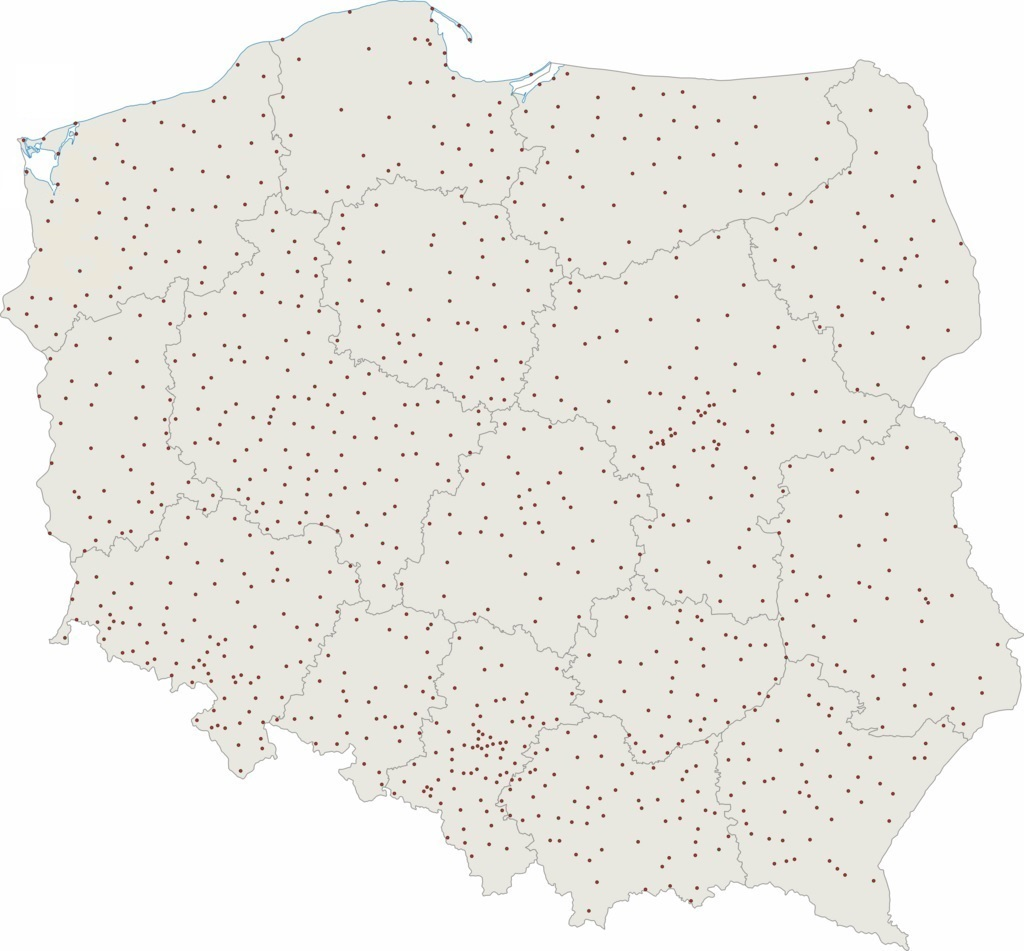
Rozmieszczenie miast w Polsce (stan z 1 stycznia 2019)

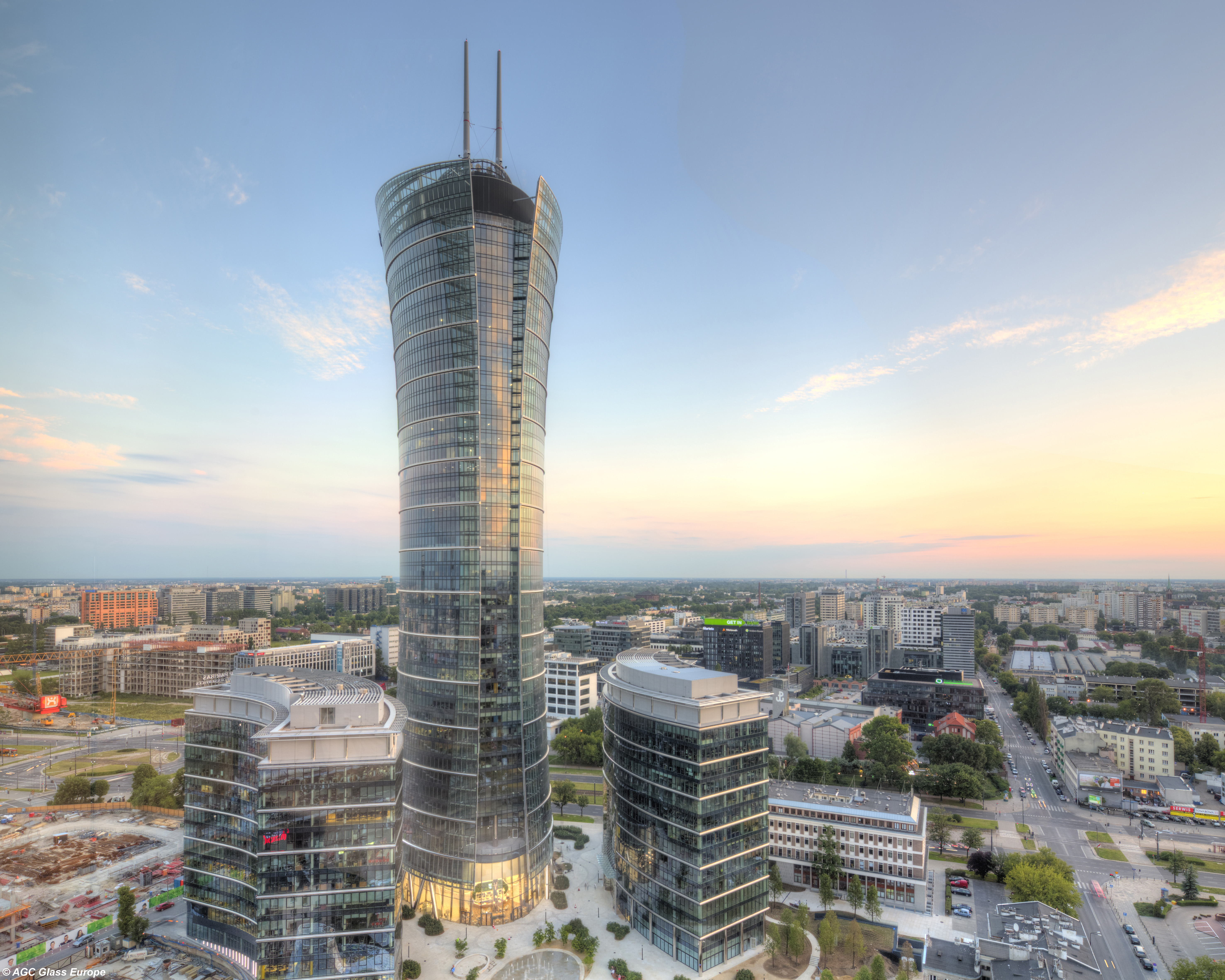
Budynki Warsaw Spire – Warszawa

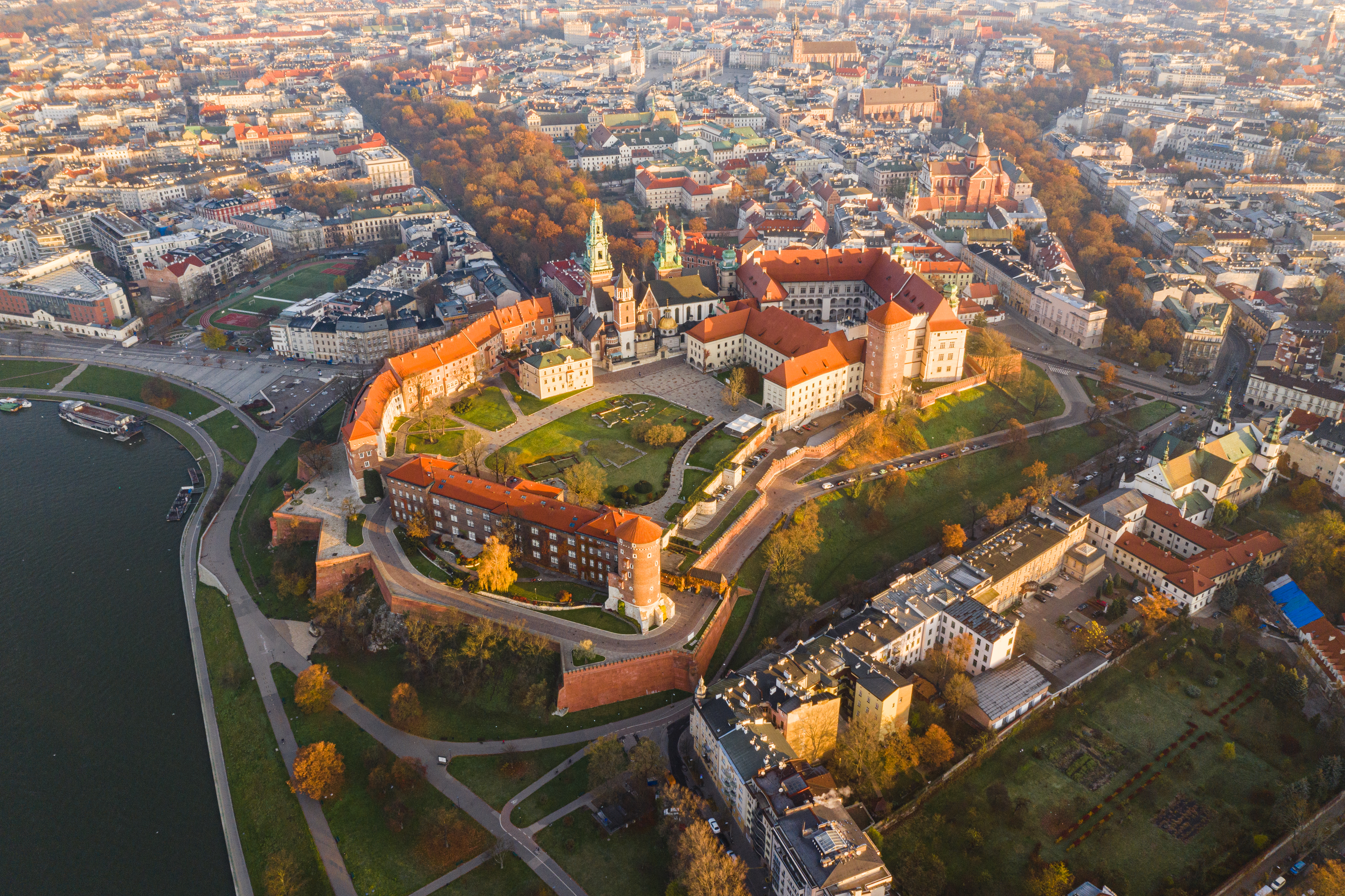
Wawel – Kraków

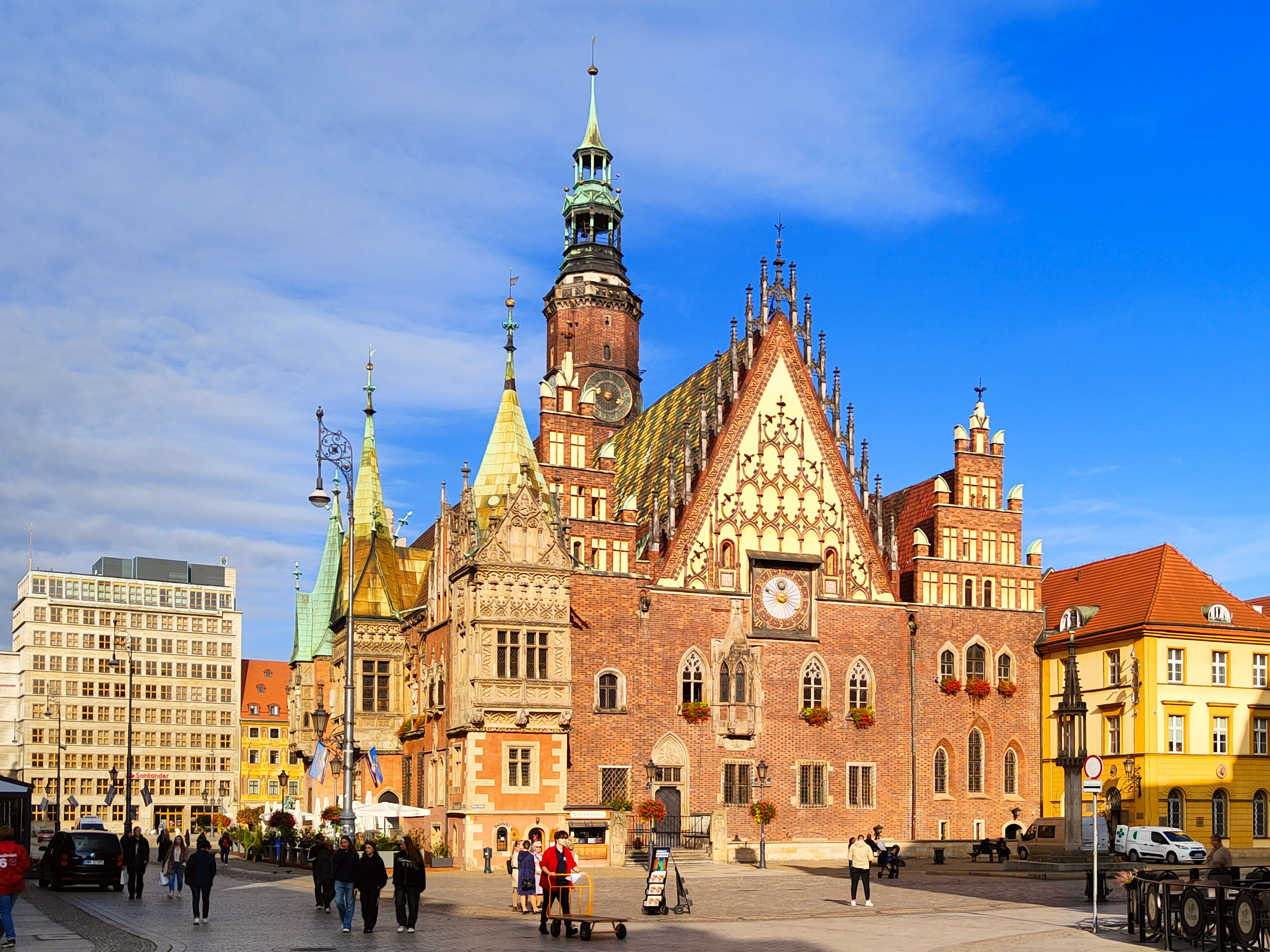
Stary Ratusz – Wrocław

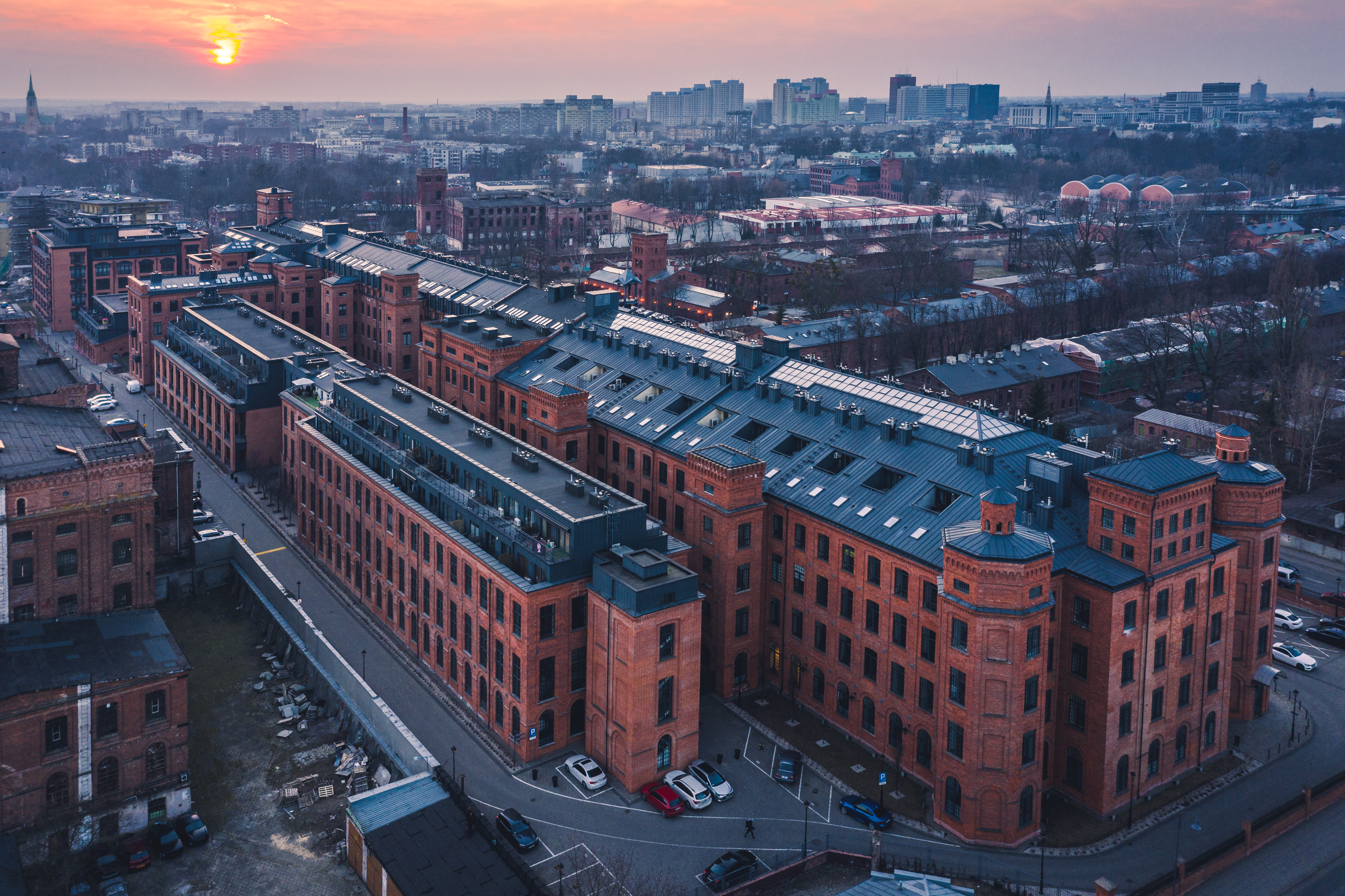
Księży Młyn – Łódź

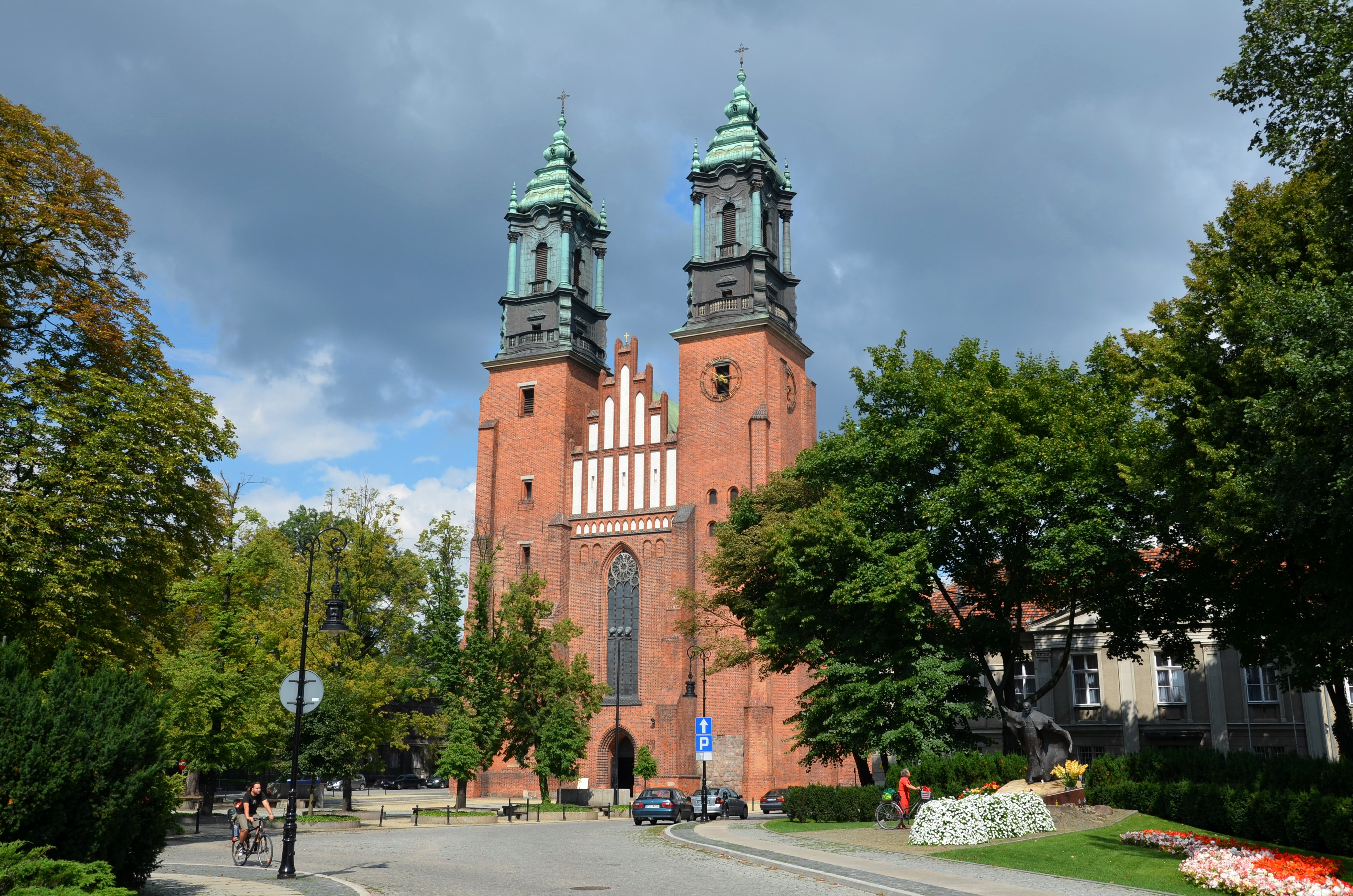
Archikatedra Świętych Apostołów Piotra i Pawła – Poznań

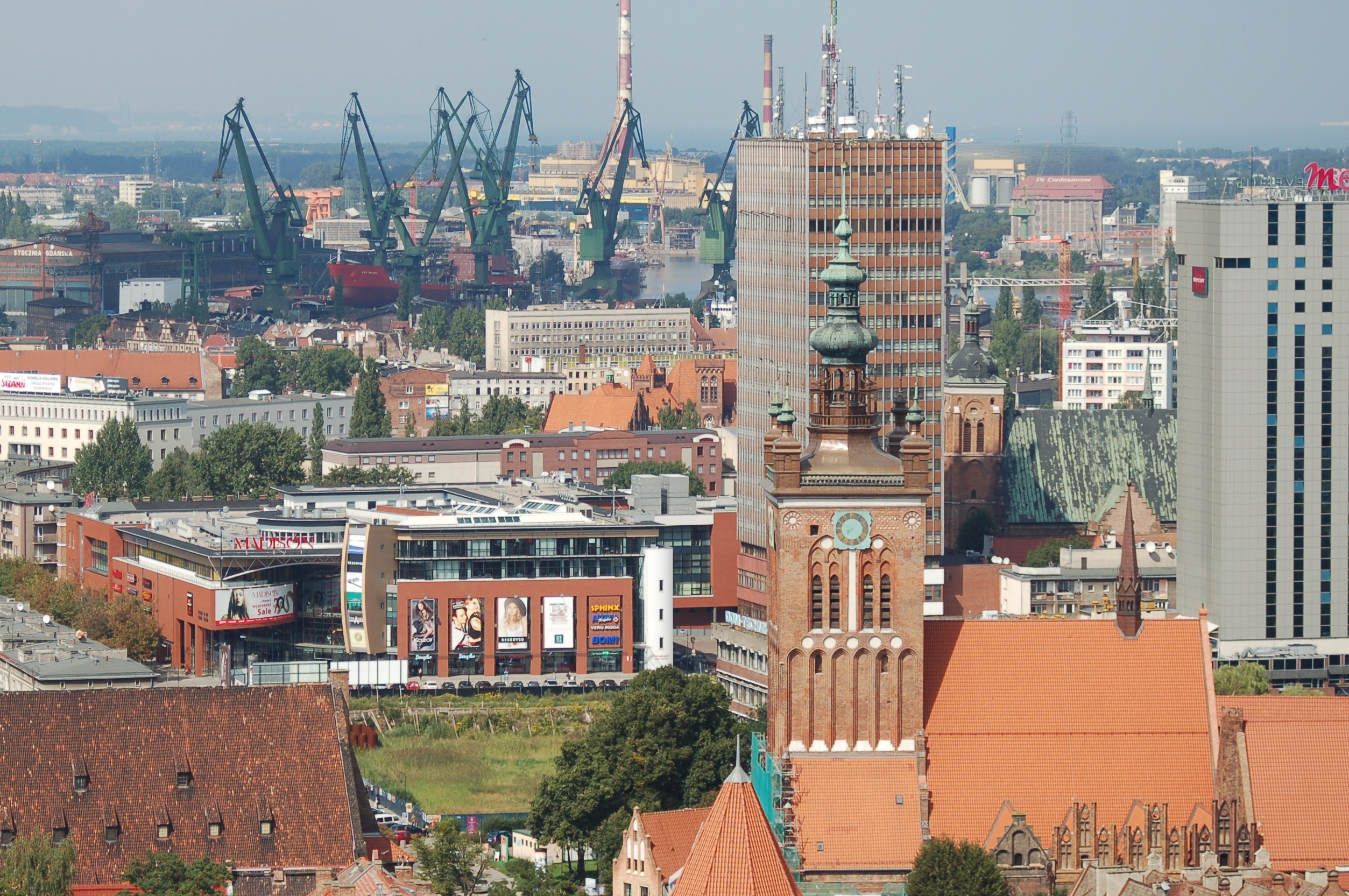
Kościół św. Katarzyny – Gdańsk

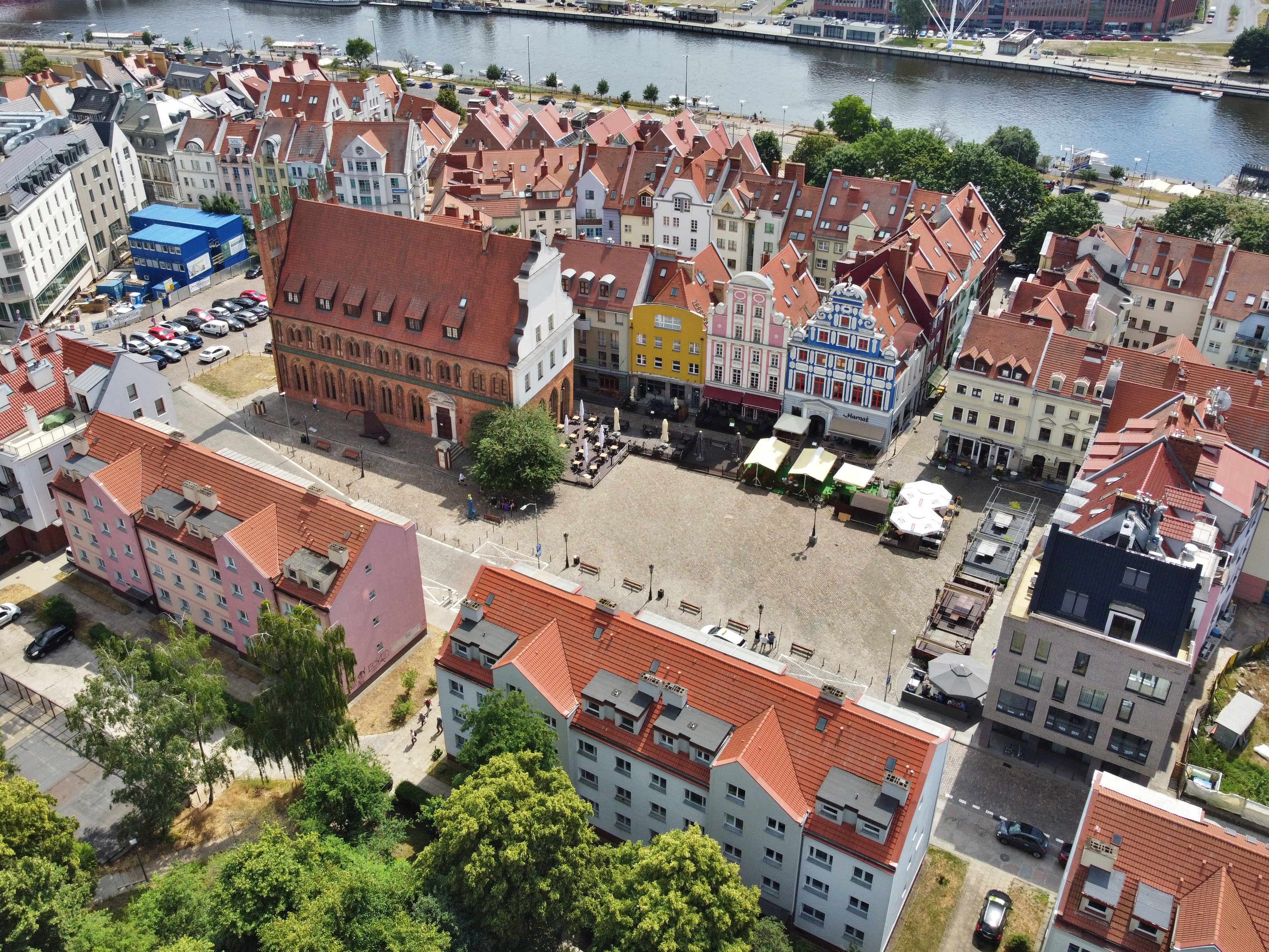
Rynek Sienny – Szczecin

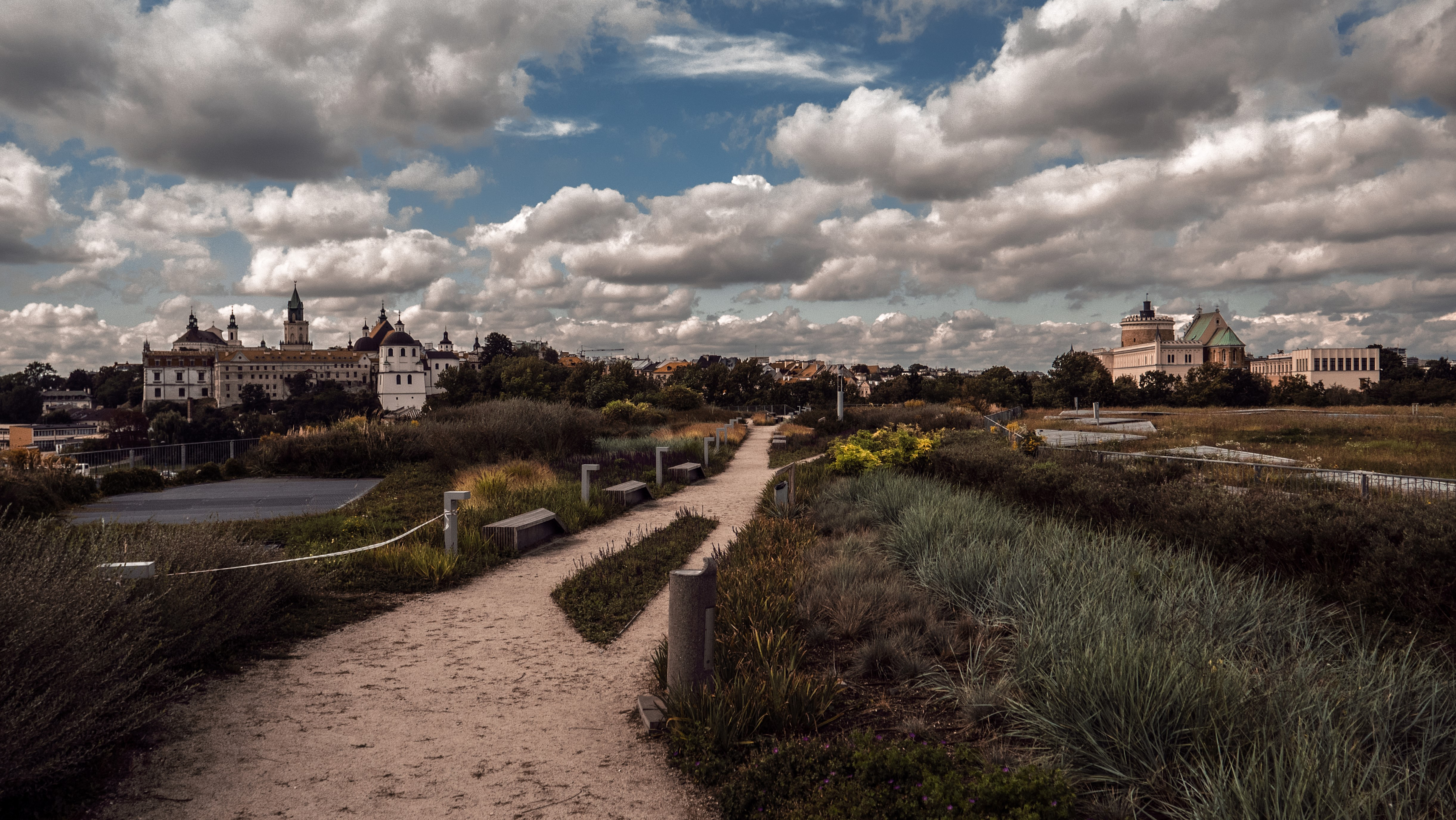
Panorama Starego Miasta – Lublin

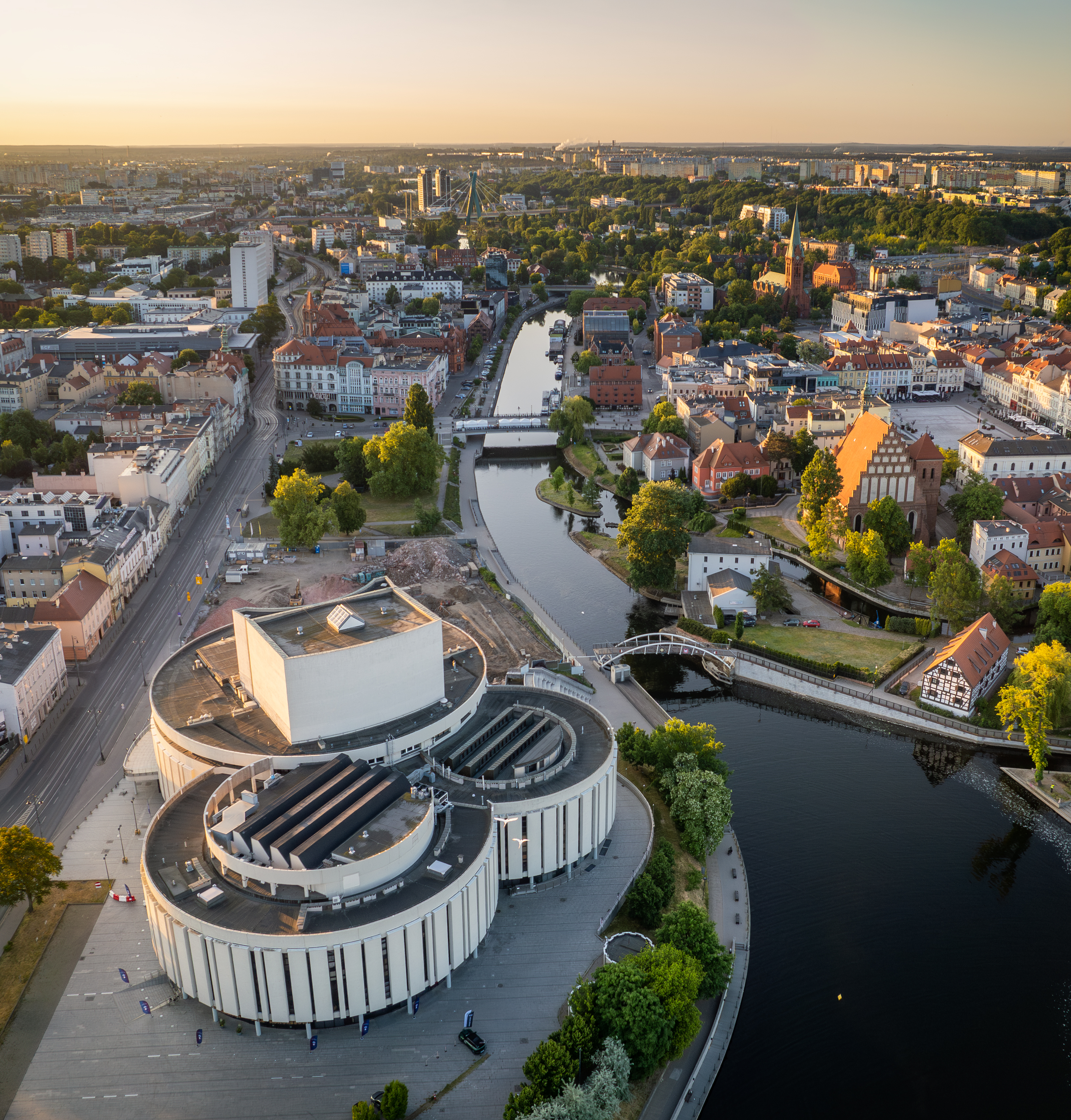
Opera Nova – Bydgoszcz

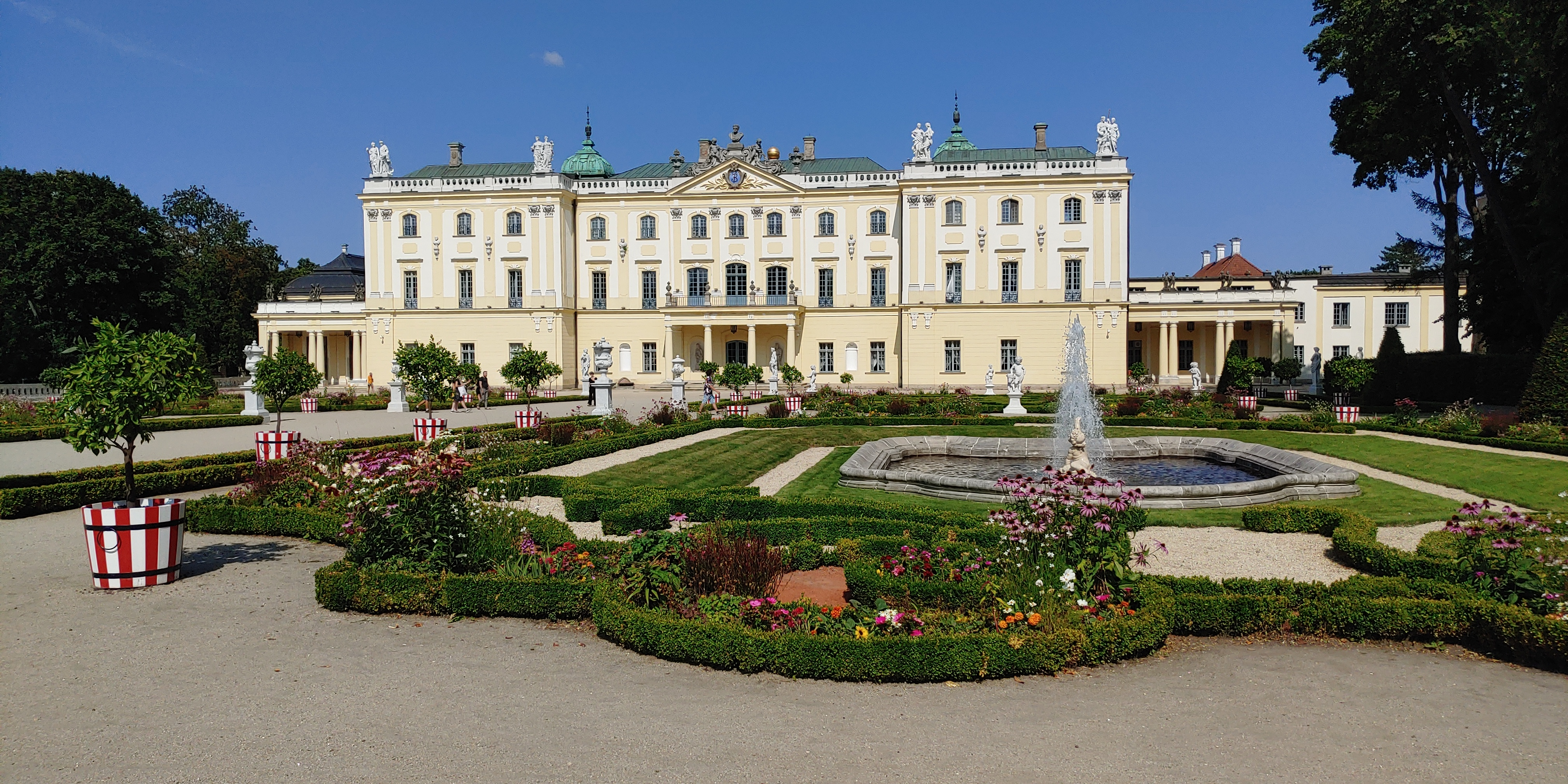
Pałac Branickich – Białystok

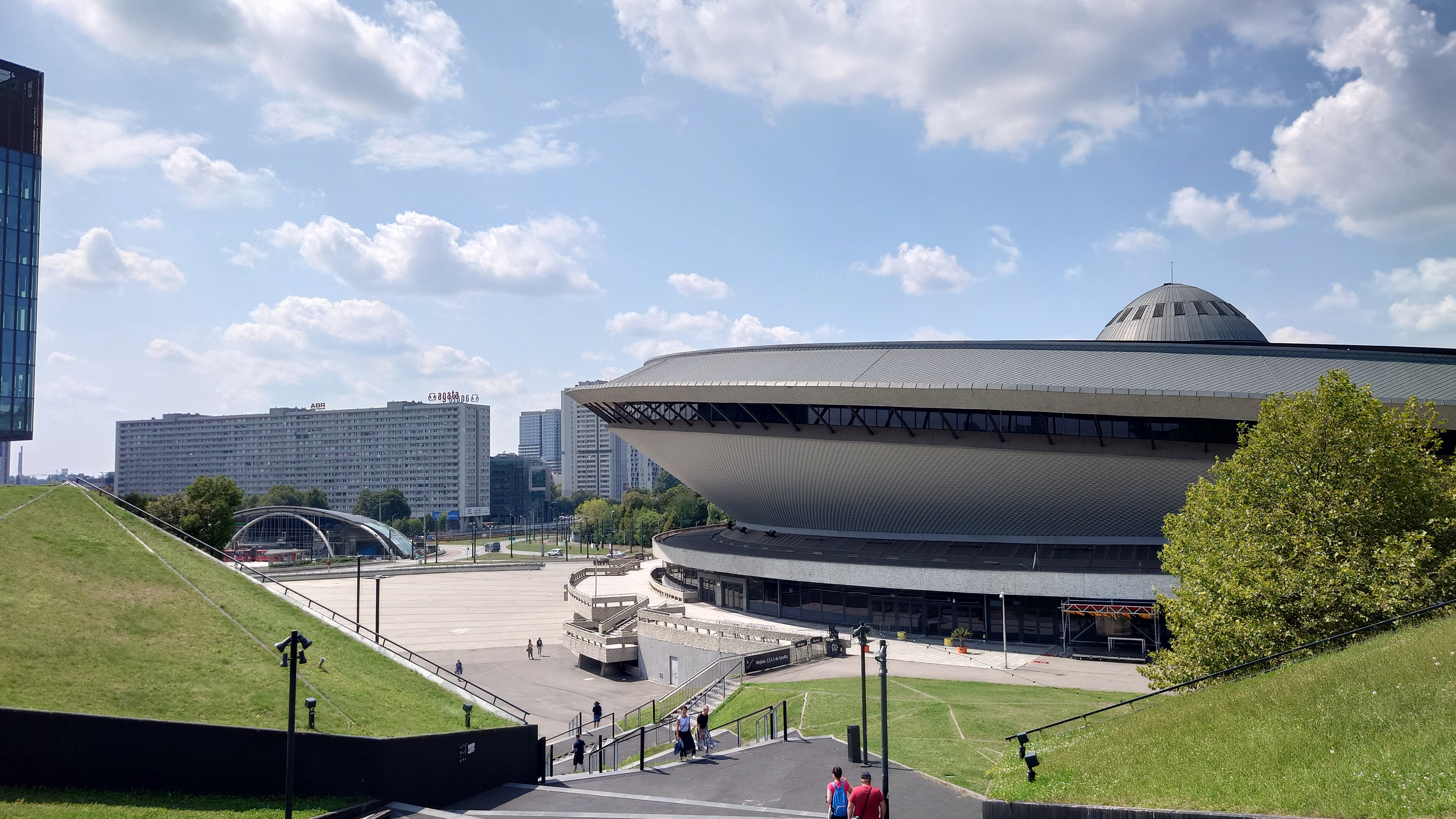
Spodek – Katowice

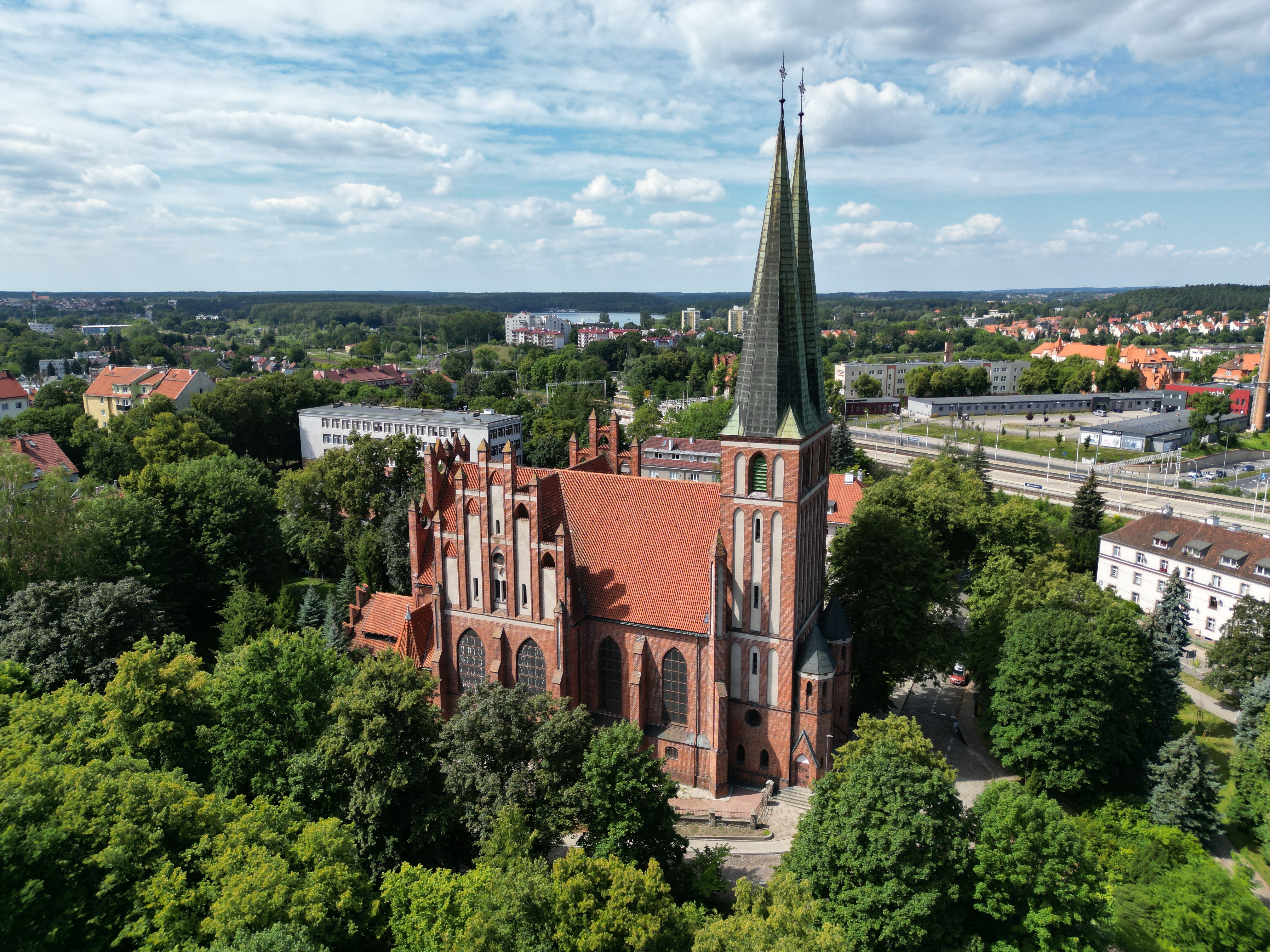
Kościół garnizonowy – Olsztyn

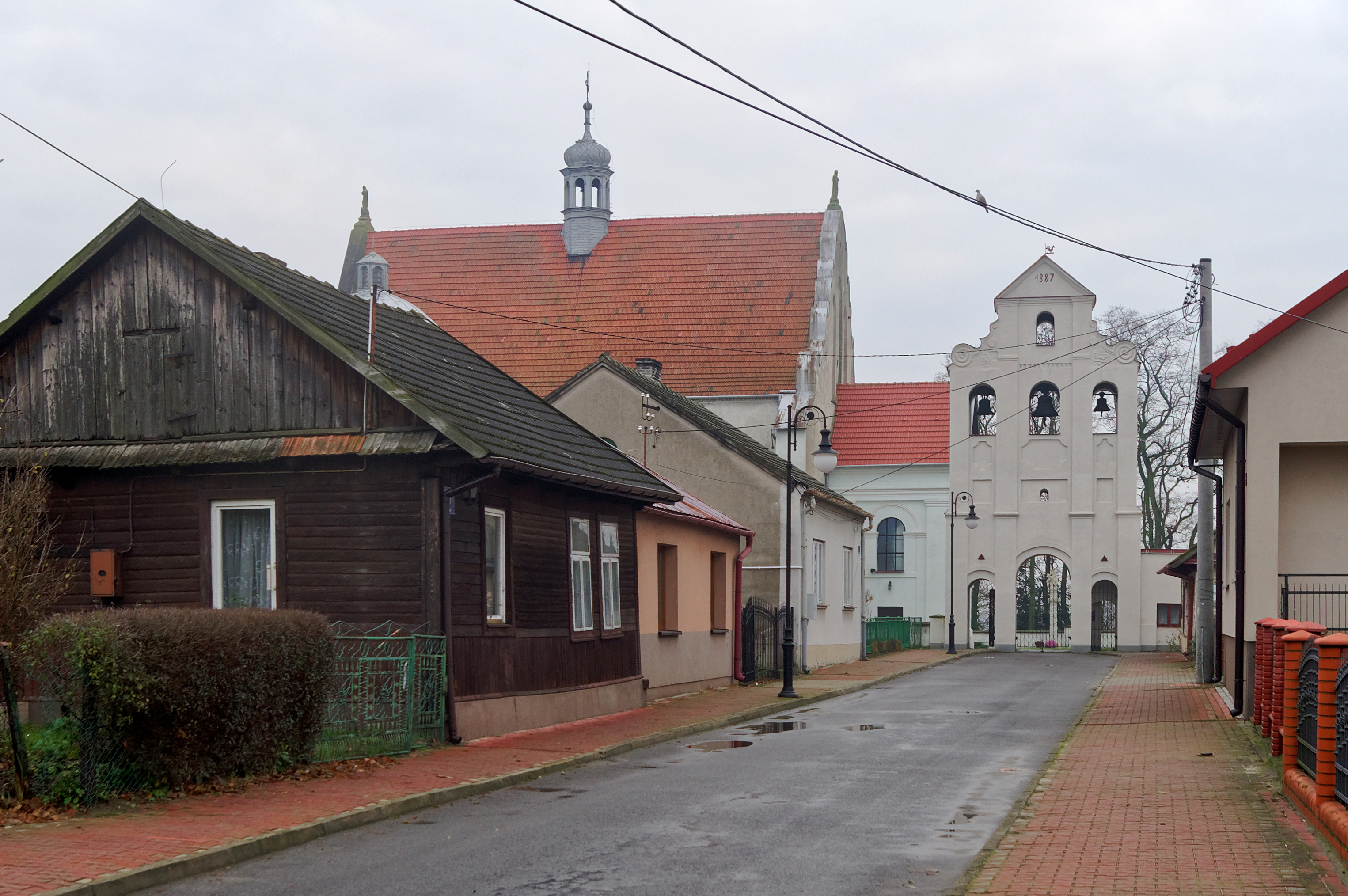
Kościół św. Jakuba – Opatowiec

Lista miast w Polsce – lista miejscowości podstawowych w Polsce o charakterze miejskim, posiadające prawa miejskie.
Według stanu na 1 stycznia 2025 na terytorium Polski jest 1020 miast, w tym:
- 302 samodzielne gminy miejskie
- 107 miast „prezydenckich”
- 66 miast na prawach powiatu
- 34 miasta o liczbie mieszkańców powyżej 100 000
- 18 miast będących siedzibami władz wojewódzkich
- 11 miast będących siedzibami sądu apelacyjnego
- jedno ponadmilionowe miasto, objęte ustawą regulującą jego ustrój[2].

W polskich miastach organem wykonawczym, będącym jednocześnie organem administracji publicznej jest prezydent miasta lub burmistrz, zaś organem stanowiącym i kontrolnym jest rada miasta lub rada miejska.

## Miasta „prezydenckie”, w tym miasta na prawach powiatu, wojewódzkie i będące siedzibami sądu apelacyjnego
107 miast w Polsce jest zarządzanych przez prezydenta miasta. Z mocy prawa prezydenta posiada każda gmina miejska powyżej 100 000 mieszkańców (37 miast) lub stanowiąca miasto na prawach powiatu (66 miast). Istnieje jednak sporo gmin miejskich, będących siedzibą powiatu, które zachowały status „prezydenckiego” ze względu na uwarunkowane politycznie lub historycznie, pomimo niespełniania żadnego z obydwu kryteriów. Spośród 37 miast powyżej 100 000 mieszkańców, 18 jest siedzibą wojewody lub sejmiku wojewódzkiego i nosi nieformalne określenie miasta wojewódzkiego. 11 spośród nich jest siedzibą sądu apelacyjnego i innych ponadregionalnych instytucji, stanowiąc główne ośrodki administracyjno-gospodarcze kraju, wśród nich jego stolicę jako jedyne miasto o ponadmilionowej populacji i jedyne, odnośnie do którego obowiązuje tzw. ustawa warszawska regulująca niektóre szczegółowe zagadnienia nieujęte w ustawach o samorządzie gminnym i samorządzie powiatowym.

### Lista miast „prezydenckich”
Następujące gminy miejskie zarządzane są przez prezydenta miasta (kursywą oznaczono miasta na prawach powiatu, pogrubioną czcionką miasta wojewódzkie, a gwiazdką* miasta będące siedzibami sądu apelacyjnego):
- 1 miasto powyżej 1 000 000: Warszawa*
- 1 miasto od 750 000 do 999 999: Kraków*
- 3 miasta od 500 000 do 749 999: Wrocław*, Łódź*, Poznań*
- 6 miast od 250 000 do 499 999: Gdańsk*, Szczecin*, Lublin*, Bydgoszcz, Białystok*, Katowice*
- 23 miasta od 100 000 do 249 999: Gdynia, Częstochowa, Rzeszów*, Radom, Toruń, Sosnowiec, Kielce, Gliwice, Olsztyn, Bielsko-Biała, Zabrze,  Bytom, Zielona Góra, Rybnik, Ruda Śląska, Opole, Tychy, Gorzów Wielkopolski, Dąbrowa Górnicza, Elbląg, Płock, Koszalin, Tarnów
- 46 miast od 50 000 do 99 999: Włocławek, Chorzów, Wałbrzych, Kalisz, Legnica, Grudziądz, Jaworzno, Słupsk, Jastrzębie-Zdrój, Nowy Sącz, Jelenia Góra, Siedlce, Mysłowice, Konin, Piła, Piotrków Trybunalski, Inowrocław, Lubin, Ostrów Wielkopolski, Suwałki, Stargard, Gniezno, Ostrowiec Świętokrzyski, Siemianowice Śląskie, Głogów, Pabianice, Leszno, Żory, Zamość, Pruszków, Łomża, Ełk, Tomaszów Mazowiecki, Chełm, Mielec, Kędzierzyn-Koźle, Przemyśl, Stalowa Wola, Tczew, Biała Podlaska, Bełchatów, Świdnica, Będzin, Zgierz, Piekary Śląskie, Legionowo
- 27 miast do 49 999: Racibórz, Ostrołęka, Świętochłowice, Wejherowo, Zawiercie, Skierniewice, Starachowice, Wodzisław Śląski, Starogard Gdański, Puławy, Tarnobrzeg, Kołobrzeg, Krosno, Radomsko, Otwock, Skarżysko-Kamienna, Ciechanów, Kutno, Sieradz, Zduńska Wola, Świnoujście, Żyrardów, Bolesławiec, Nowa Sól, Knurów, Oświęcim, Sopot

## Statystyki miast w Polsce
W 1997 r. w miastach mieszkało 61,89% ludności Polski i był to najwyższy wynik w historii, a 30 czerwca 2024 r. – 59,48%.
Polskie miasta należą do następujących przedziałów wielkości pod względem liczby mieszkańców (według danych Głównego Urzędu Statystycznego na dzień 1 stycznia 2024):
- 1 miasto powyżej 1 000 000,
- 4 miasta od 500 000 do 999 999,
- 6 miast od 250 000 do 499 999,
- 26 miast od 100 000 do 249 999,
- 46 miast od 50 000 do 99 999,
- 126 miast od 20 000 do 49 999,
- 175 miast od 10 000 do 19 999,
- 184 miast od 5000 do 9999,
- 299 miast od 2000 do 4999,
- 145 miast poniżej 2000.

### Najludniejsze miasta w Polsce
Największe miasta w Polsce według liczby mieszkańców (stan na 1 stycznia 2024):
| Lp. | Miasto    | Województwo        | Liczba mieszkańców | Gęstość zaludnienia [osoby/km²] |
| --- | --------- | ------------------ | ------------------ | ------------------------------- |
| 1.  | Warszawa  | mazowieckie        | 1 862 402          | 3601                            |
| 2.  | Kraków    | małopolskie        | 807 644            | 2471                            |
| 3.  | Wrocław   | dolnośląskie       | 673 531            | 2300                            |
| 4.  | Łódź      | łódzkie            | 648 711            | 2212                            |
| 5.  | Poznań    | wielkopolskie      | 536 818            | 2050                            |
| 6.  | Gdańsk    | pomorskie          | 487 834            | 714                             |
| 7.  | Szczecin  | zachodniopomorskie | 387 700            | 1290                            |
| 8.  | Lublin    | lubelskie          | 328 868            | 2230                            |
| 9.  | Bydgoszcz | kujawsko-pomorskie | 324 984            | 1847                            |
| 10. | Białystok | podlaskie          | 290 907            | 2848                            |

### Największe miasta w Polsce pod względem powierzchni
Największe miasta w Polsce według powierzchni (stan na 1 stycznia 2024, zawiera tereny morskie):
| Lp. | Miasto       | Województwo        | Powierzchnia [ha] |
| --- | ------------ | ------------------ | ----------------- |
| 1.  | Gdańsk       | pomorskie          | 68 300            |
| 2.  | Warszawa     | mazowieckie        | 51 720            |
| 3.  | Gdynia       | pomorskie          | 39 151            |
| 4.  | Kraków       | małopolskie        | 32 685            |
| 5.  | Szczecin     | zachodniopomorskie | 30 062            |
| 6.  | Łódź         | łódzkie            | 29 325            |
| 7.  | Wrocław      | dolnośląskie       | 29 280            |
| 8.  | Zielona Góra | lubuskie           | 27 536            |
| 9.  | Poznań       | wielkopolskie      | 26 191            |
| 10. | Świnoujście  | zachodniopomorskie | 20 207            |

## Najstarsze miasta w Polsce na prawie niemieckim
W XIII wieku lokowano 230 miast. Na Śląsku 128, w Wielkopolsce 38, w Małopolsce 29, w ziemiach łęczyckiej i sieradzkiej 17, na Kujawach i w ziemi dobrzyńskiej 9, na Pomorzu Gdańskim 5 i na Mazowszu 4.

## Najnowsze miasta w Polsce
Prawa miejskie regularnie nadawane są kolejnym miejscowościom. Po 1990 roku nowe miasta nie zostały utworzone jedynie w latach 1995, 1999, 2002, 2012 i 2013. Najnowszymi miastami w kraju są:
- 1 stycznia 2025 prawa miejskie otrzymały[7]: Kazanów, Kobylnica, Końskowola, Kurów, Sobków, Wąwolnica i Zaniemyśl.
- 1 stycznia 2024 prawa miejskie otrzymały[8]: Białaczów, Bircza, Bobrowniki, Bogoria, Bolesławiec, Brody, Ciepielów, Czemierniki, Dobre, Gąsawa, Gielniów, Głowaczów, Gowarczów, Grabów, Inowłódz, Jawornik Polski, Kiernozia, Kikół, Maciejowice, Magnuszew, Mieścisko, Odrzywół, Osieck, Osjaków, Parzęczew, Piszczac, Przyrów, Przytyk, Rychtal, Siennica, Sienno, Strzeleczki, Turobin, Żarnów.
- 1 stycznia 2023 prawa miejskie otrzymały[9]: Bodzanów, Czarny Dunajec, Dąbrowice, Jadów, Jastrząb, Jeżów, Książ Wielki, Latowicz, Łopuszno, Miasteczko Krajeńskie, Miękinia, Piekoszów, Rozprza, Ujazd i Włodowice.
- 1 stycznia 2022 prawa miejskie otrzymały[10]: Bolimów, Cegłów, Iwaniska, Izbica, Jedlnia-Letnisko, Kaczory, Lutomiersk, Nowe Miasto, Olsztyn i Pruszcz
- 1 stycznia 2021 prawa miejskie otrzymały[11]: Budzyń, Dubiecko, Goraj, Kamieniec Ząbkowicki, Kamionka, Koźminek, Sochocin, Solec nad Wisłą, Wiskitki i Wodzisław.
- 1 stycznia 2020 prawa miejskie otrzymały[12]: Czerwińsk nad Wisłą, Piątek, Lututów i Klimontów.
- 1 stycznia 2019 prawa miejskie otrzymały[13]: Koszyce, Lubowidz, Nowa Słupia, Nowy Korczyn, Oleśnica, Opatowiec, Pacanów, Pierzchnica, Szydłów i Wielbark.
- 1 stycznia 2018 prawa miejskie otrzymały[14]: Józefów nad Wisłą, Łagów, Otyń, Radoszyce, Sanniki, Tułowice i Wiślica.
- 1 stycznia 2017 prawa miejskie otrzymały[15]: Mielno, Morawica, Opatówek i Rejowiec.
- 1 stycznia 2016 prawa miejskie otrzymały[16]: Jaraczewo, Lubycza Królewska, Siedliszcze i Urzędów.
- 1 stycznia 2015 prawa miejskie otrzymały[17]: Chocz i Stopnica.
- 1 stycznia 2014 prawa miejskie otrzymały[18]: Dobrzyca, Modliborzyce, Mrozy, Stepnica i Zaklików.

## Liczba miast według województw i lat[19]
| Województwo         | 2000 | 2005 | 2010 | 2015 | 2020 | 2025 | Zmiana 2000–2025 |
| ------------------- | ---- | ---- | ---- | ---- | ---- | ---- | ---------------- |
| dolnośląskie        | 90   | 91   | 91   | 91   | 91   | 93   | +3,23%           |
| kujawsko-pomorskie  | 52   | 52   | 52   | 52   | 52   | 56   | +7,14%           |
| lubelskie           | 41   | 41   | 42   | 43   | 48   | 57   | +24,56%          |
| lubuskie            | 42   | 42   | 42   | 42   | 43   | 44   | +4,55%           |
| łódzkie             | 42   | 42   | 43   | 44   | 46   | 60   | +30,00%          |
| małopolskie         | 53   | 54   | 60   | 61   | 62   | 64   | +17,19%          |
| mazowieckie         | 84   | 85   | 85   | 86   | 89   | 111  | +24,32%          |
| opolskie            | 34   | 35   | 35   | 35   | 36   | 37   | +8,11%           |
| podkarpackie        | 46   | 46   | 49   | 51   | 51   | 54   | +14,81%          |
| podlaskie           | 36   | 36   | 39   | 40   | 40   | 40   | +10,00%          |
| pomorskie           | 42   | 42   | 42   | 42   | 42   | 43   | +2,33%           |
| śląskie             | 70   | 71   | 71   | 71   | 71   | 74   | +5,41%           |
| świętokrzyskie      | 29   | 30   | 31   | 32   | 44   | 51   | +43,14%          |
| warmińsko-mazurskie | 49   | 49   | 49   | 49   | 50   | 50   | +2,00%           |
| wielkopolskie       | 109  | 109  | 109  | 111  | 113  | 120  | +9,17%           |
| zachodniopomorskie  | 61   | 62   | 63   | 65   | 66   | 66   | +7,58%           |
| RAZEM               | 880  | 887  | 903  | 915  | 944  | 1020 | +13,73%          |

## Lista miast w Polsce w porządku alfabetycznym
Poniższa lista zawiera miasta w Polsce w porządku alfabetycznym. W nawiasach kod województwa według ISO 3166-2:PL (z użyciem polskich znaków).
Skróty nazw województw:
- DŚ – dolnośląskie Osobny artykuł: Lista miast w województwie dolnośląskim.
- KP – kujawsko-pomorskie Osobny artykuł: Lista miast w województwie kujawsko-pomorskim.
- LU – lubelskie Osobny artykuł: Lista miast w województwie lubelskim.
- LB – lubuskie Osobny artykuł: Lista miast w województwie lubuskim.
- ŁD – łódzkie Osobny artykuł: Lista miast w województwie łódzkim.
- MA – małopolskie Osobny artykuł: Lista miast w województwie małopolskim.
- MZ – mazowieckie Osobny artykuł: Lista miast w województwie mazowieckim.
- OP – opolskie Osobny artykuł: Lista miast w województwie opolskim.
- PK – podkarpackie Osobny artykuł: Lista miast w województwie podkarpackim.
- PD – podlaskie Osobny artykuł: Lista miast w województwie podlaskim.
- PM – pomorskie Osobny artykuł: Lista miast w województwie pomorskim.
- ŚL – śląskie Osobny artykuł: Lista miast w województwie śląskim.
- ŚK – świętokrzyskie Osobny artykuł: Lista miast w województwie świętokrzyskim.
- WN – warmińsko-mazurskie Osobny artykuł: Lista miast w województwie warmińsko-mazurskim.
- WP – wielkopolskie Osobny artykuł: Lista miast w województwie wielkopolskim.
- ZP – zachodniopomorskie Osobny artykuł: Lista miast w województwie zachodniopomorskim.

### Indeks
A – B – C – Ć – D – E – F – G – H – I – J – K – L – Ł – M – N – O – P – R – S – Ś – T – U – W – Z – Ż

### A

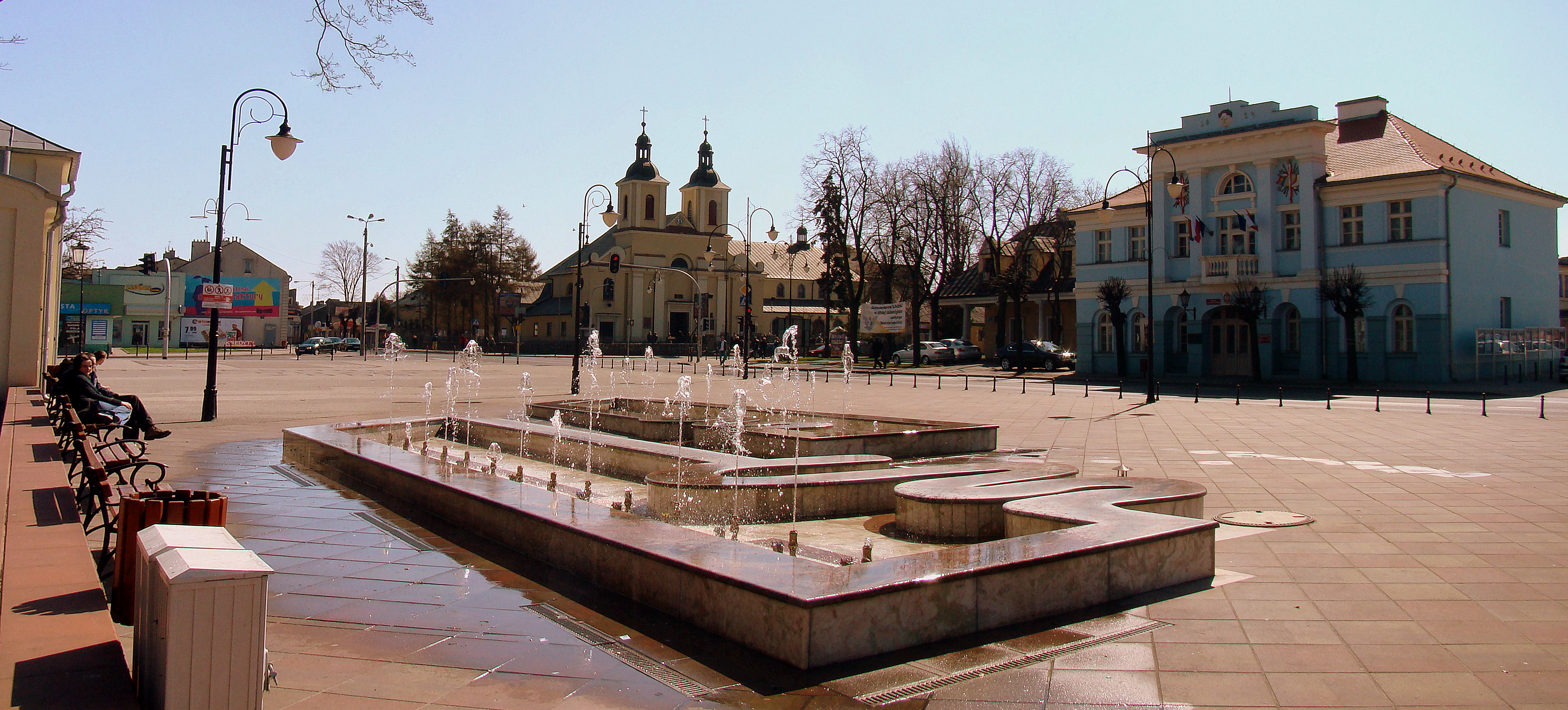
Plac Tadeusza Kościuszki – Aleksandrów Łódzki

- Aleksandrów Kujawski (KP)
- Aleksandrów Łódzki (ŁD)
- Alwernia (MA)
- Andrychów (MA)
- Annopol (LU)
- Augustów (PD)

   (wróć do indeksu)

### B

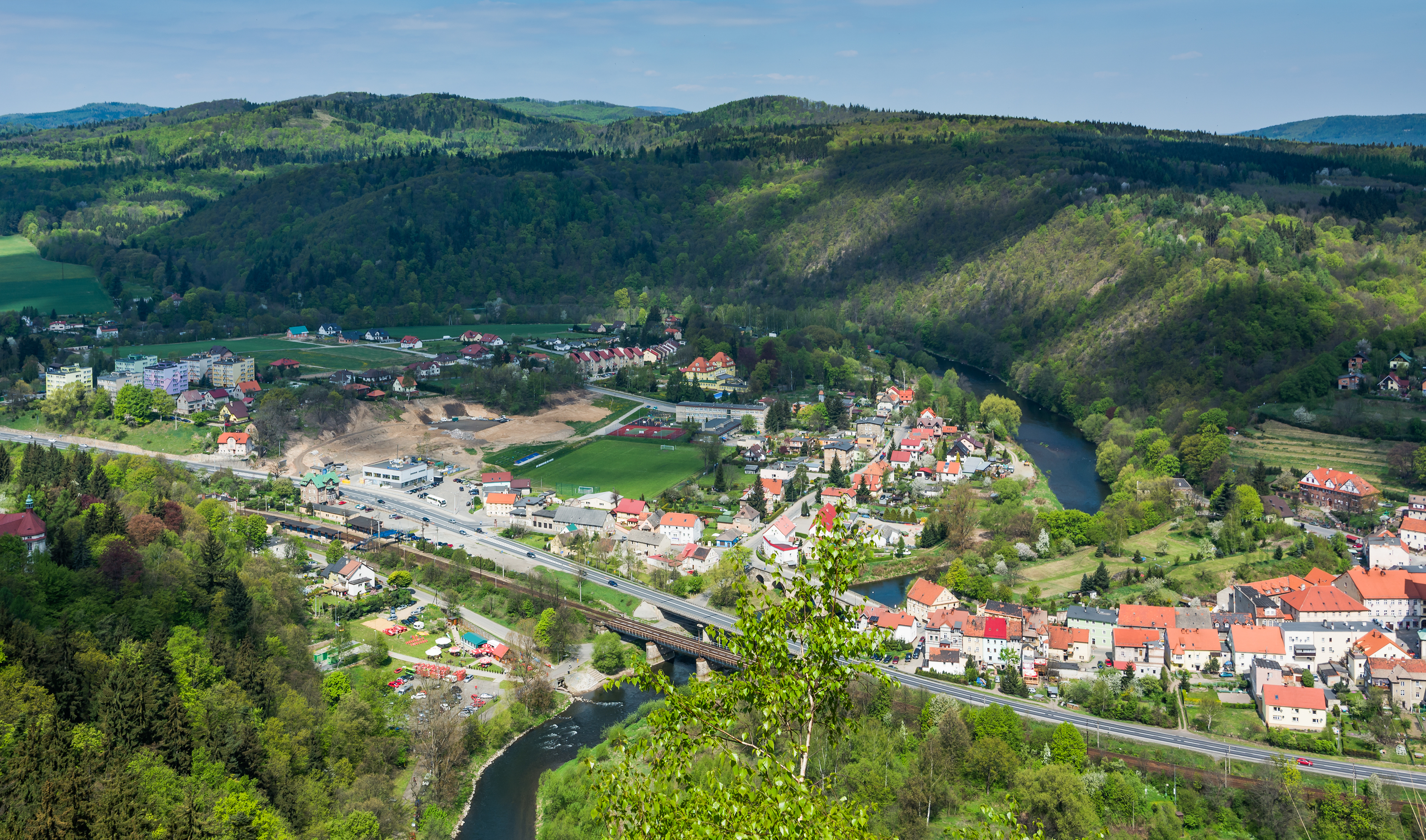
Bardo

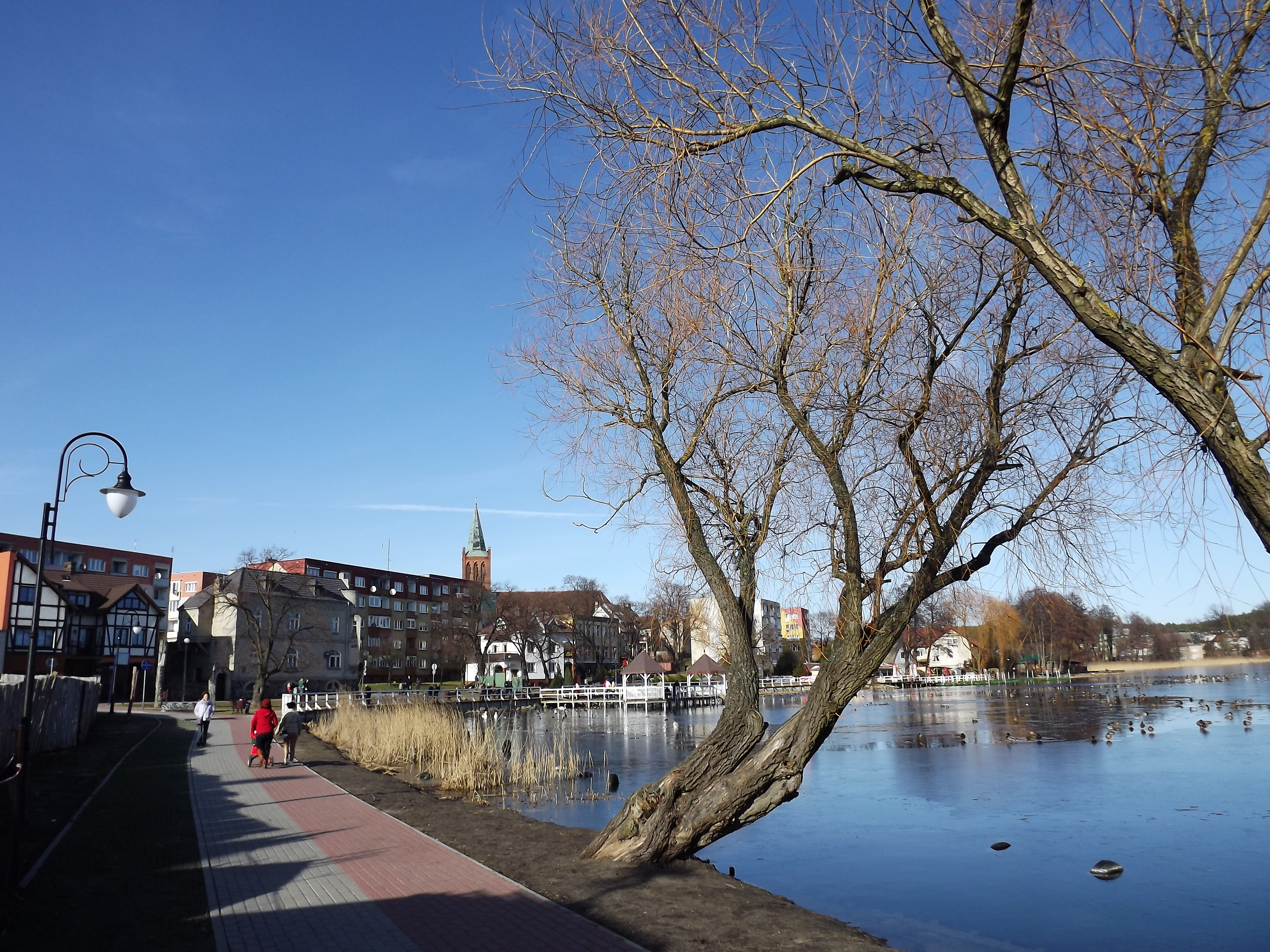
Jezioro – Barlinek

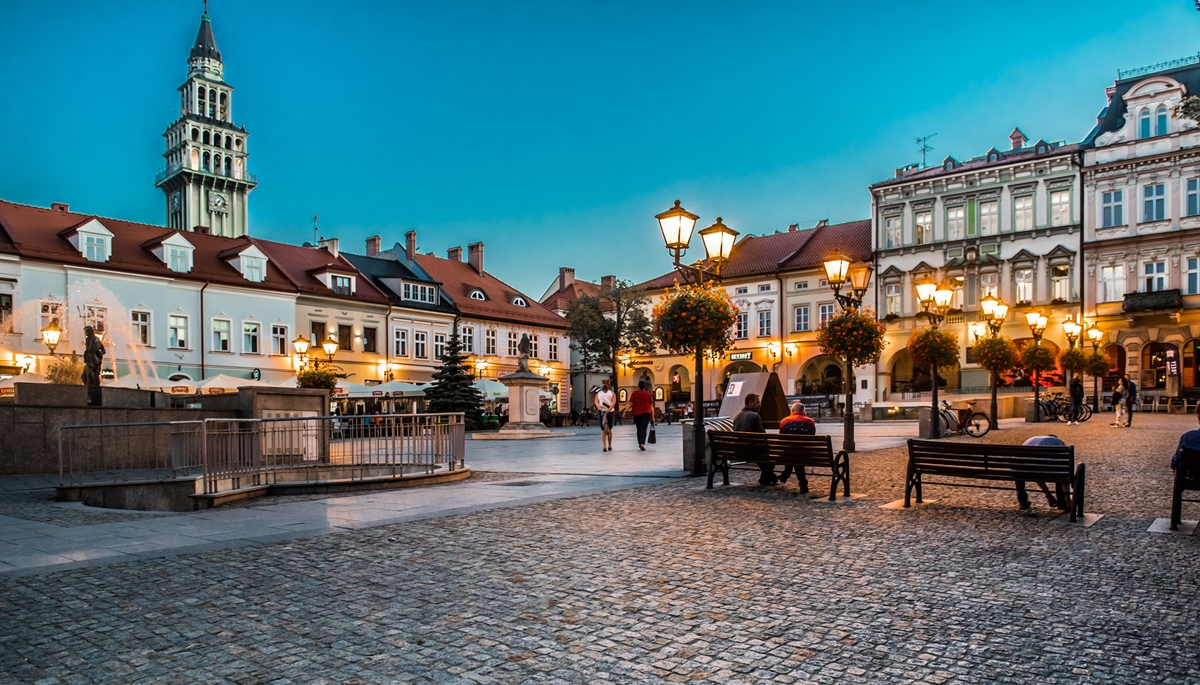
Rynek – Bielsko-Biała

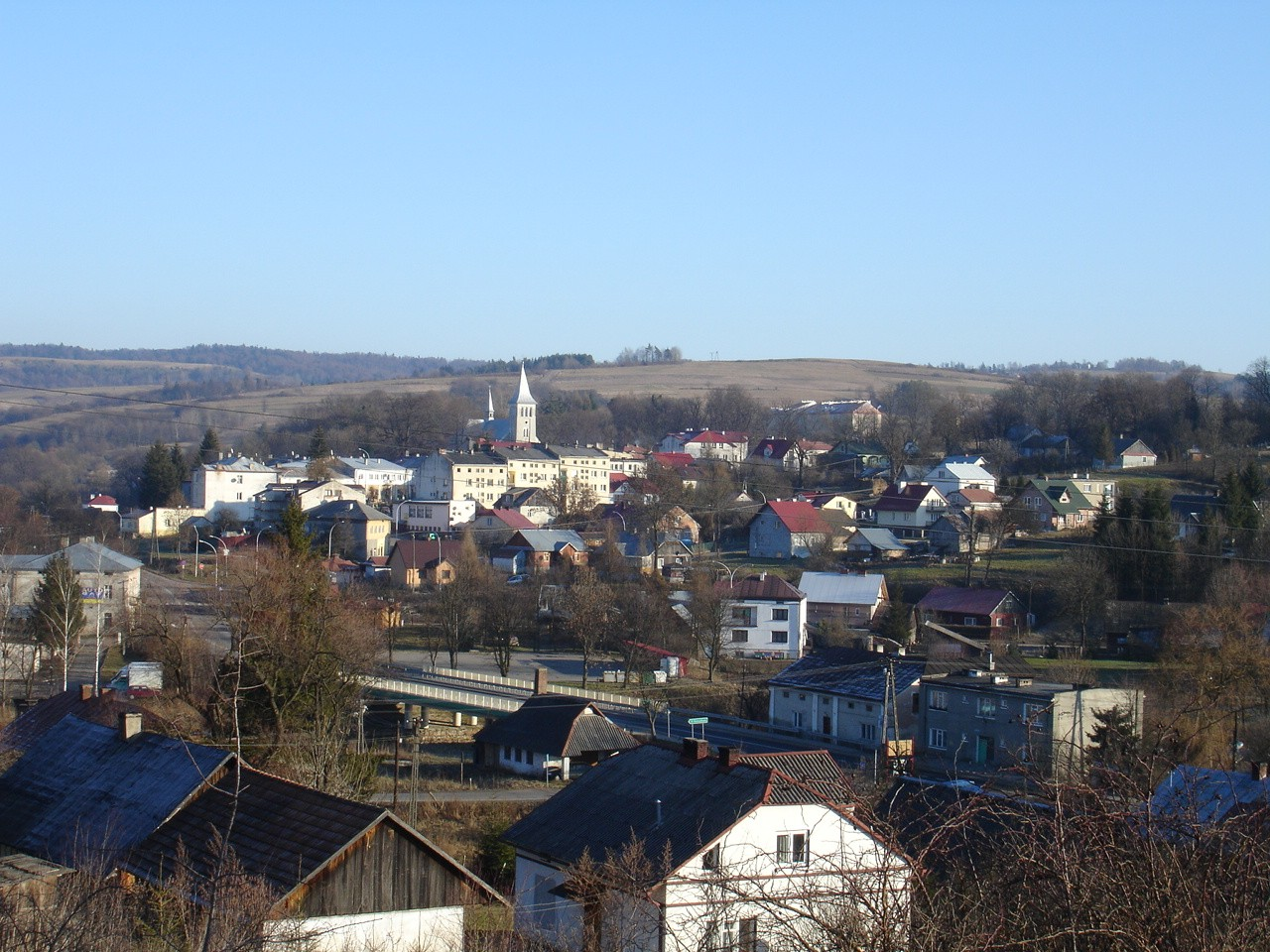
Bircza

- Babimost (LB)
- Baborów (OP)
- Baranów Sandomierski (PK)
- Barcin (KP)
- Barczewo (WN)
- Bardo (DŚ)
- Barlinek (ZP)
- Bartoszyce (WN)
- Barwice (ZP)
- Bełchatów (ŁD)
- Bełżyce (LU)
- Będzin (ŚL)
- Biała (OP)
- Biała Piska (WN)
- Biała Podlaska (LU)
- Biała Rawska (ŁD)
- Białaczów (ŁD)
- Białobrzegi (MZ)
- Białogard (ZP)
- Biały Bór (ZP)
- Białystok (PD)
- Biecz (MA)
- Bielawa (DŚ)
- Bielsk Podlaski (PD)
- Bielsko-Biała (ŚL)
- Bieruń (ŚL)
- Bierutów (DŚ)
- Bieżuń (MZ)
- Biłgoraj (LU)
- Bircza (PK)
- Biskupiec (WN)
- Bisztynek (WN)
- Blachownia (ŚL)
- Błaszki (ŁD)
- Błażowa (PK)
- Błonie (MZ)
- Bobolice (ZP)
- Bobowa (MA)
- Bobrowniki (KP)
- Bochnia (MA)
- Bodzanów (MZ)
- Bodzentyn (ŚK)
- Bogatynia (DŚ)
- Bogoria (ŚK)
- Boguchwała (PK)
- Boguszów-Gorce (DŚ)
- Bojanowo (WP)
- Bolesławiec (DŚ)
- Bolesławiec (ŁD)
- Bolimów (ŁD)
- Bolków (DŚ)
- Borek Wielkopolski (WP)
- Borne Sulinowo (ZP)
- Braniewo (WN)
- Brańsk (PD)
- Brodnica (KP)
- Brody (LB)
- Brok (MZ)
- Brusy (PM)
- Brwinów (MZ)
- Brzeg (OP)
- Brzeg Dolny (DŚ)
- Brzesko (MA)
- Brzeszcze (MA)
- Brześć Kujawski (KP)
- Brzeziny (ŁD)
- Brzostek (PK)
- Brzozów (PK)
- Budzyń (WP)
- Buk (WP)
- Bukowno (MA)
- Busko-Zdrój (ŚK)
- Bychawa (LU)
- Byczyna (OP)
- Bydgoszcz (KP)
- Bystrzyca Kłodzka (DŚ)
- Bytom (ŚL)
- Bytom Odrzański (LB)
- Bytów (PM)

   (wróć do indeksu)

### C

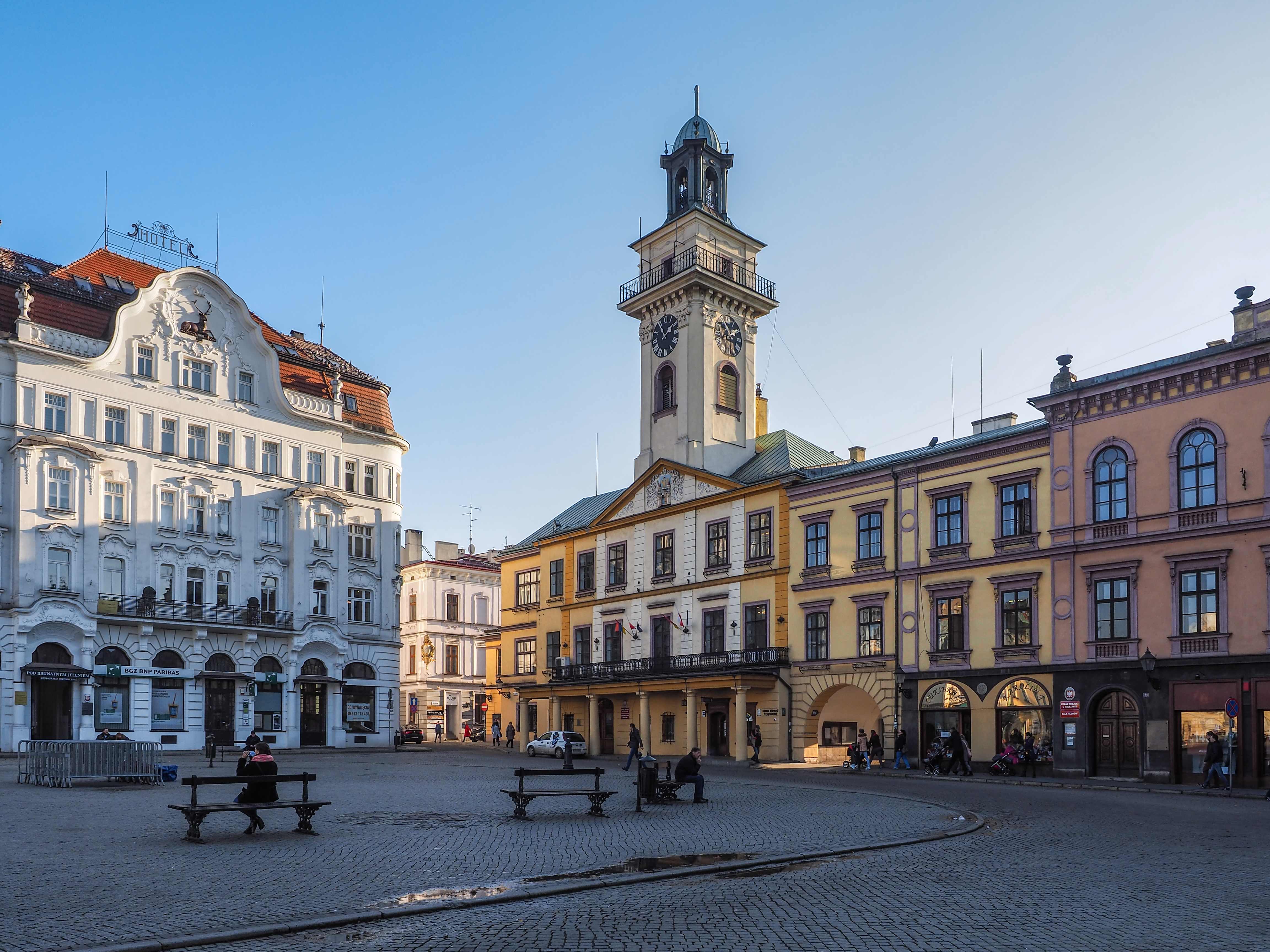
Rynek – Cieszyn

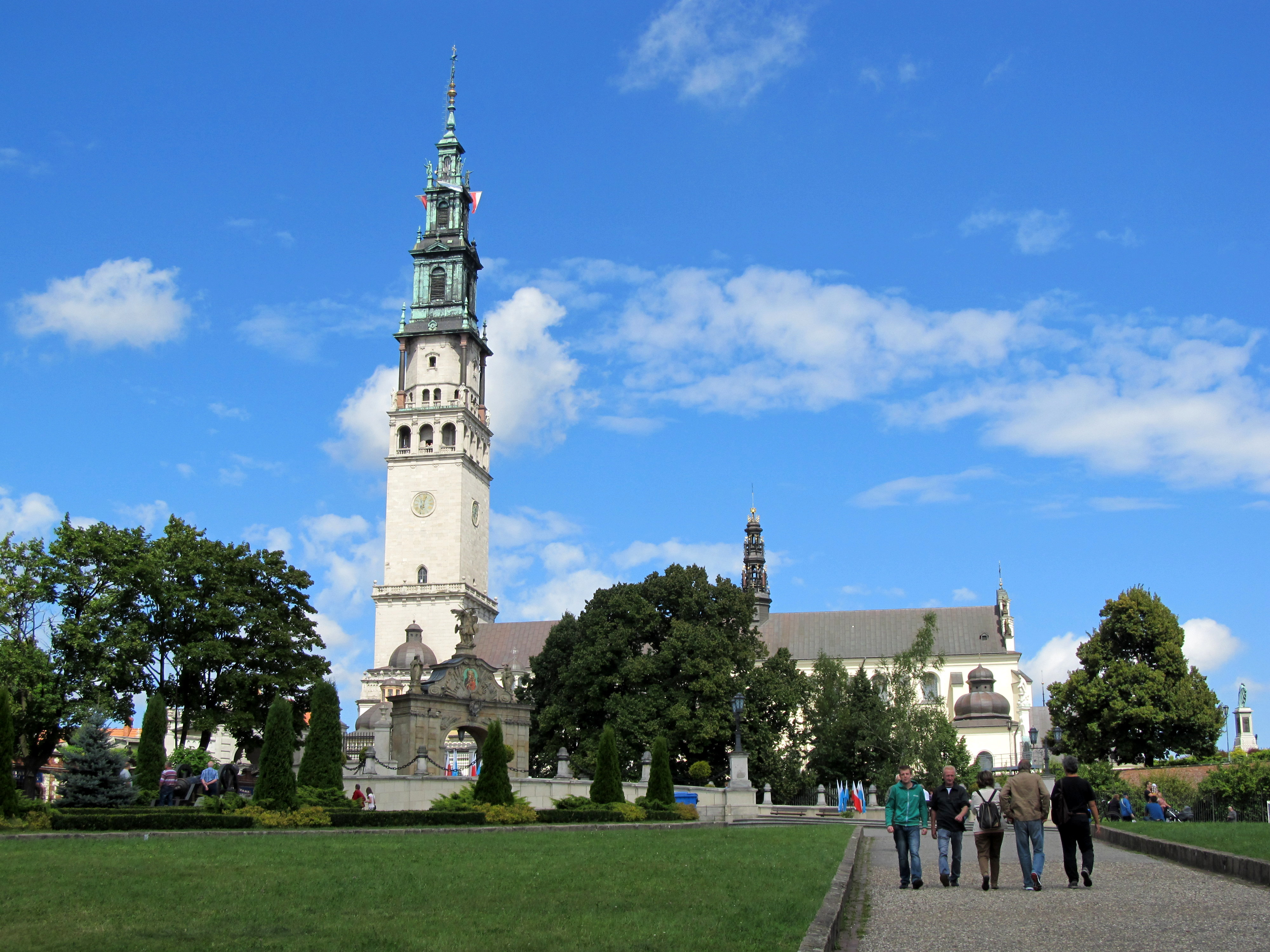
Jasna Góra – Częstochowa

- Cedynia (ZP)
- Cegłów (MZ)
- Chełm (LU)
- Chełmek (MA)
- Chełmno (KP)
- Chełmża (KP)
- Chęciny (ŚK)
- Chmielnik (ŚK)
- Chocianów (DŚ)
- Chociwel (ZP)
- Chocz (WP)
- Chodecz (KP)
- Chodzież (WP)
- Chojna (ZP)
- Chojnice (PM)
- Chojnów (DŚ)
- Choroszcz (PD)
- Chorzele (MZ)
- Chorzów (ŚL)
- Choszczno (ZP)
- Chrzanów (MA)
- Ciechanowiec (PD)
- Ciechanów (MZ)
- Ciechocinek (KP)
- Ciepielów (MZ)
- Cieszanów (PK)
- Cieszyn (ŚL)
- Ciężkowice (MA)
- Cybinka (LB)
- Czaplinek (ZP)
- Czarna Białostocka (PD)
- Czarna Woda (PM)
- Czarne (PM)
- Czarnków (WP)
- Czarny Dunajec (MA)
- Czchów (MA)
- Czechowice-Dziedzice (ŚL)
- Czeladź (ŚL)
- Czemierniki (LU)
- Czempiń (WP)
- Czerniejewo (WP)
- Czersk (PM)
- Czerwieńsk (LB)
- Czerwionka-Leszczyny (ŚL)
- Czerwińsk nad Wisłą (MZ)
- Częstochowa (ŚL)
- Człopa (ZP)
- Człuchów (PM)
- Czyżew (PD)

   (wróć do indeksu)

### Ć

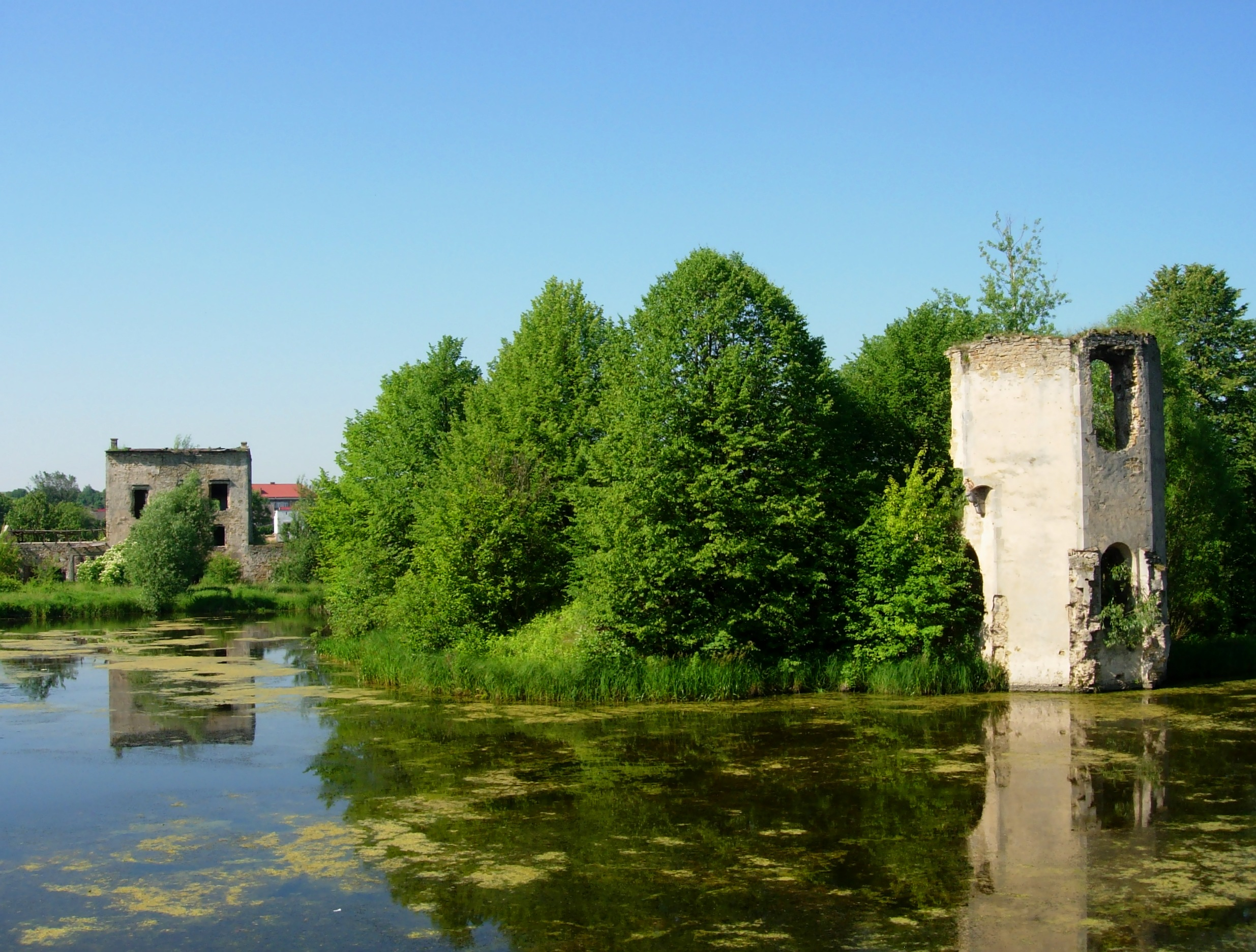
Ruiny zamku – Ćmielów

- Ćmielów (ŚK)

   (wróć do indeksu)

### D

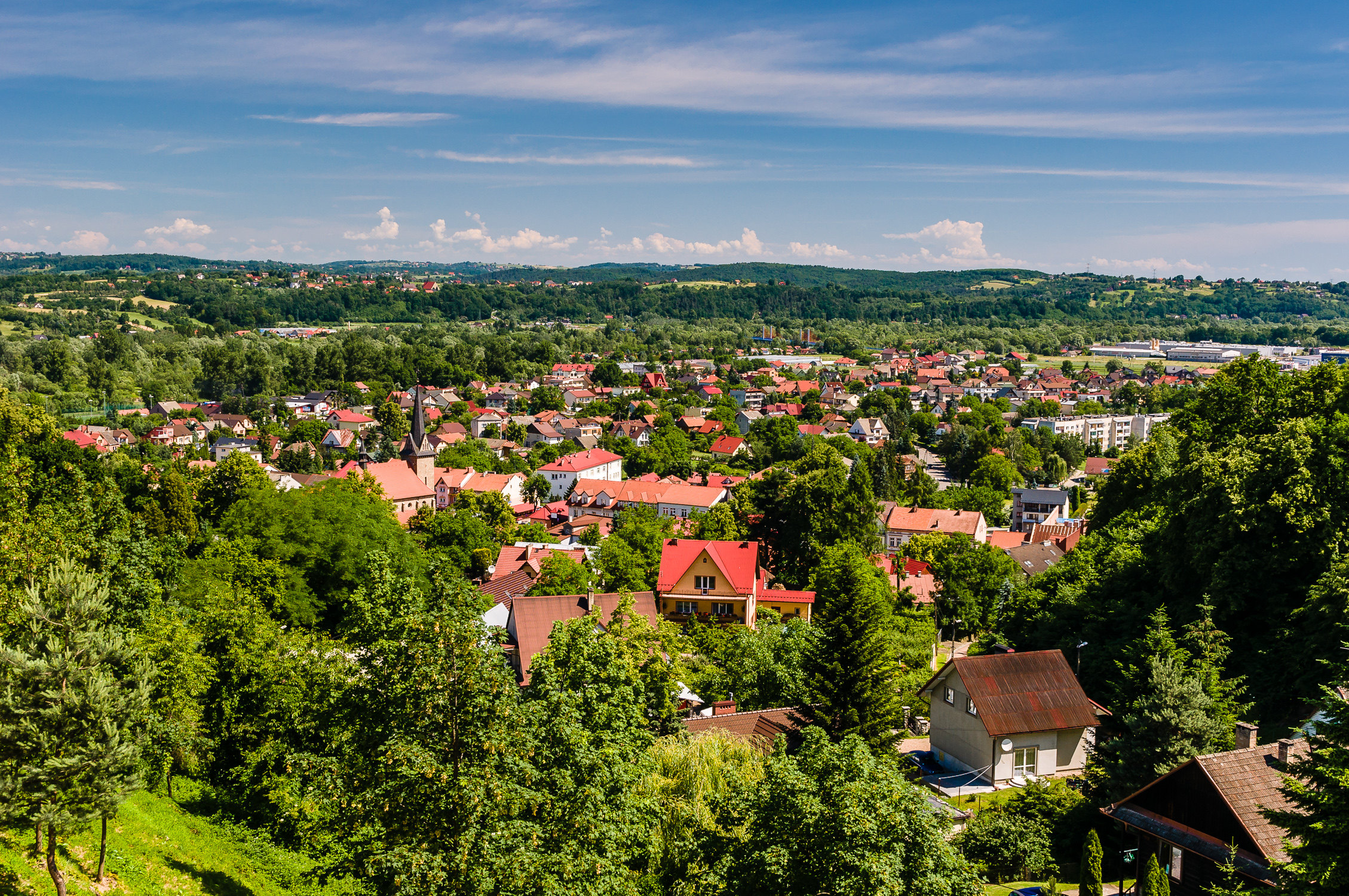
Dobczyce

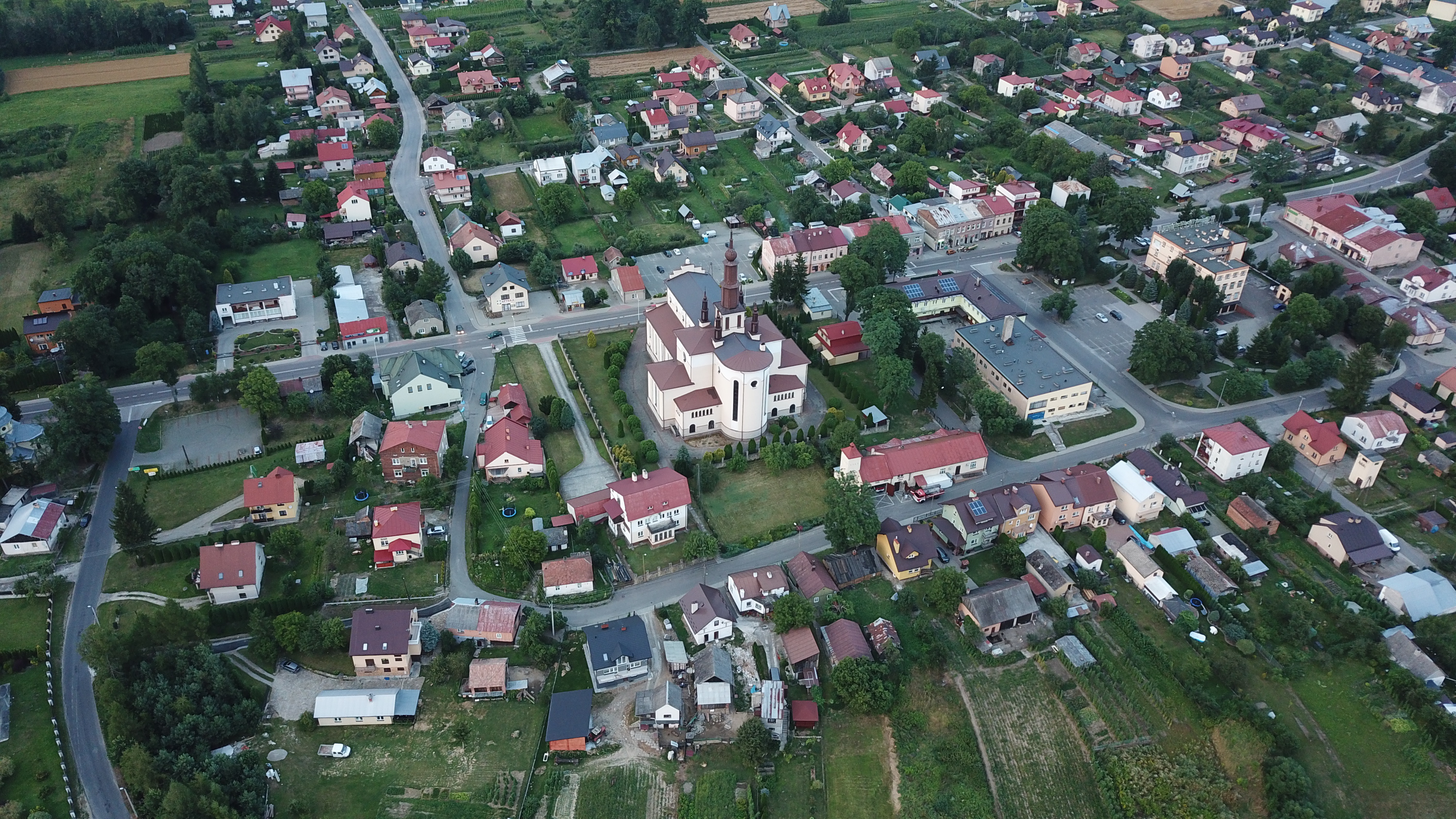
Dubiecko

- Daleszyce (ŚK)
- Darłowo (ZP)
- Dąbie (WP)
- Dąbrowa Białostocka (PD)
- Dąbrowa Górnicza (ŚL)
- Dąbrowa Tarnowska (MA)
- Dąbrowice (ŁD)
- Debrzno (PM)
- Dębica (PK)
- Dęblin (LU)
- Dębno (ZP)
- Dobczyce (MA)
- Dobiegniew (LB)
- Dobra (ZP)
- Dobra (WP)
- Dobre (MZ)
- Dobre Miasto (WN)
- Dobrodzień (OP)
- Dobrzany (ZP)
- Dobrzyca (WP)
- Dobrzyń nad Wisłą (KP)
- Dolsk (WP)
- Drawno (ZP)
- Drawsko Pomorskie (ZP)
- Drezdenko (LB)
- Drobin (MZ)
- Drohiczyn (PD)
- Drzewica (ŁD)
- Dubiecko (PK)
- Dukla (PK)
- Duszniki-Zdrój (DŚ)
- Dynów (PK)
- Działdowo (WN)
- Działoszyce (ŚK)
- Działoszyn (ŁD)
- Dzierzgoń (PM)
- Dzierżoniów (DŚ)
- Dziwnów (ZP)

   (wróć do indeksu)

### E

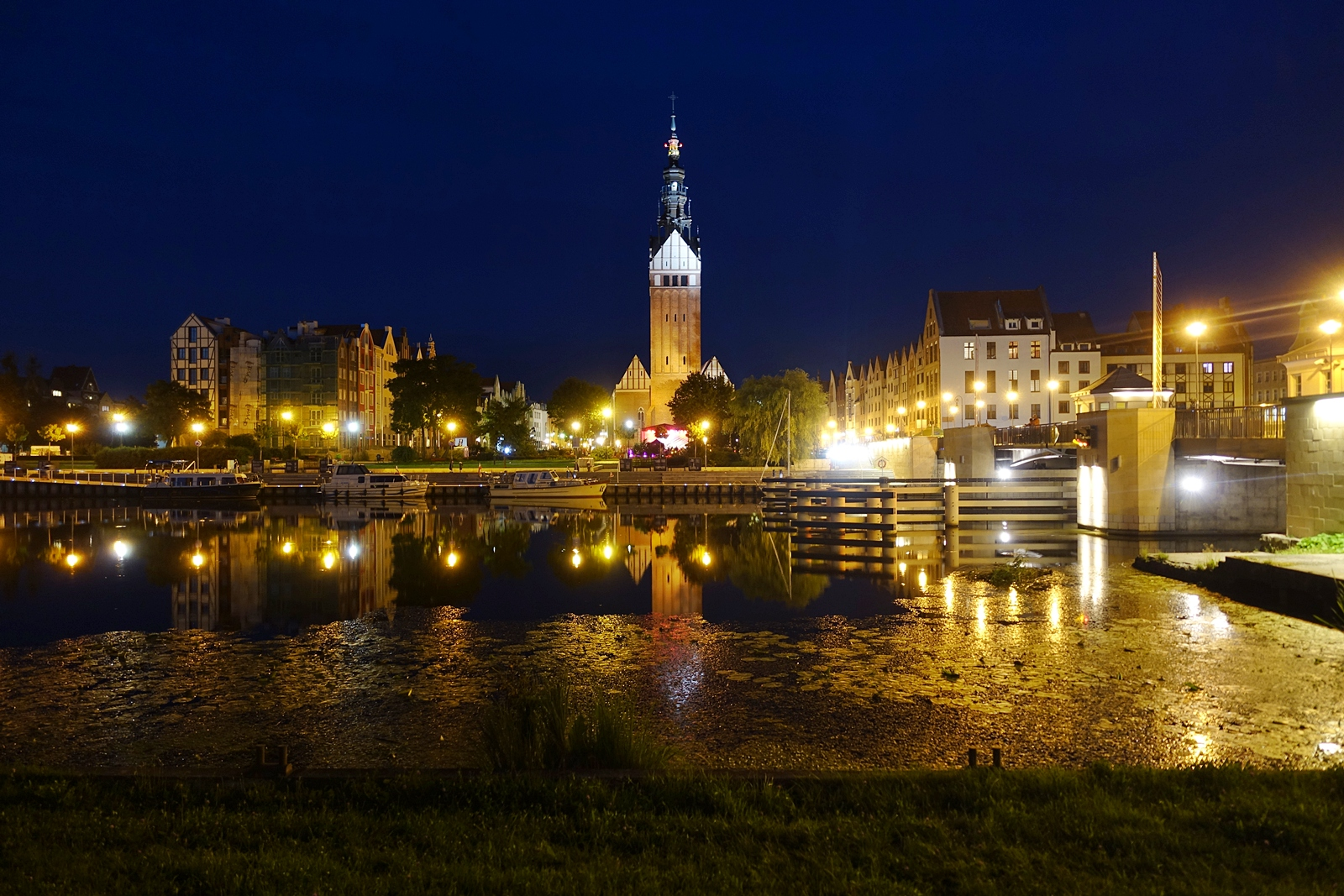
Stare Miasto – Elbląg

- Elbląg (WN)
- Ełk (WN)

   (wróć do indeksu)

### F
- Frampol (LU)
- Frombork (WN)

   (wróć do indeksu)

### G

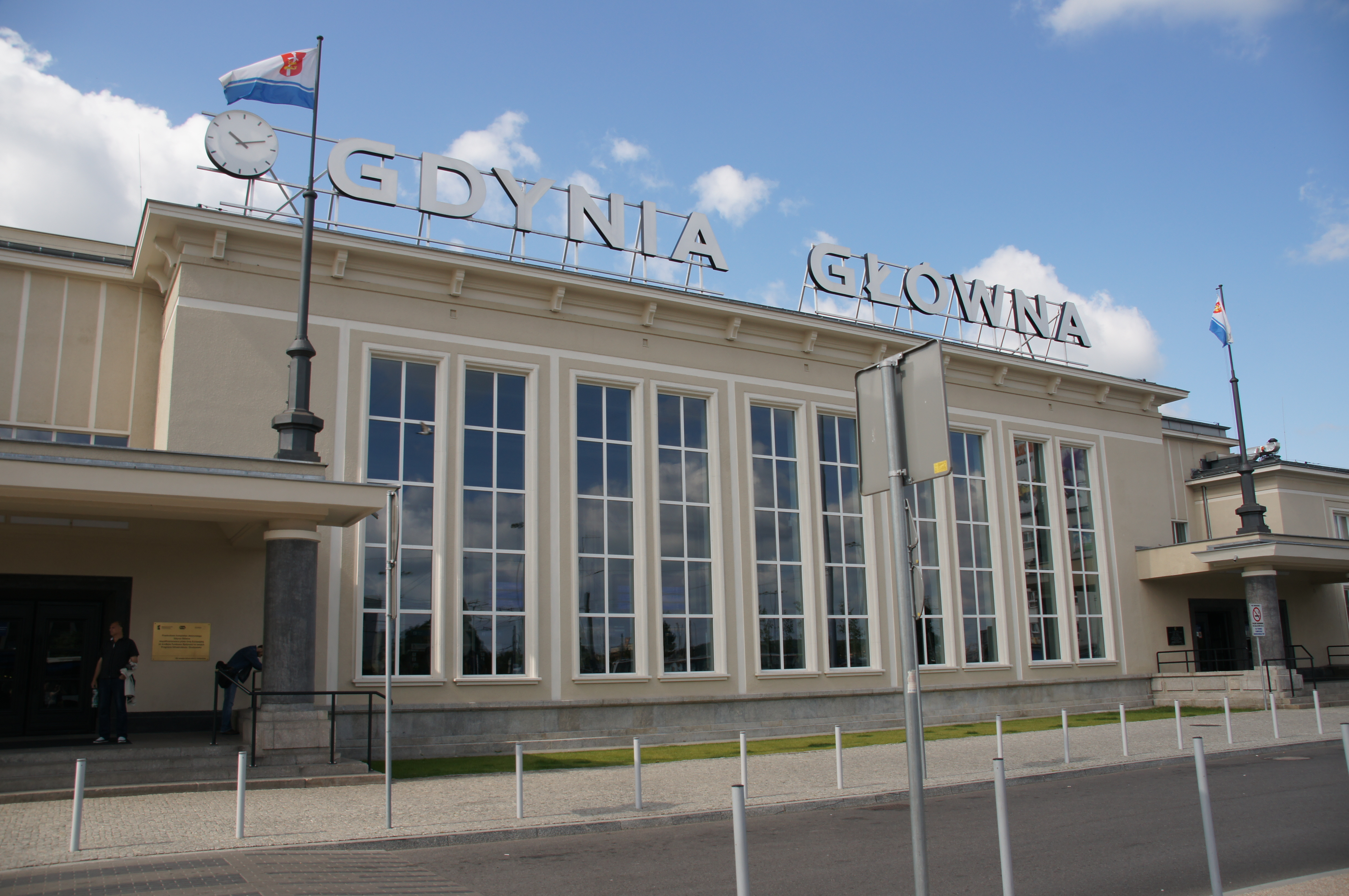
Główny dworzec kolejowy – Gdynia

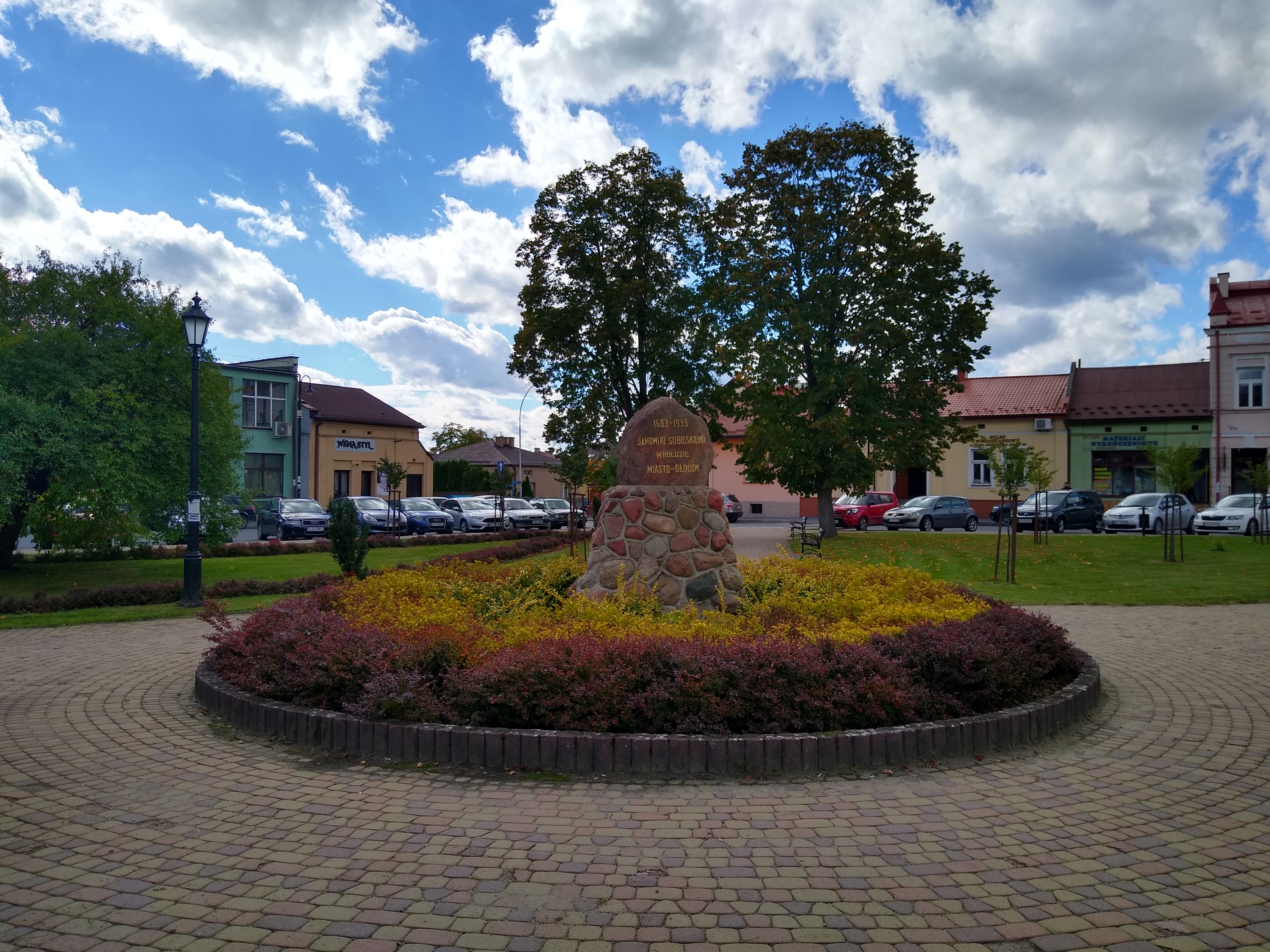
Pomnik ku czci Jana III Sobieskiego – Głogów Małopolski

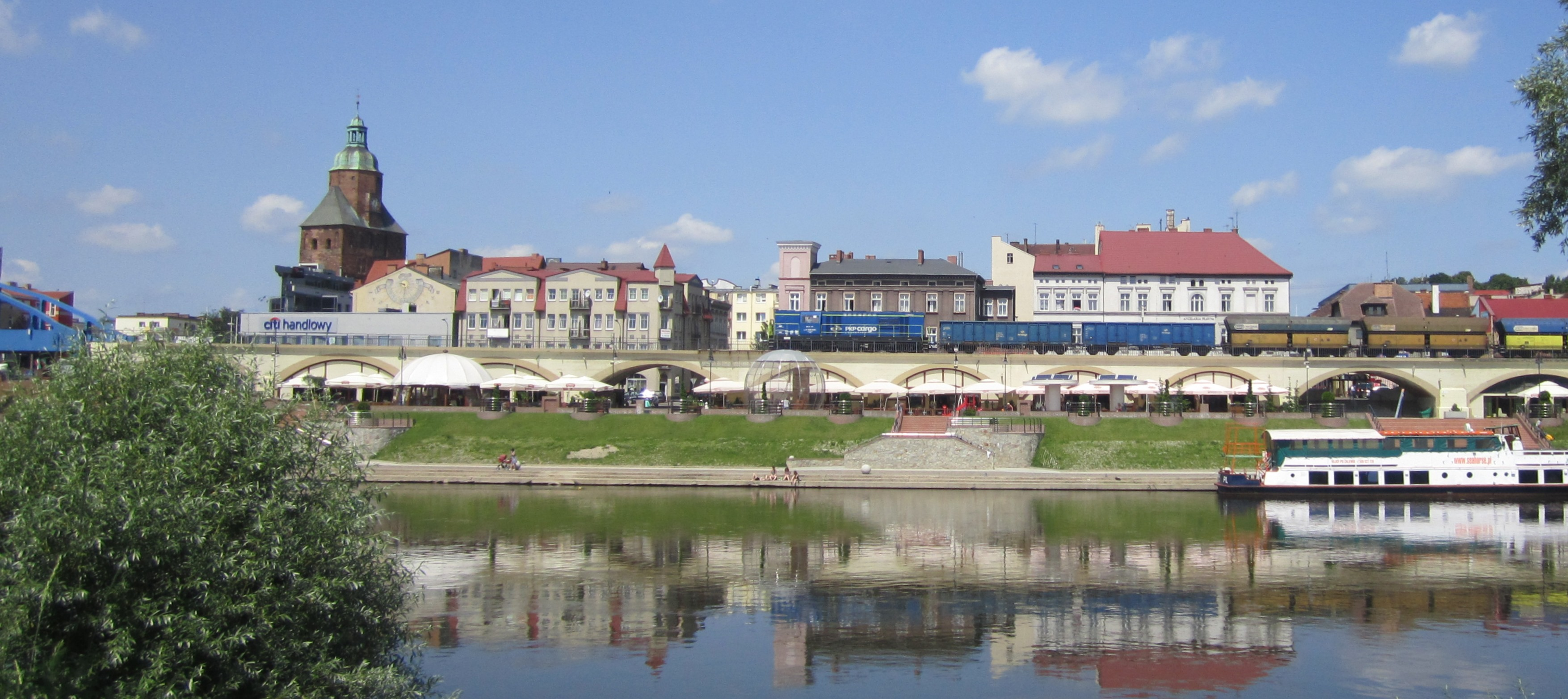
Estakada kolejowa – Gorzów Wielkopolski

- Garwolin (MZ)
- Gąbin (MZ)
- Gąsawa (KP)
- Gdańsk (PM)
- Gdynia (PM)
- Gielniów (MZ)
- Giżycko (WN)
- Glinojeck (MZ)
- Gliwice (ŚL)
- Głogów (DŚ)
- Głogów Małopolski (PK)
- Głogówek (OP)
- Głowaczów (MZ)
- Głowno (ŁD)
- Głubczyce (OP)
- Głuchołazy (OP)
- Głuszyca (DŚ)
- Gniew (PM)
- Gniewkowo (KP)
- Gniezno (WP)
- Gogolin (OP)
- Golczewo (ZP)
- Goleniów (ZP)
- Golina (WP)
- Golub-Dobrzyń (KP)
- Gołańcz (WP)
- Gołdap (WN)
- Goniądz (PD)
- Goraj (LU)
- Gorlice (MA)
- Gorzów Śląski (OP)
- Gorzów Wielkopolski (LB)
- Gostynin (MZ)
- Gostyń (WP)
- Gościno (ZP)
- Gowarczów (ŚK)
- Gozdnica (LB)
- Góra (DŚ)
- Góra Kalwaria (MZ)
- Górowo Iławeckie (WN)
- Górzno (KP)
- Grabów (ŁD)
- Grabów nad Prosną (WP)
- Grajewo (PD)
- Grodków (OP)
- Grodzisk Mazowiecki (MZ)
- Grodzisk Wielkopolski (WP)
- Grójec (MZ)
- Grudziądz (KP)
- Grybów (MA)
- Gryfice (ZP)
- Gryfino (ZP)
- Gryfów Śląski (DŚ)
- Gubin (LB)

   (wróć do indeksu)

### H

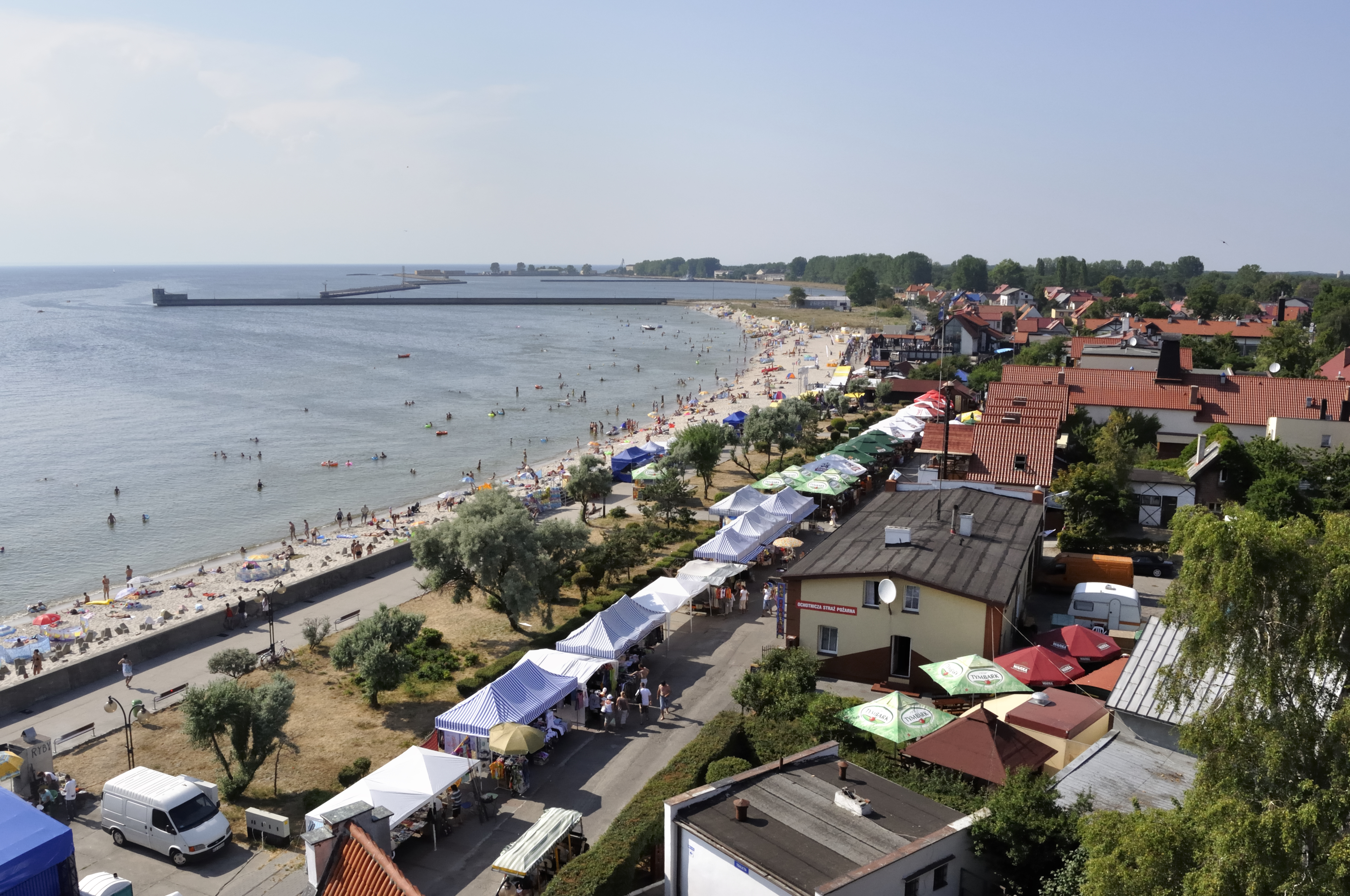
Mierzeja Helska – Hel

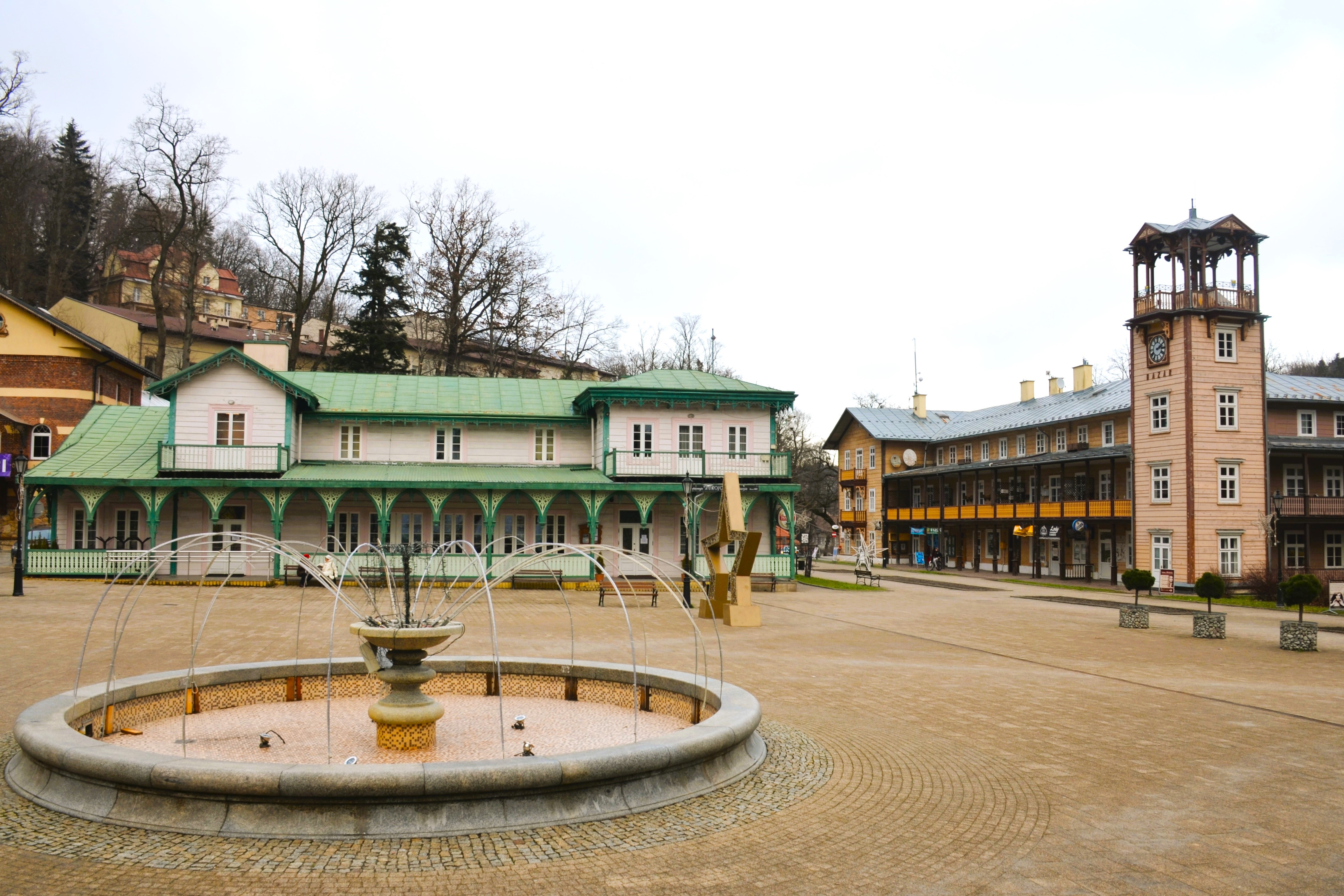
Iwonicz-Zdrój

- Hajnówka (PD)
- Halinów (MZ)
- Hel (PM)
- Hrubieszów (LU)

   (wróć do indeksu)

### I
- Iława (WN)
- Iłowa (LB)
- Iłża (MZ)
- Imielin (ŚL)
- Inowłódz (ŁD)
- Inowrocław (KP)
- Ińsko (ZP)
- Iwaniska (ŚK)
- Iwonicz-Zdrój (PK)
- Izbica (LU)
- Izbica Kujawska (KP)

   (wróć do indeksu)

### J

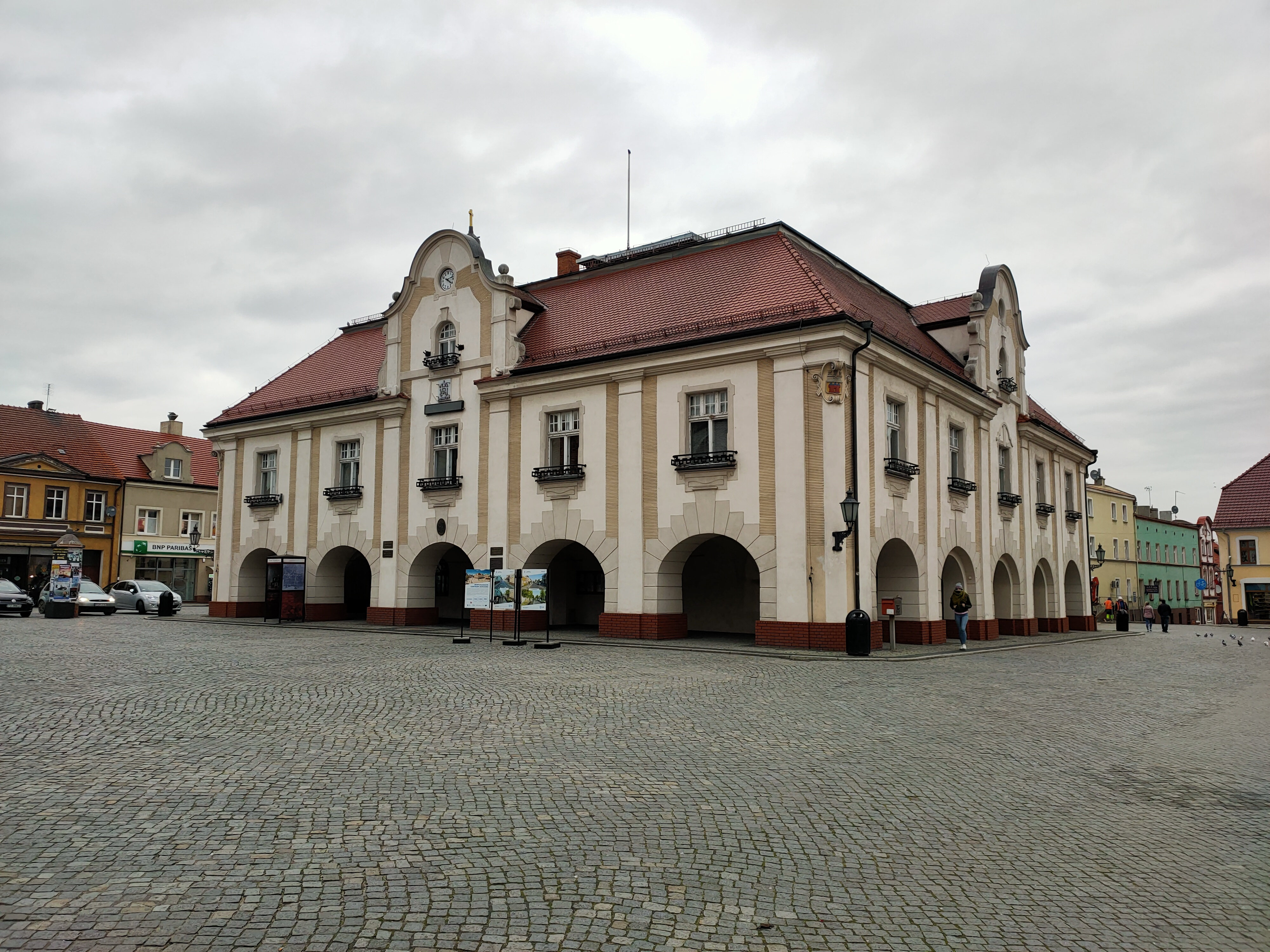
Ratusz – Jarocin

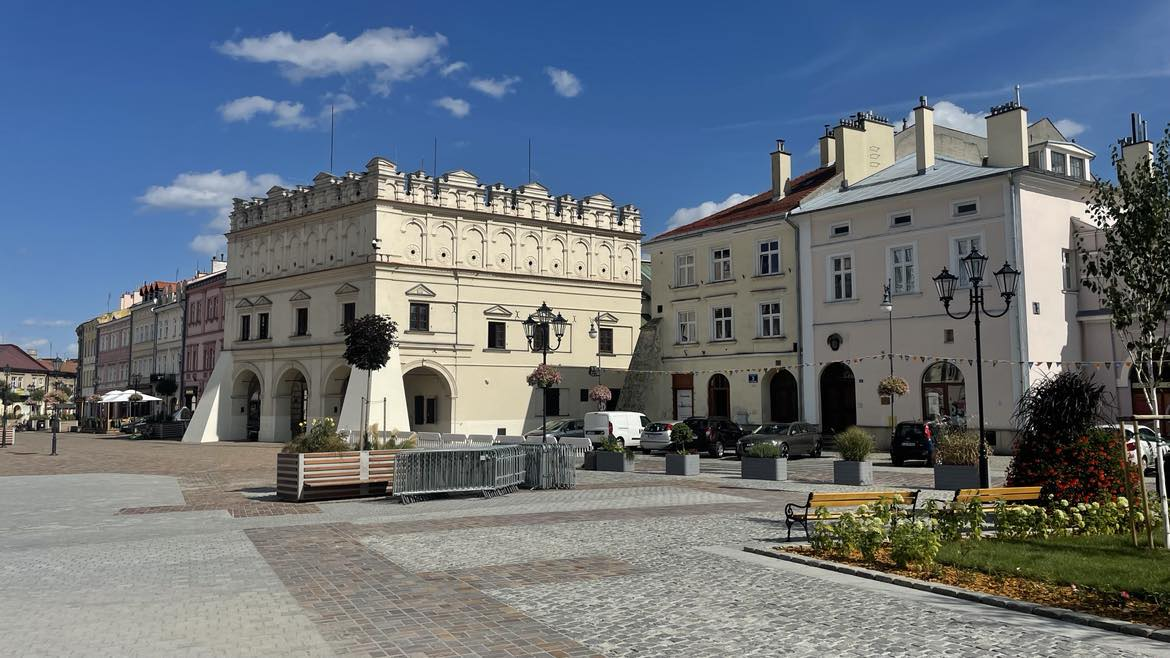
Kamienica Orsettich – Jarosław

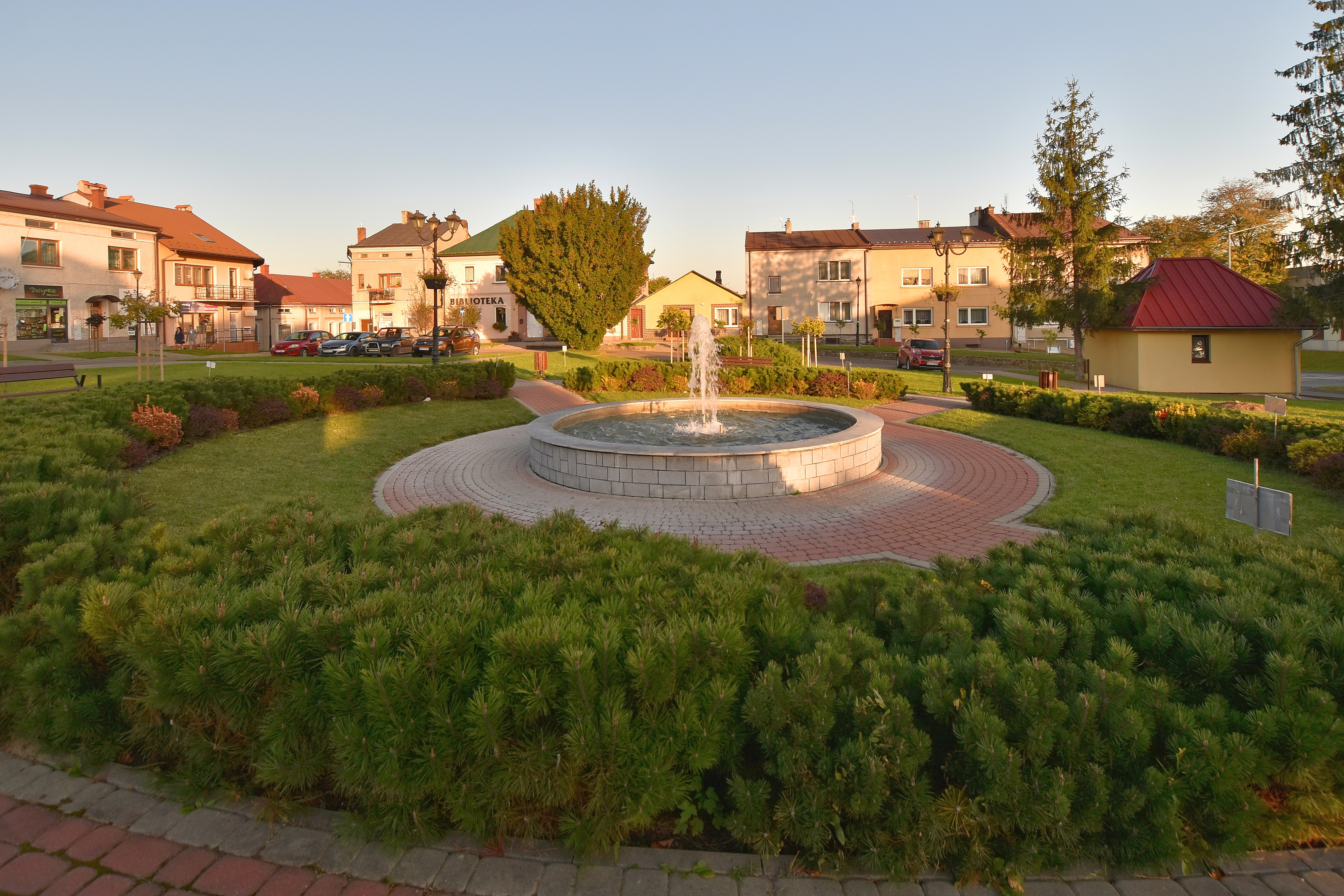
Rynek – Kańczuga

- Jadów (MZ)
- Jastrzębie-Zdrój (ŚL)
- Jabłonowo Pomorskie (KP)
- Janikowo (KP)
- Janowiec Wielkopolski (KP)
- Janów Lubelski (LU)
- Jaraczewo (WP)
- Jarocin (WP)
- Jarosław (PK)
- Jasień (LB)
- Jasło (PK)
- Jastarnia (PM)
- Jastrowie (WP)
- Jastrząb (MZ)
- Jawor (DŚ)
- Jawornik Polski (PK)
- Jaworzno (ŚL)
- Jaworzyna Śląska (DŚ)
- Jedlicze (PK)
- Jedlina-Zdrój (DŚ)
- Jedlnia-Letnisko (MZ)
- Jedwabne (PD)
- Jelcz-Laskowice (DŚ)
- Jelenia Góra (DŚ)
- Jeziorany (WN)
- Jeżów (ŁD)
- Jędrzejów (ŚK)
- Jordanów (MA)
- Józefów (LU)
- Józefów (MZ)
- Józefów nad Wisłą (LU)
- Jutrosin (WP)

   (wróć do indeksu)

### K

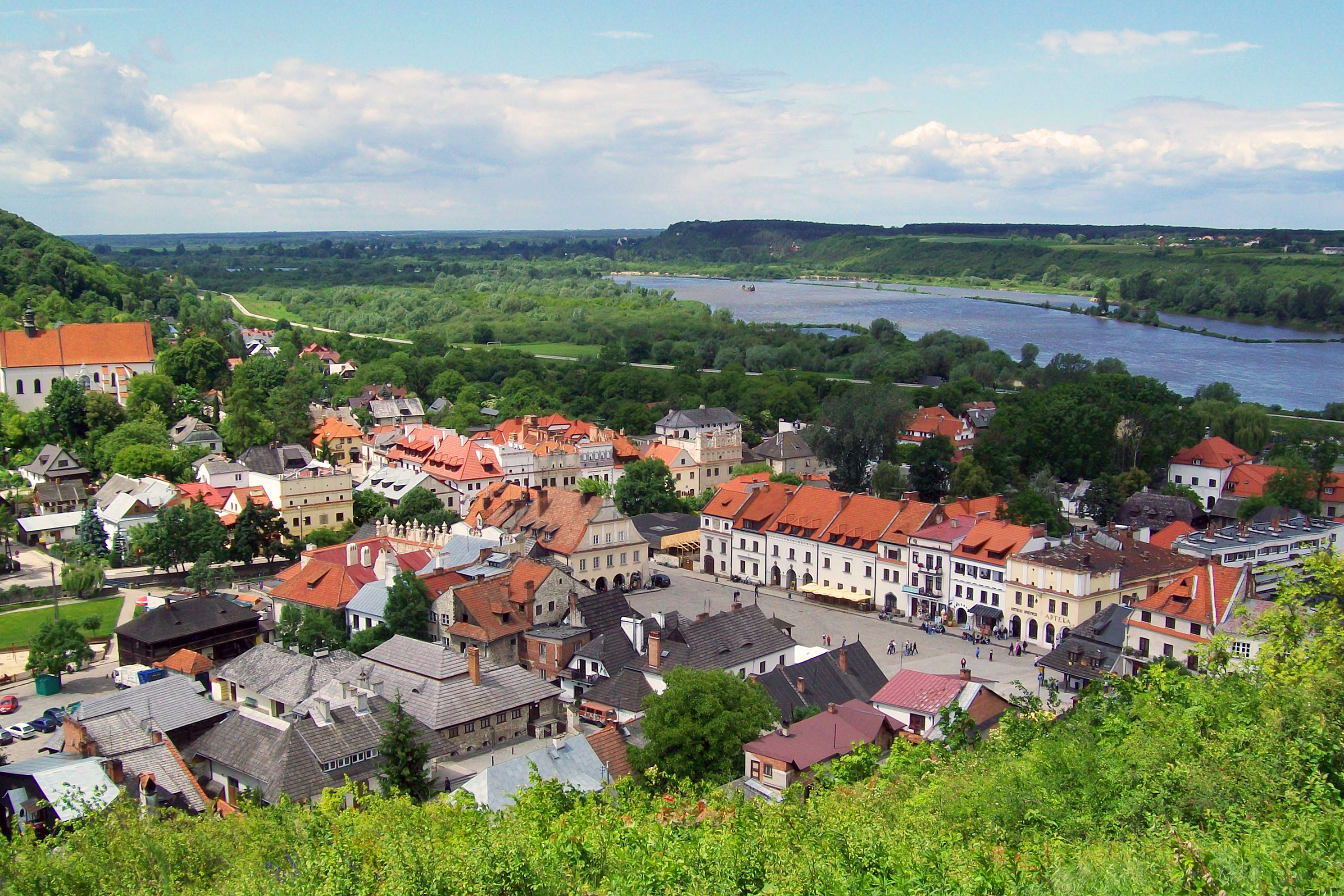
Kazimierz Dolny

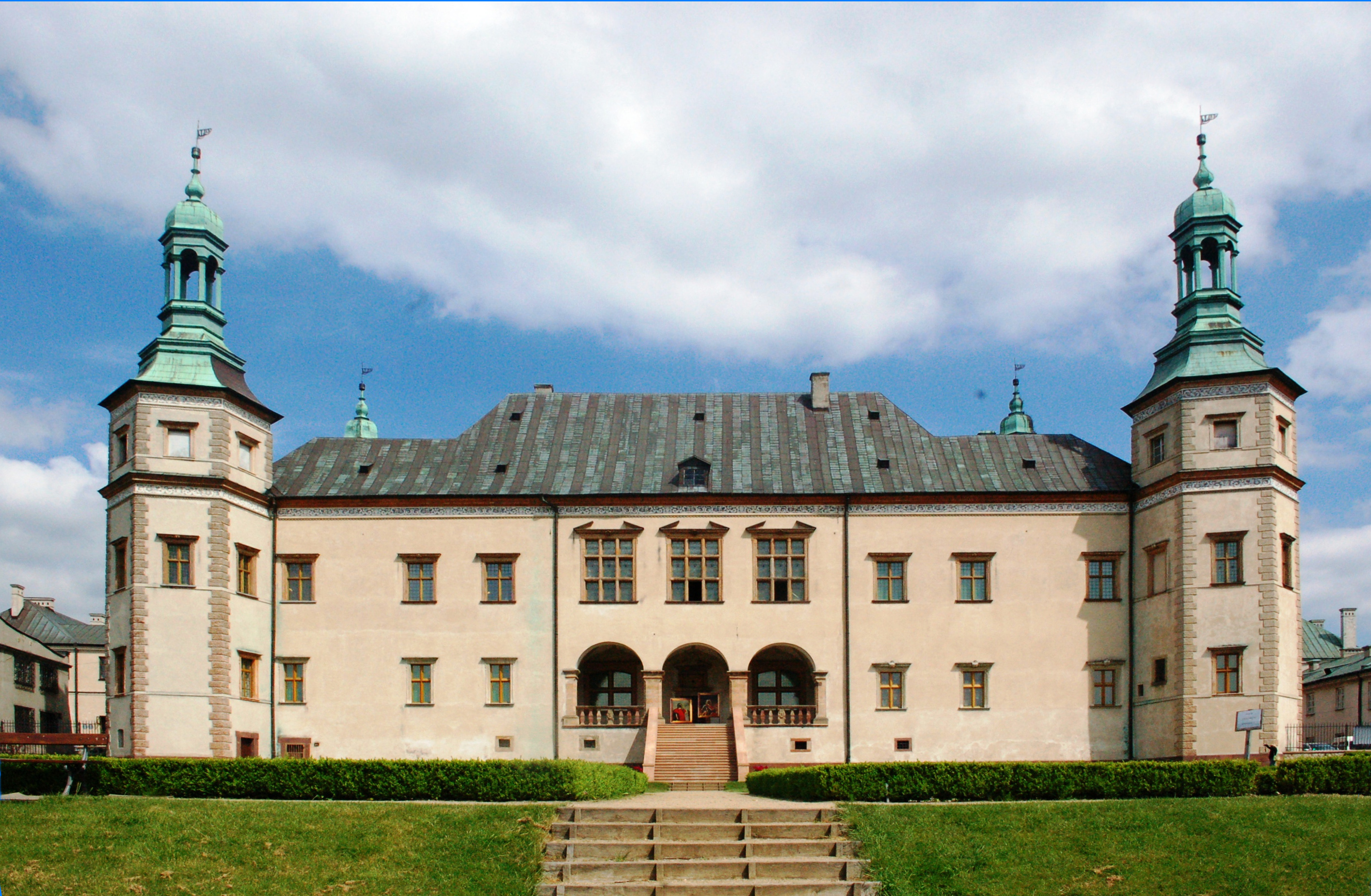
Pałac Biskupów Krakowskich – Kielce

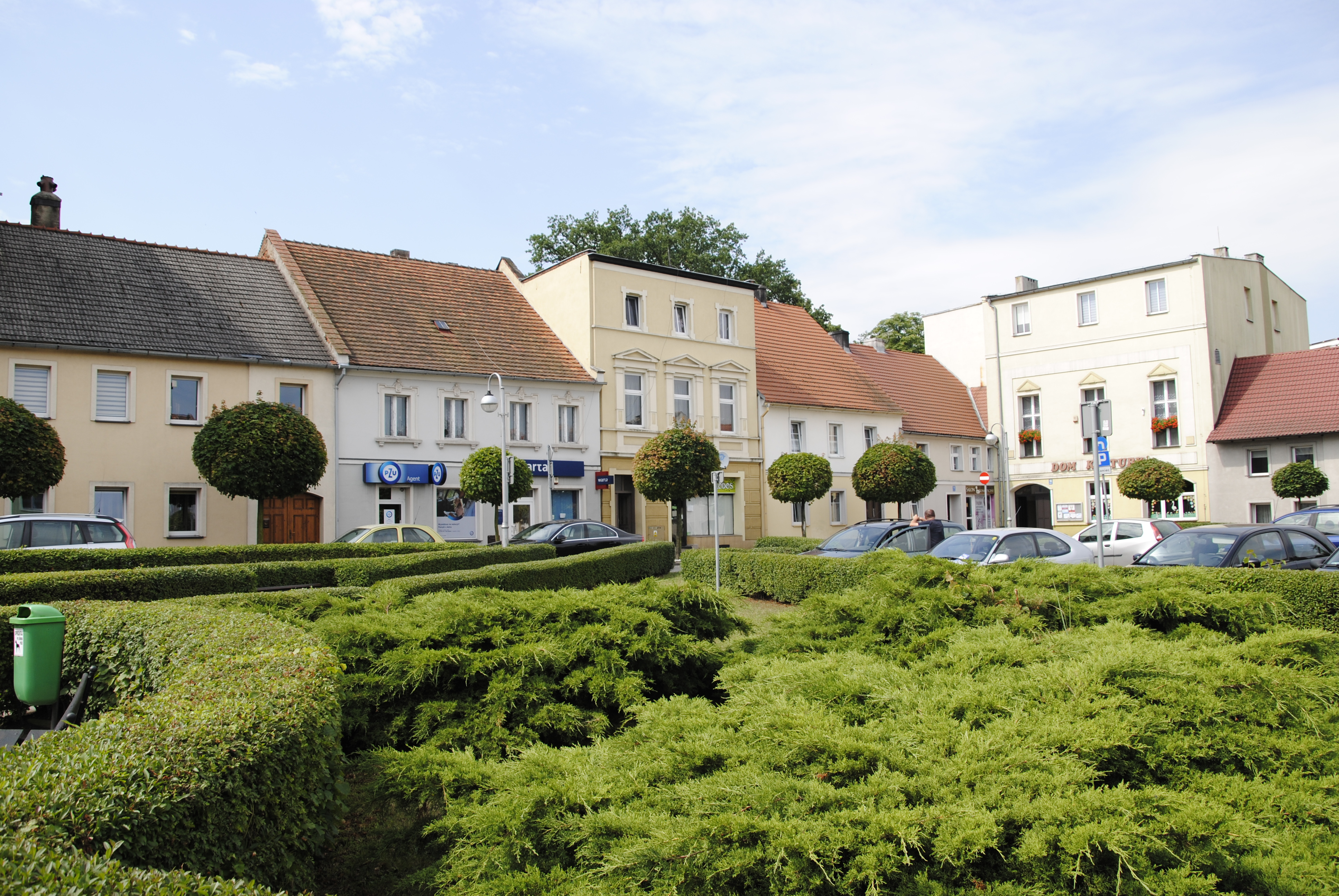
Rynek – Korfantów

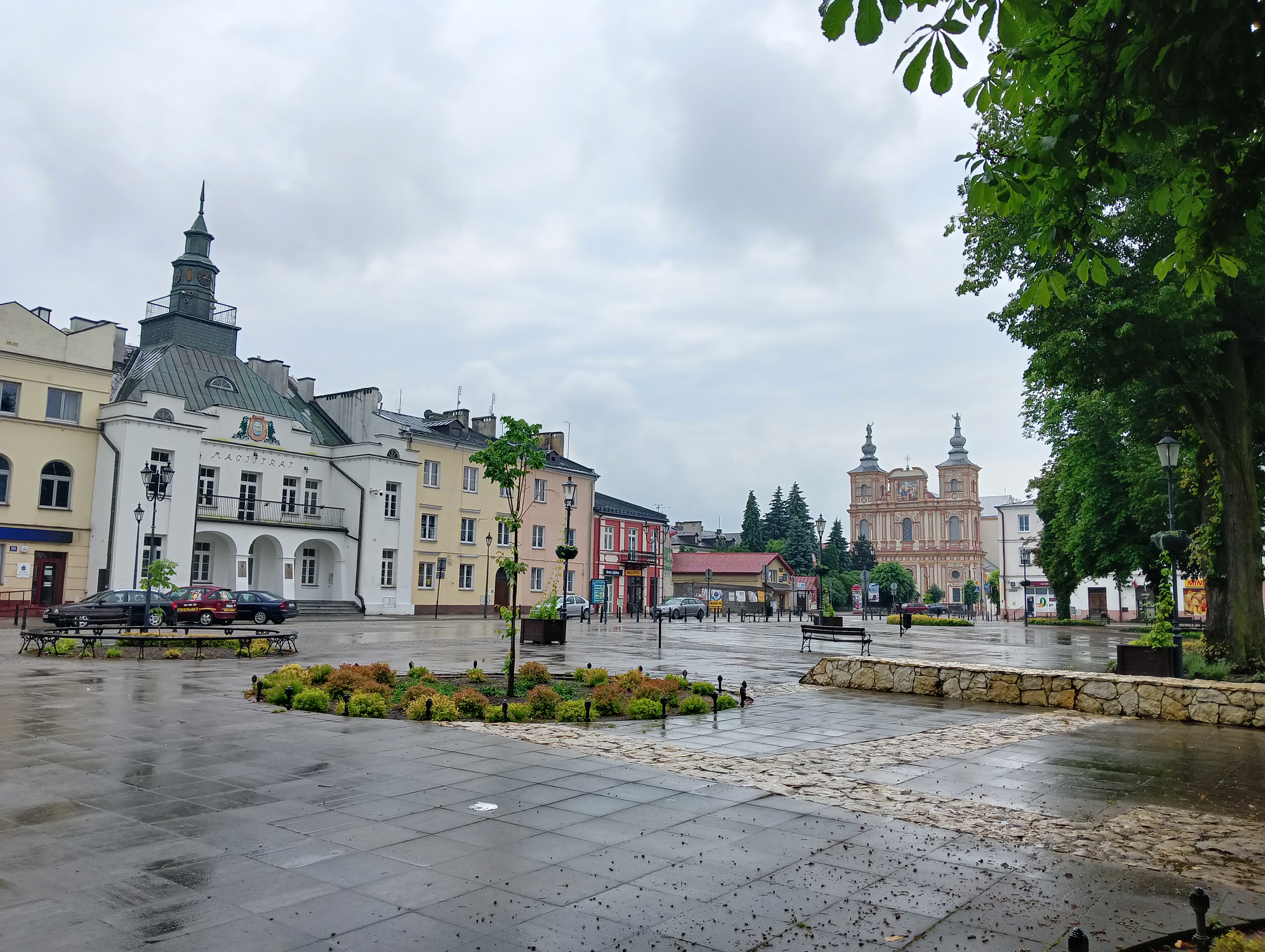
Rynek – Krasnystaw

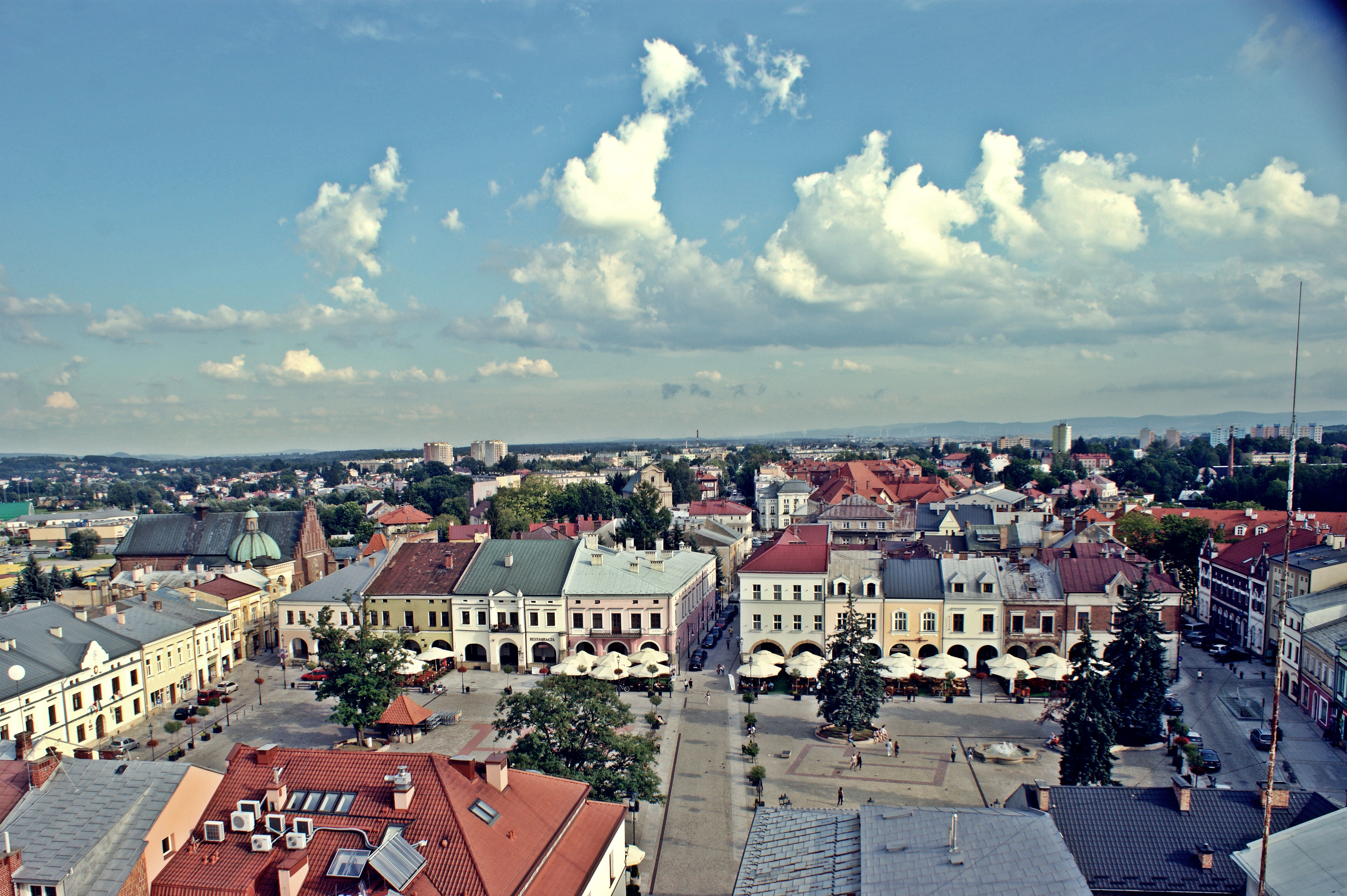
Rynek – Krosno

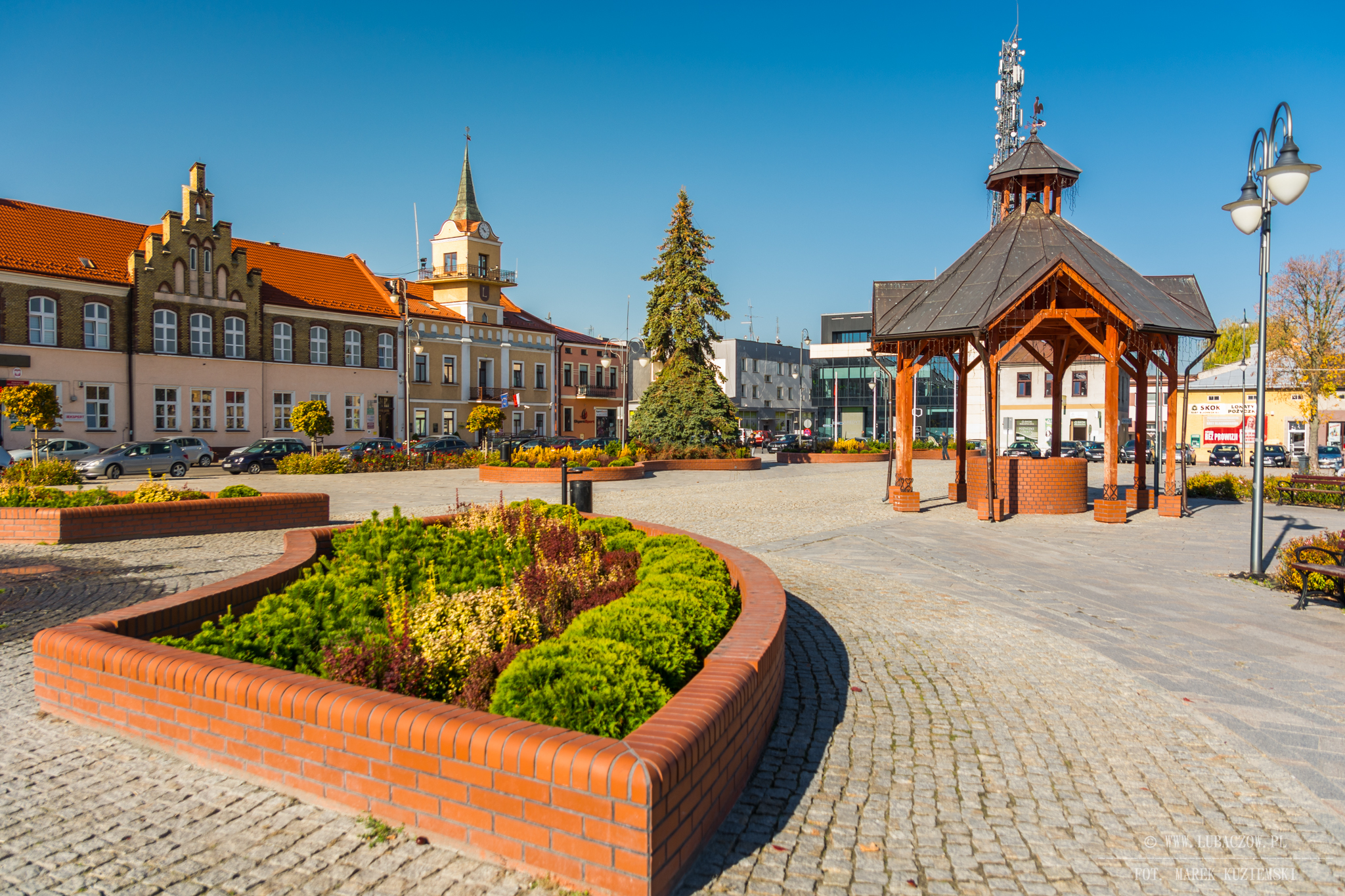
Rynek – Lubaczów

- Kaczory (WP)
- Kalety (ŚL)
- Kalisz (WP)
- Kalisz Pomorski (ZP)
- Kalwaria Zebrzydowska (MA)
- Kałuszyn (MZ)
- Kamieniec Ząbkowicki (DŚ)
- Kamienna Góra (DŚ)
- Kamień Krajeński (KP)
- Kamień Pomorski (ZP)
- Kamieńsk (ŁD)
- Kamionka (LU)
- Kańczuga (PK)
- Karczew (MZ)
- Kargowa (LB)
- Karlino (ZP)
- Karpacz (DŚ)
- Kartuzy (PM)
- Katowice (ŚL)
- Kazanów (MZ)
- Kazimierz Dolny (LU)
- Kazimierza Wielka (ŚK)
- Kąty Wrocławskie (DŚ)
- Kcynia (KP)
- Kędzierzyn-Koźle (OP)
- Kępice (PM)
- Kępno (WP)
- Kętrzyn (WN)
- Kęty (MA)
- Kielce (ŚK)
- Kiernozia (ŁD)
- Kietrz (OP)
- Kikół (KP)
- Kisielice (WN)
- Kleczew (WP)
- Kleszczele (PD)
- Klimontów (ŚK)
- Kluczbork (OP)
- Kłecko (WP)
- Kłobuck (ŚL)
- Kłodawa (WP)
- Kłodzko (DŚ)
- Knurów (ŚL)
- Knyszyn (PD)
- Kobylin (WP)
- Kobylnica (PM)
- Kobyłka (MZ)
- Kock (LU)
- Kolbuszowa (PK)
- Kolno (PD)
- Kolonowskie (OP)
- Koluszki (ŁD)
- Kołaczyce (PK)
- Koło (WP)
- Kołobrzeg (ZP)
- Koniecpol (ŚL)
- Konin (WP)
- Konstancin-Jeziorna (MZ)
- Konstantynów Łódzki (ŁD)
- Końskie (ŚK)
- Końskowola (LU)
- Koprzywnica (ŚK)
- Korfantów (OP)
- Koronowo (KP)
- Korsze (WN)
- Kosów Lacki (MZ)
- Kostrzyn (WP)
- Kostrzyn nad Odrą (LB)
- Koszalin (ZP)
- Koszyce (MA)
- Kościan (WP)
- Kościerzyna (PM)
- Kowal (KP)
- Kowalewo Pomorskie (KP)
- Kowary (DŚ)
- Koziegłowy (ŚL)
- Kozienice (MZ)
- Koźmin Wielkopolski (WP)
- Koźminek (WP)
- Kożuchów (LB)
- Kórnik (WP)
- Krajenka (WP)
- Kraków (MA)
- Krapkowice (OP)
- Krasnobród (LU)
- Krasnystaw (LU)
- Kraśnik (LU)
- Krobia (WP)
- Krosno (PK)
- Krosno Odrzańskie (LB)
- Krośniewice (ŁD)
- Krotoszyn (WP)
- Kruszwica (KP)
- Krynica Morska (PM)
- Krynica-Zdrój (MA)
- Krynki (PD)
- Krzanowice (ŚL)
- Krzepice (ŚL)
- Krzeszowice (MA)
- Krzywiń (WP)
- Krzyż Wielkopolski (WP)
- Książ Wielki (MA)
- Książ Wielkopolski (WP)
- Kudowa-Zdrój (DŚ)
- Kunów (ŚK)
- Kurów (LU)
- Kutno (ŁD)
- Kuźnia Raciborska (ŚL)
- Kwidzyn (PM)

   (wróć do indeksu)

### L

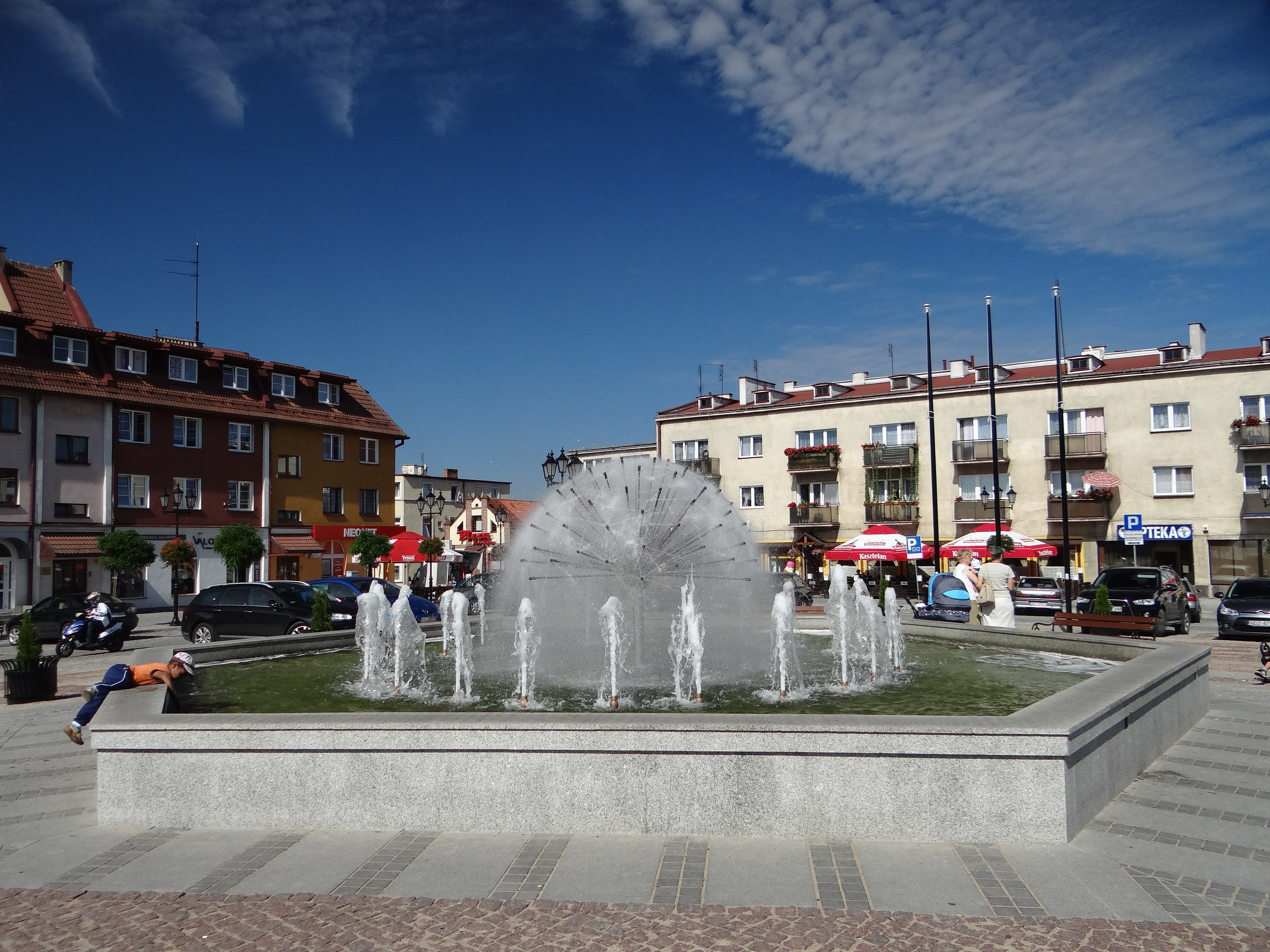
Rynek – Lubawa

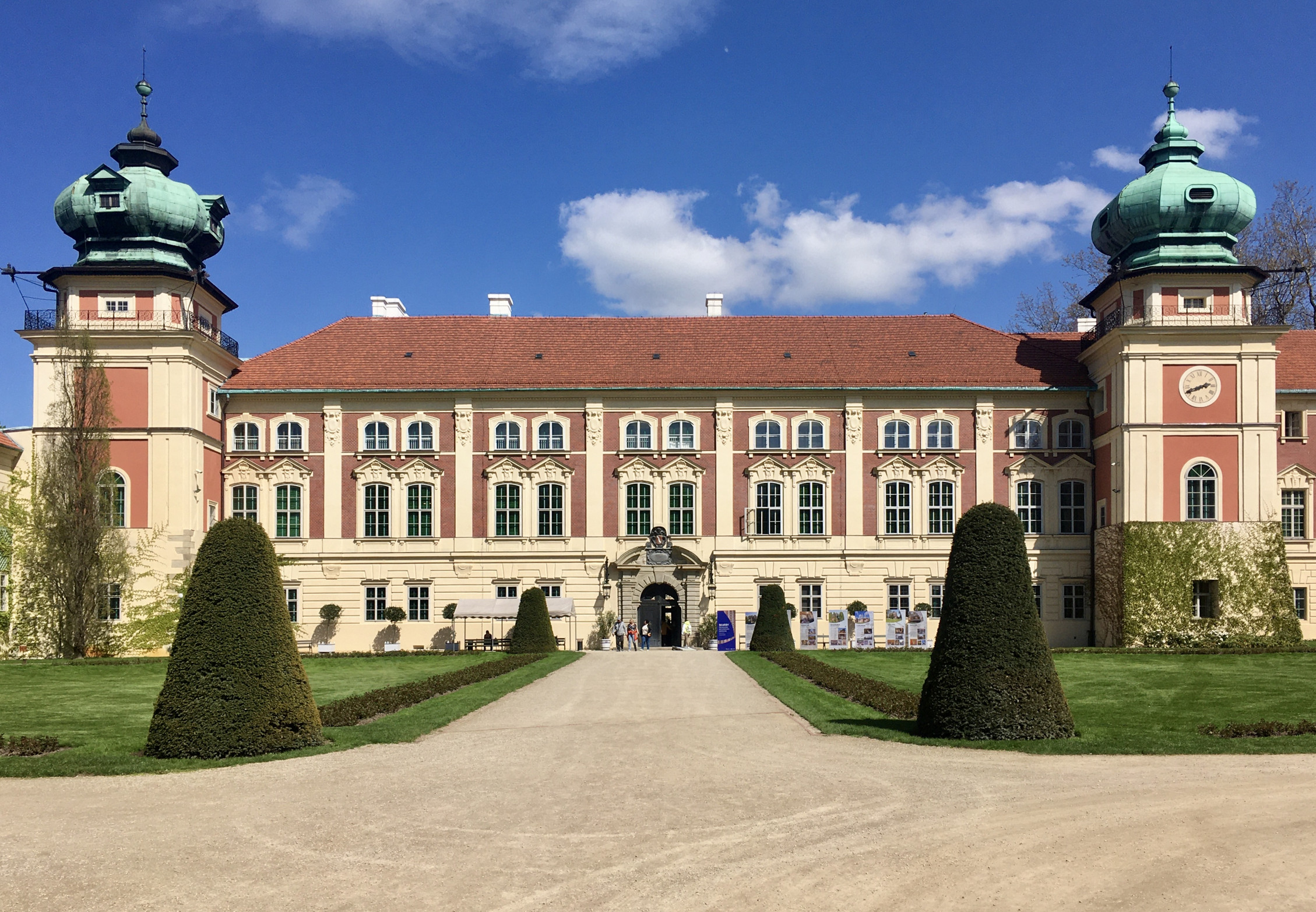
Zamek – Łańcut

- Latowicz (MZ)
- Lądek-Zdrój (DŚ)
- Legionowo (MZ)
- Legnica (DŚ)
- Lesko (PK)
- Leszno (WP)
- Leśna (DŚ)
- Leśnica (OP)
- Lewin Brzeski (OP)
- Leżajsk (PK)
- Lębork (PM)
- Lędziny (ŚL)
- Libiąż (MA)
- Lidzbark (WN)
- Lidzbark Warmiński (WN)
- Limanowa (MA)
- Lipiany (ZP)
- Lipno (KP)
- Lipsk (PD)
- Lipsko (MZ)
- Lubaczów (PK)
- Lubań (DŚ)
- Lubartów (LU)
- Lubawa (WN)
- Lubawka (DŚ)
- Lubień Kujawski (KP)
- Lubin (DŚ)
- Lublin (LU)
- Lubliniec (ŚL)
- Lubniewice (LB)
- Lubomierz (DŚ)
- Luboń (WP)
- Lubowidz (MZ)
- Lubraniec (KP)
- Lubsko (LB)
- Lubycza Królewska (LU)
- Lutomiersk (ŁD)
- Lututów (ŁD)
- Lwówek (WP)
- Lwówek Śląski (DŚ)

   (wróć do indeksu)

### Ł

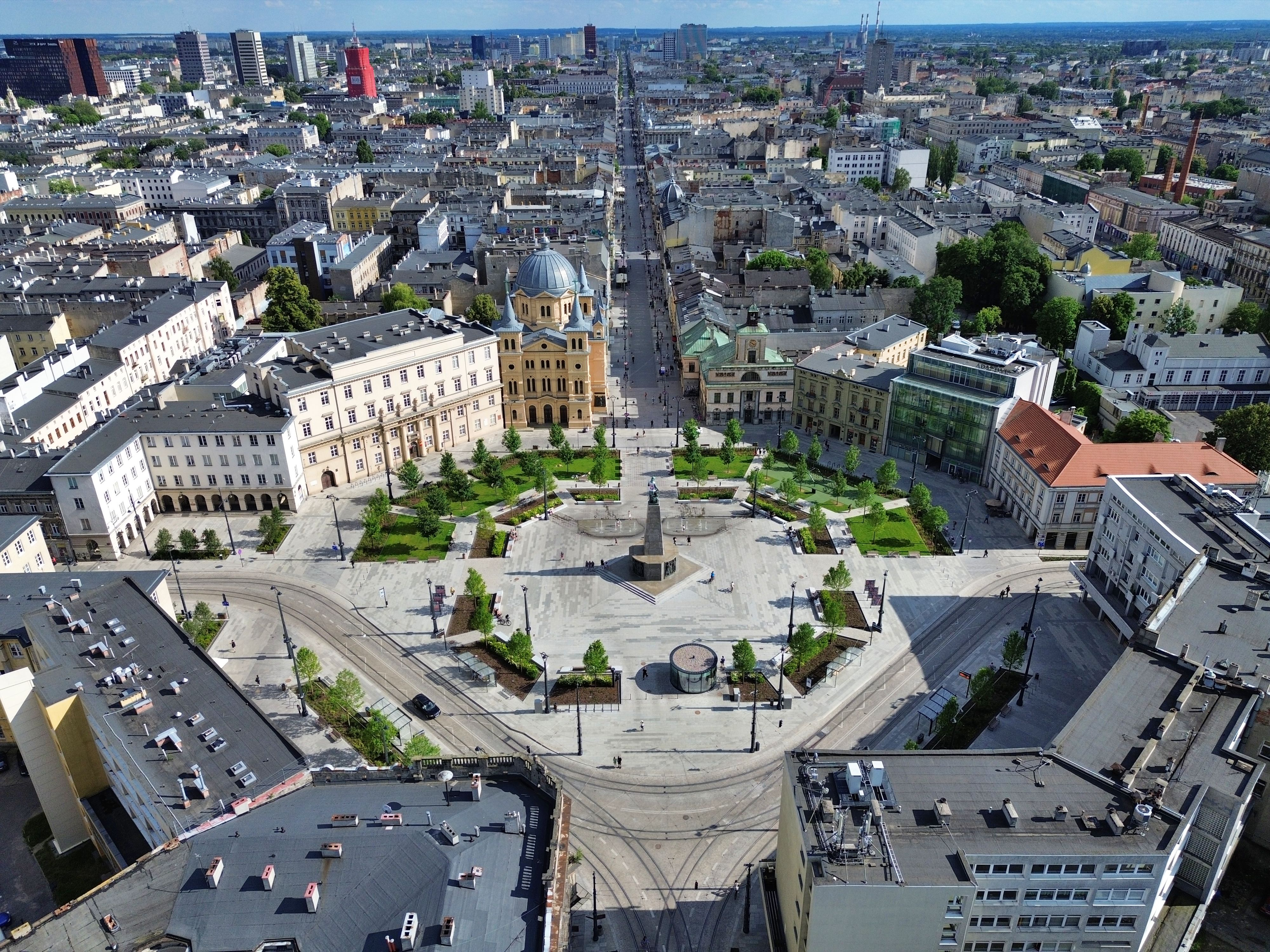
Plac Wolności – Łódź

- Łabiszyn (KP)
- Łagów (ŚK)
- Łańcut (PK)
- Łapy (PD)
- Łasin (KP)
- Łask (ŁD)
- Łaskarzew (MZ)
- Łaszczów (LU)
- Łaziska Górne (ŚL)
- Łazy (ŚL)
- Łeba (PM)
- Łęczna (LU)
- Łęczyca (ŁD)
- Łęknica (LB)
- Łobez (ZP)
- Łobżenica (WP)
- Łochów (MZ)
- Łomianki (MZ)
- Łomża (PD)
- Łopuszno (ŚK)
- Łosice (MZ)
- Łowicz (ŁD)
- Łódź (ŁD)
- Łuków (LU)

   (wróć do indeksu)

### M

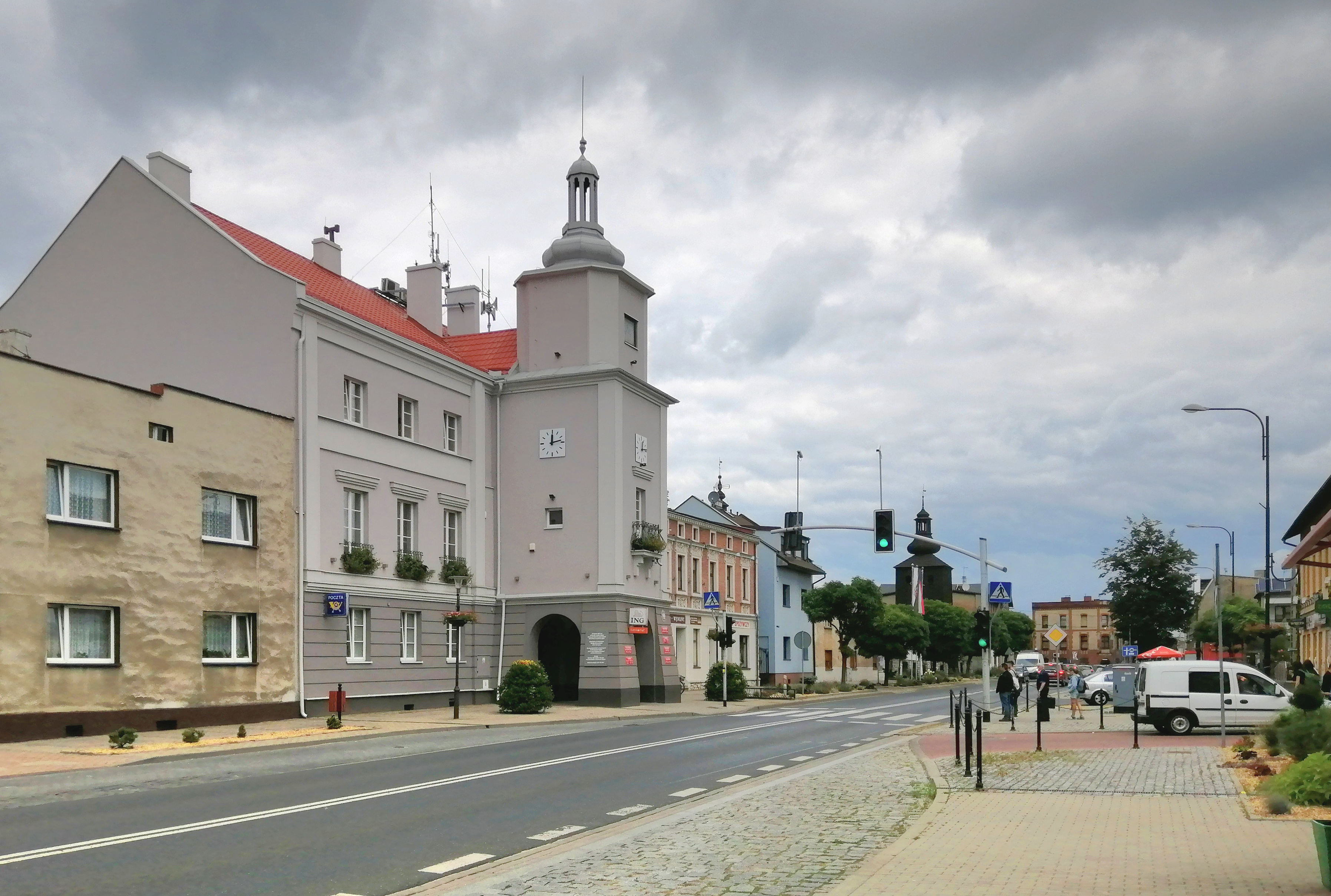
Rynek – Miasteczko Śląskie

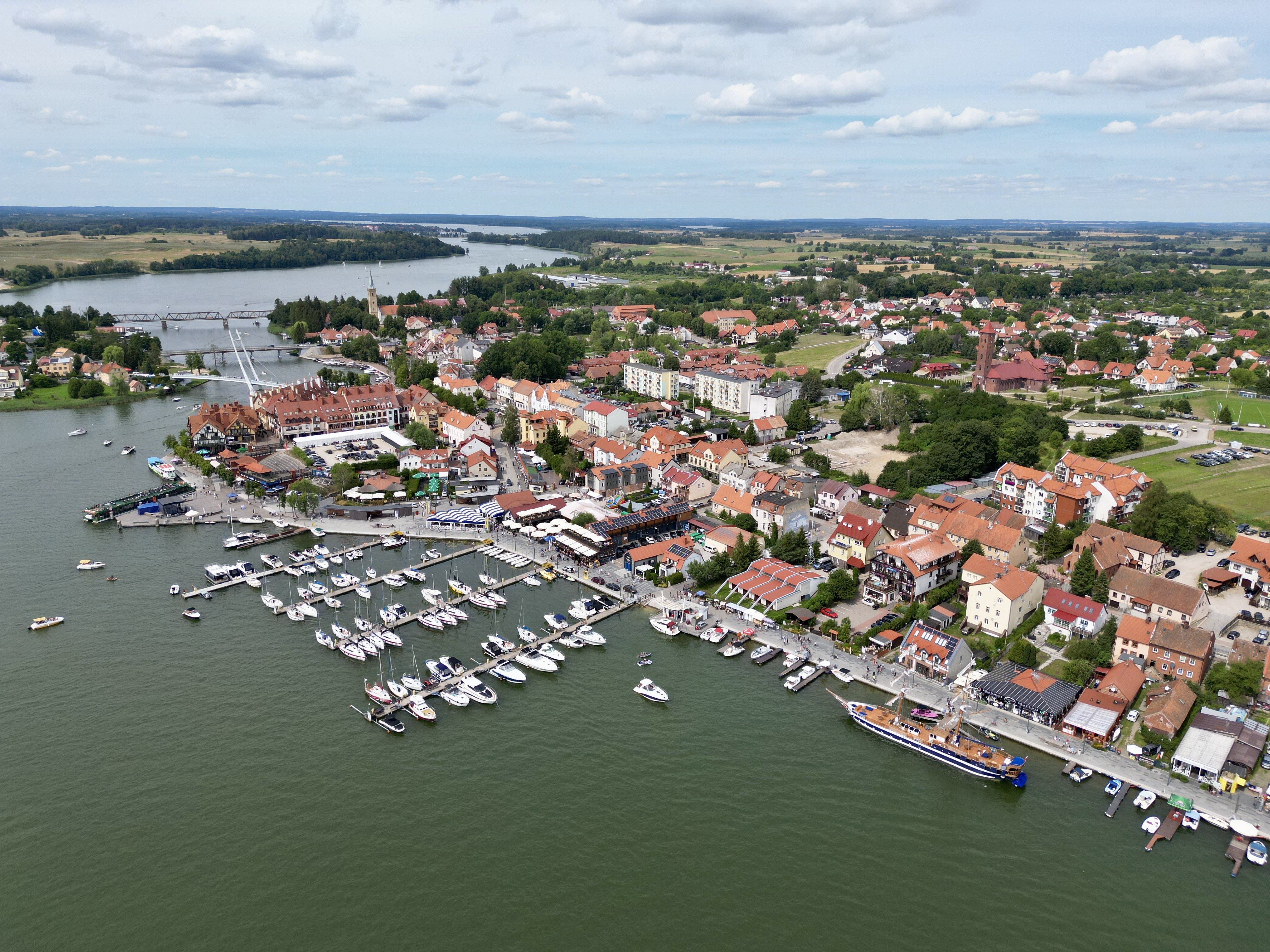
Mikołajki

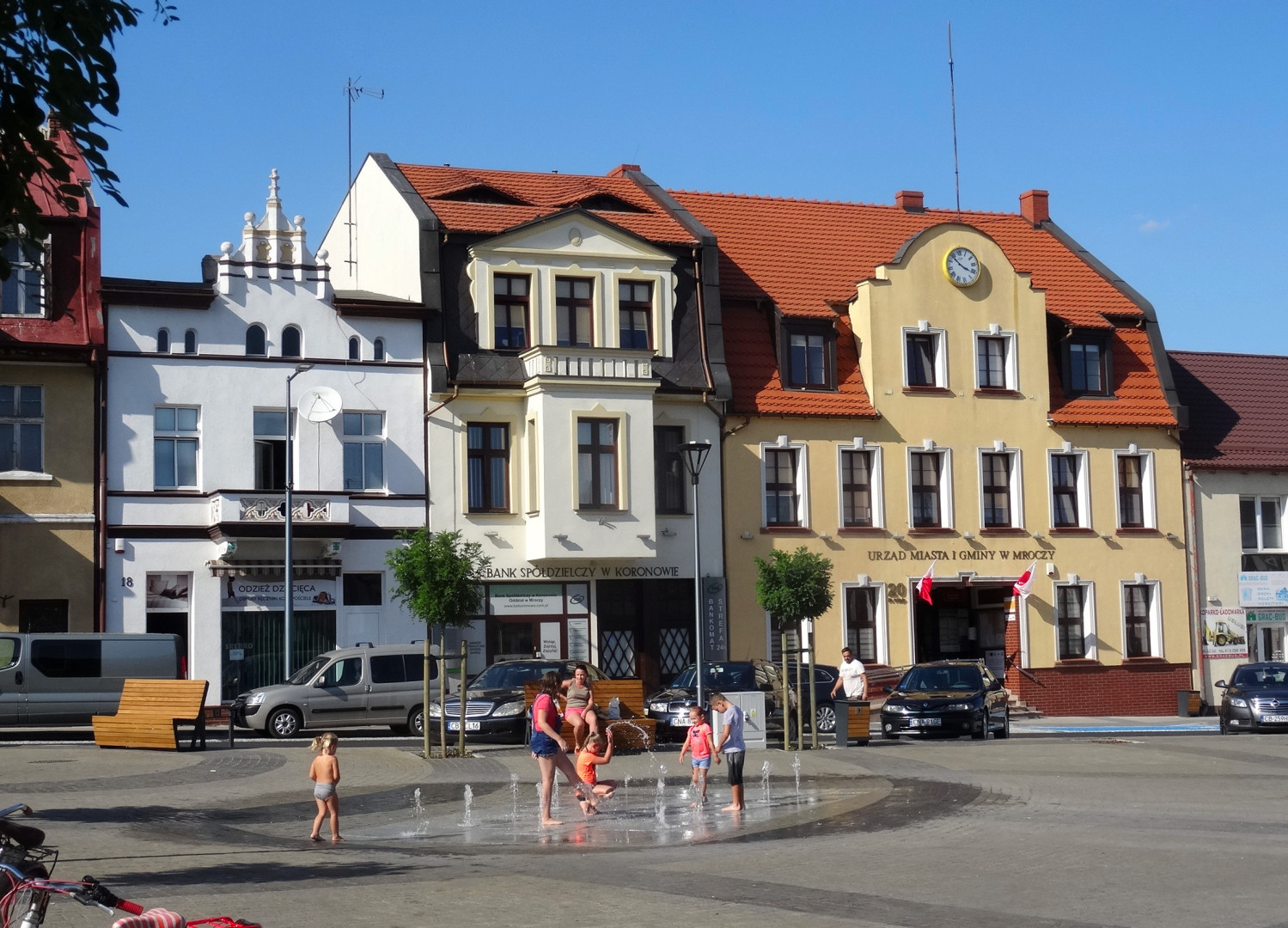
Rynek – Mrocza

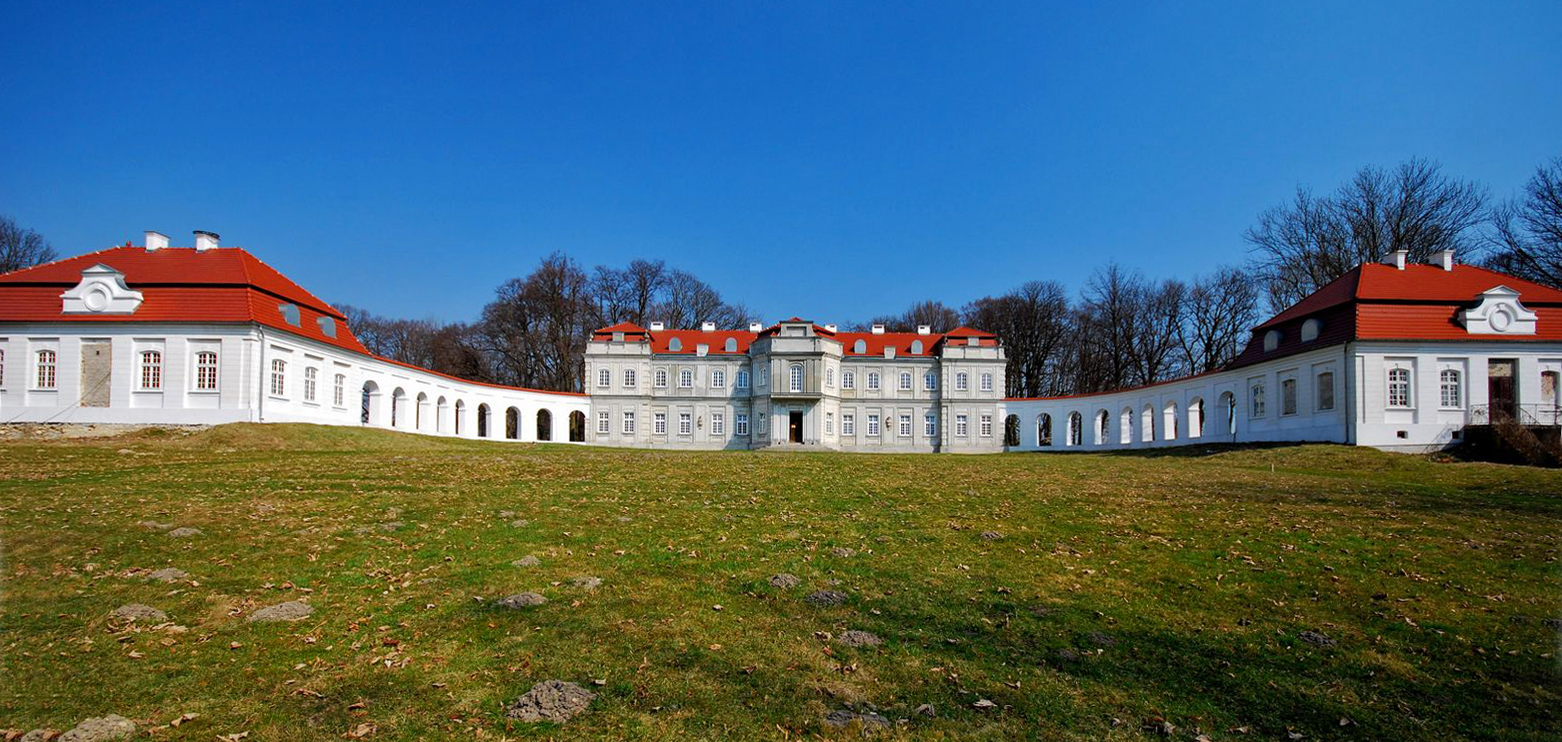
Pałac – Narol

- Maciejowice (MZ)
- Magnuszew (MZ)
- Maków Mazowiecki (MZ)
- Maków Podhalański (MA)
- Malbork (PM)
- Małogoszcz (ŚK)
- Małomice (LB)
- Margonin (WP)
- Marki (MZ)
- Maszewo (ZP)
- Miasteczko Krajeńskie (WP)
- Miasteczko Śląskie (ŚL)
- Miastko (PM)
- Michałowo (PD)
- Miechów (MA)
- Miejska Górka (WP)
- Mielec (PK)
- Mielno (ZP)
- Mieroszów (DŚ)
- Mieszkowice (ZP)
- Mieścisko (WP)
- Międzybórz (DŚ)
- Międzychód (WP)
- Międzylesie (DŚ)
- Międzyrzec Podlaski (LU)
- Międzyrzecz (LB)
- Międzyzdroje (ZP)
- Miękinia (DŚ)
- Mikołajki (WN)
- Mikołów (ŚL)
- Mikstat (WP)
- Milanówek (MZ)
- Milicz (DŚ)
- Miłakowo (WN)
- Miłomłyn (WN)
- Miłosław (WP)
- Mińsk Mazowiecki (MZ)
- Mirosławiec (ZP)
- Mirsk (DŚ)
- Mława (MZ)
- Młynary (WN)
- Modliborzyce (LU)
- Mogielnica (MZ)
- Mogilno (KP)
- Mońki (PD)
- Morawica (ŚK)
- Morąg (WN)
- Mordy (MZ)
- Moryń (ZP)
- Mosina (WP)
- Mrągowo (WN)
- Mrocza (KP)
- Mrozy (MZ)
- Mszana Dolna (MA)
- Mszczonów (MZ)
- Murowana Goślina (WP)
- Muszyna (MA)
- Mysłowice (ŚL)
- Myszków (ŚL)
- Myszyniec (MZ)
- Myślenice (MA)
- Myślibórz (ZP)

   (wróć do indeksu)

### N

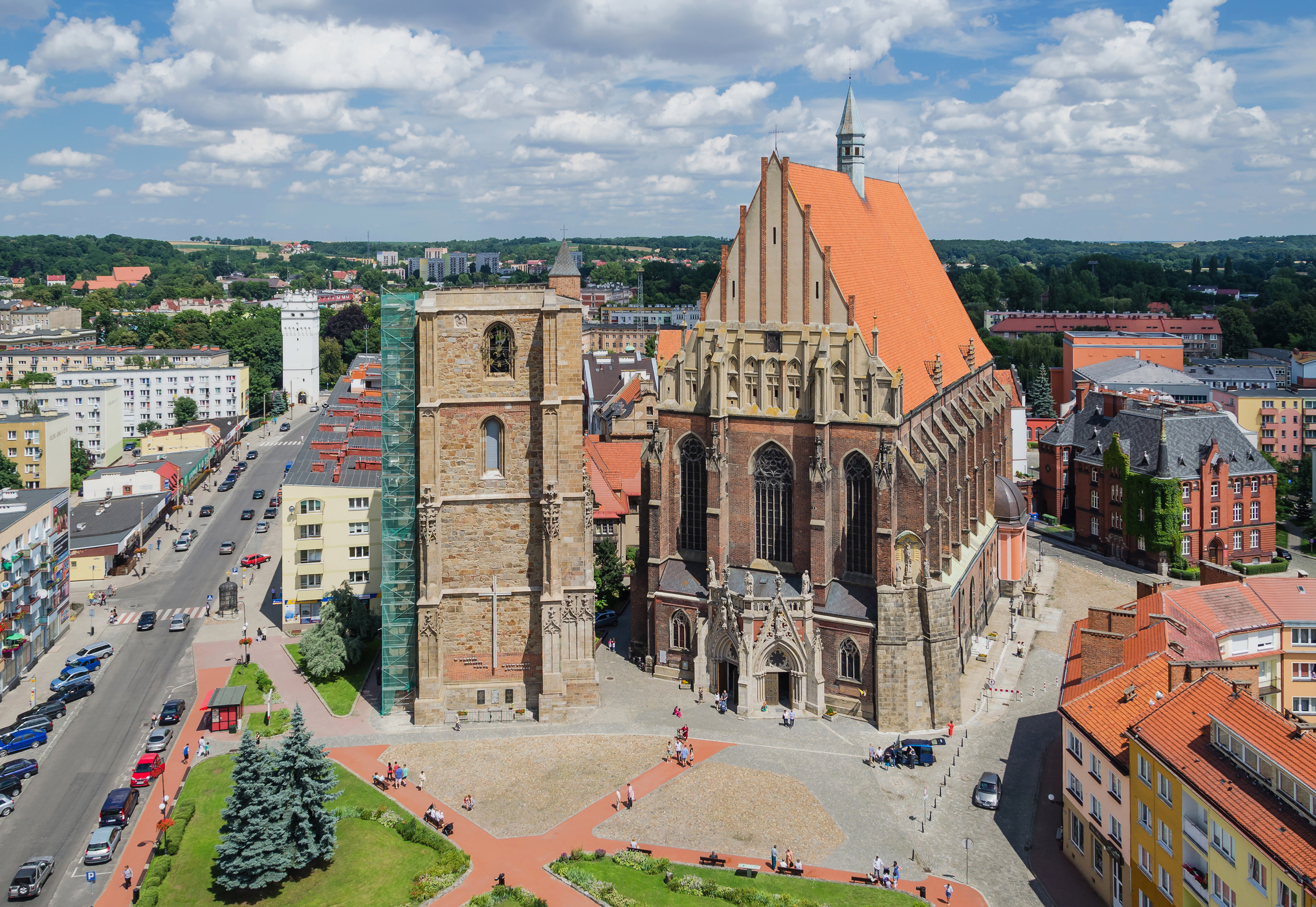
Bazylika – Nysa

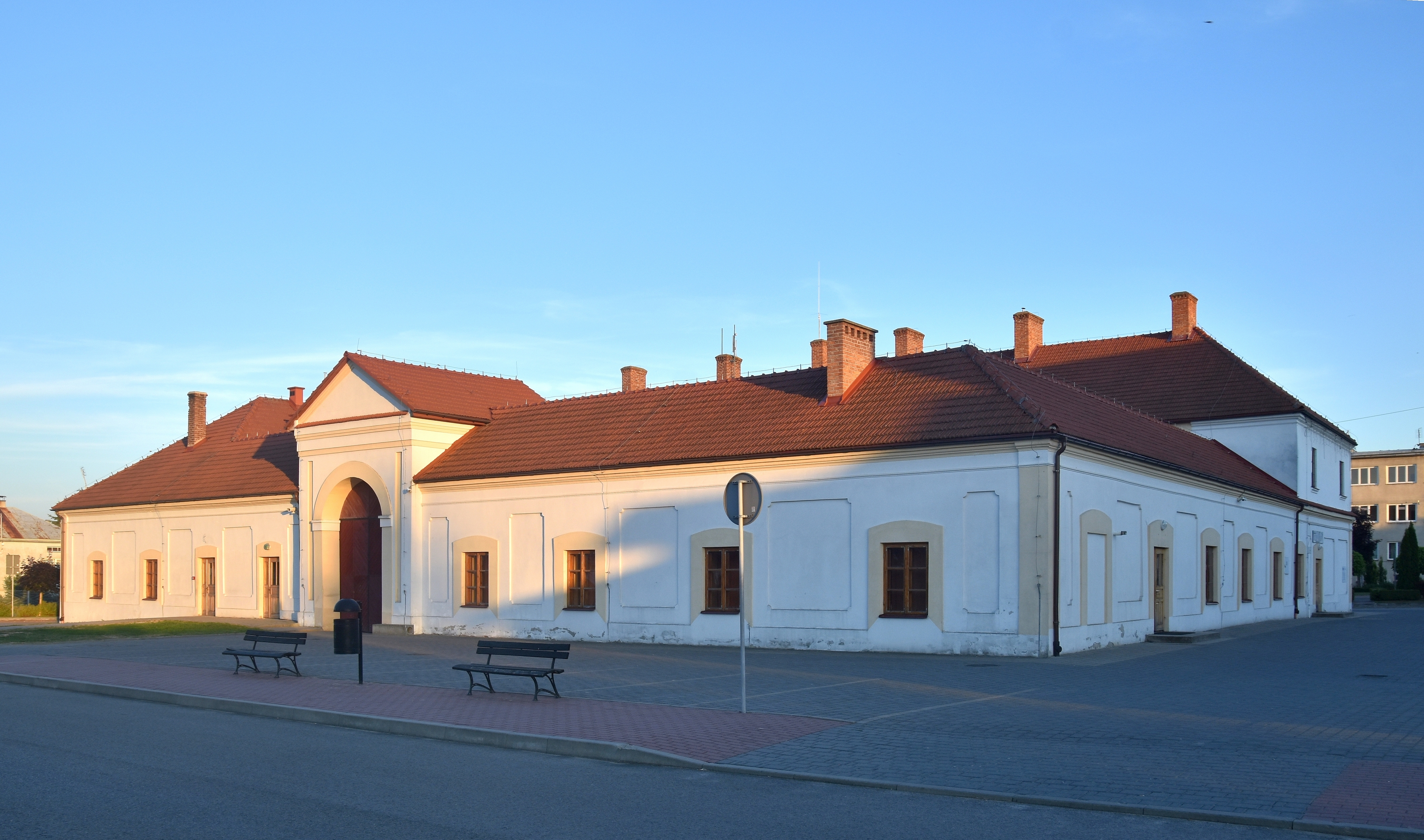
Ratusz – Oleszyce

- Nakło nad Notecią (KP)
- Nałęczów (LU)
- Namysłów (OP)
- Narol (PK)
- Nasielsk (MZ)
- Nekla (WP)
- Nidzica (WN)
- Niemcza (DŚ)
- Niemodlin (OP)
- Niepołomice (MA)
- Nieszawa (KP)
- Nisko (PK)
- Nowa Dęba (PK)
- Nowa Ruda (DŚ)
- Nowa Sarzyna (PK)
- Nowa Słupia (ŚK)
- Nowa Sól (LB)
- Nowe (KP)
- Nowe Brzesko (MA)
- Nowe Miasteczko (LB)
- Nowe Miasto (MZ)
- Nowe Miasto Lubawskie (WN)
- Nowe Miasto nad Pilicą (MZ)
- Nowe Skalmierzyce (WP)
- Nowe Warpno (ZP)
- Nowogard (ZP)
- Nowogrodziec (DŚ)
- Nowogród (PD)
- Nowogród Bobrzański (LB)
- Nowy Dwór Gdański (PM)
- Nowy Dwór Mazowiecki (MZ)
- Nowy Korczyn (ŚK)
- Nowy Sącz (MA)
- Nowy Staw (PM)
- Nowy Targ (MA)
- Nowy Tomyśl (WP)
- Nowy Wiśnicz (MA)
- Nysa (OP)

   (wróć do indeksu)

### O

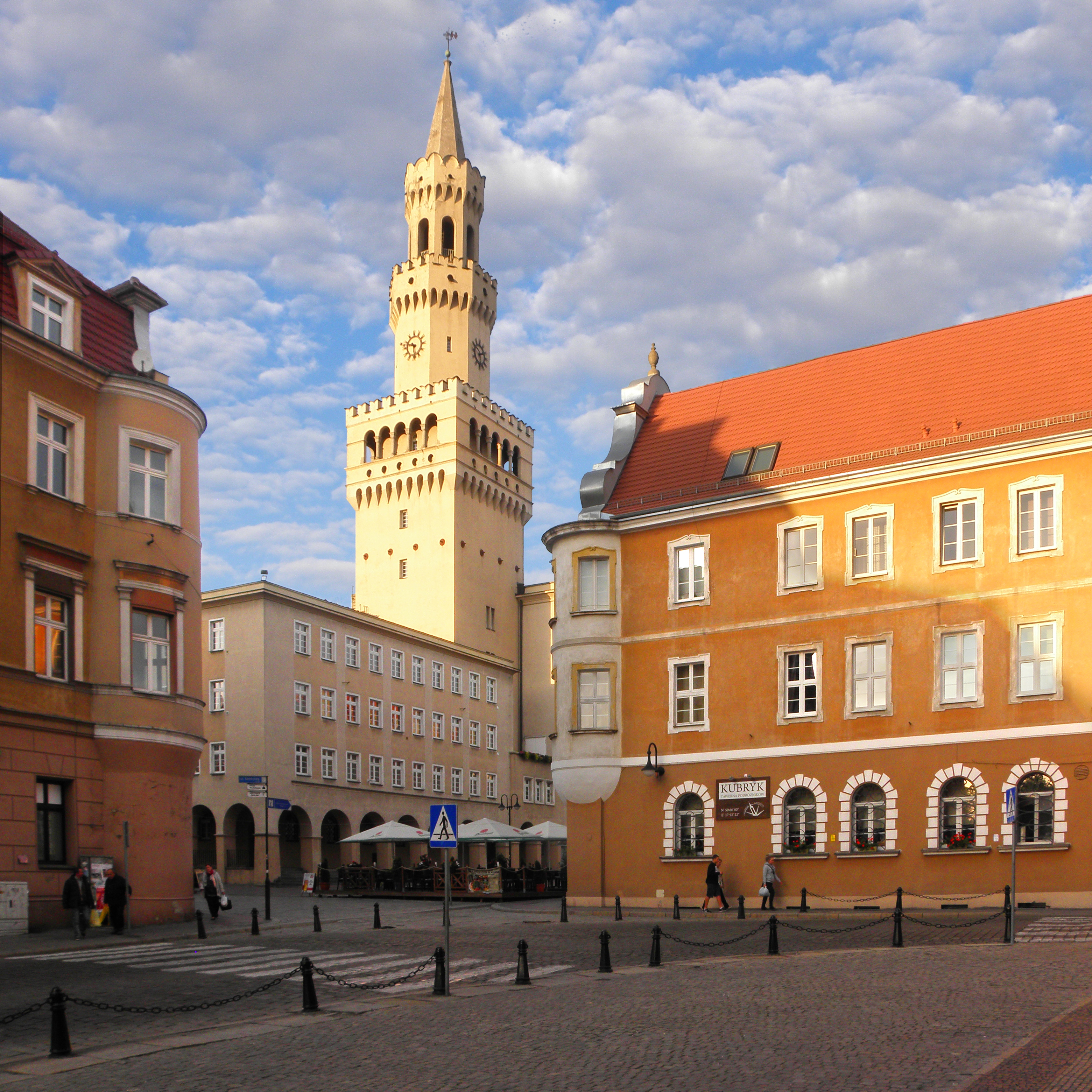
Ratusz – Opole

- Oborniki (WP)
- Oborniki Śląskie (DŚ)
- Obrzycko (WP)
- Odolanów (WP)
- Odrzywół (MZ)
- Ogrodzieniec (ŚL)
- Okonek (WP)
- Olecko (WN)
- Olesno (OP)
- Oleszyce (PK)
- Oleśnica (DŚ)
- Oleśnica (ŚK)
- Olkusz (MA)
- Olsztyn (ŚL)
- Olsztyn (WN)
- Olsztynek (WN)
- Olszyna (DŚ)
- Oława (DŚ)
- Opalenica (WP)
- Opatowiec (ŚK)
- Opatów (ŚK)
- Opatówek (WP)
- Opoczno (ŁD)
- Opole (OP)
- Opole Lubelskie (LU)
- Orneta (WN)
- Orzesze (ŚL)
- Orzysz (WN)
- Osieck (MZ)
- Osieczna (WP)
- Osiek (ŚK)
- Osjaków (ŁD)
- Ostrołęka (MZ)
- Ostroróg (WP)
- Ostrowiec Świętokrzyski (ŚK)
- Ostróda (WN)
- Ostrów Lubelski (LU)
- Ostrów Mazowiecka (MZ)
- Ostrów Wielkopolski (WP)
- Ostrzeszów (WP)
- Ośno Lubuskie (LB)
- Oświęcim (MA)
- Otmuchów (OP)
- Otwock (MZ)
- Otyń (LB)
- Ozimek (OP)
- Ozorków (ŁD)
- Ożarów (ŚK)
- Ożarów Mazowiecki (MZ)

   (wróć do indeksu)

### P

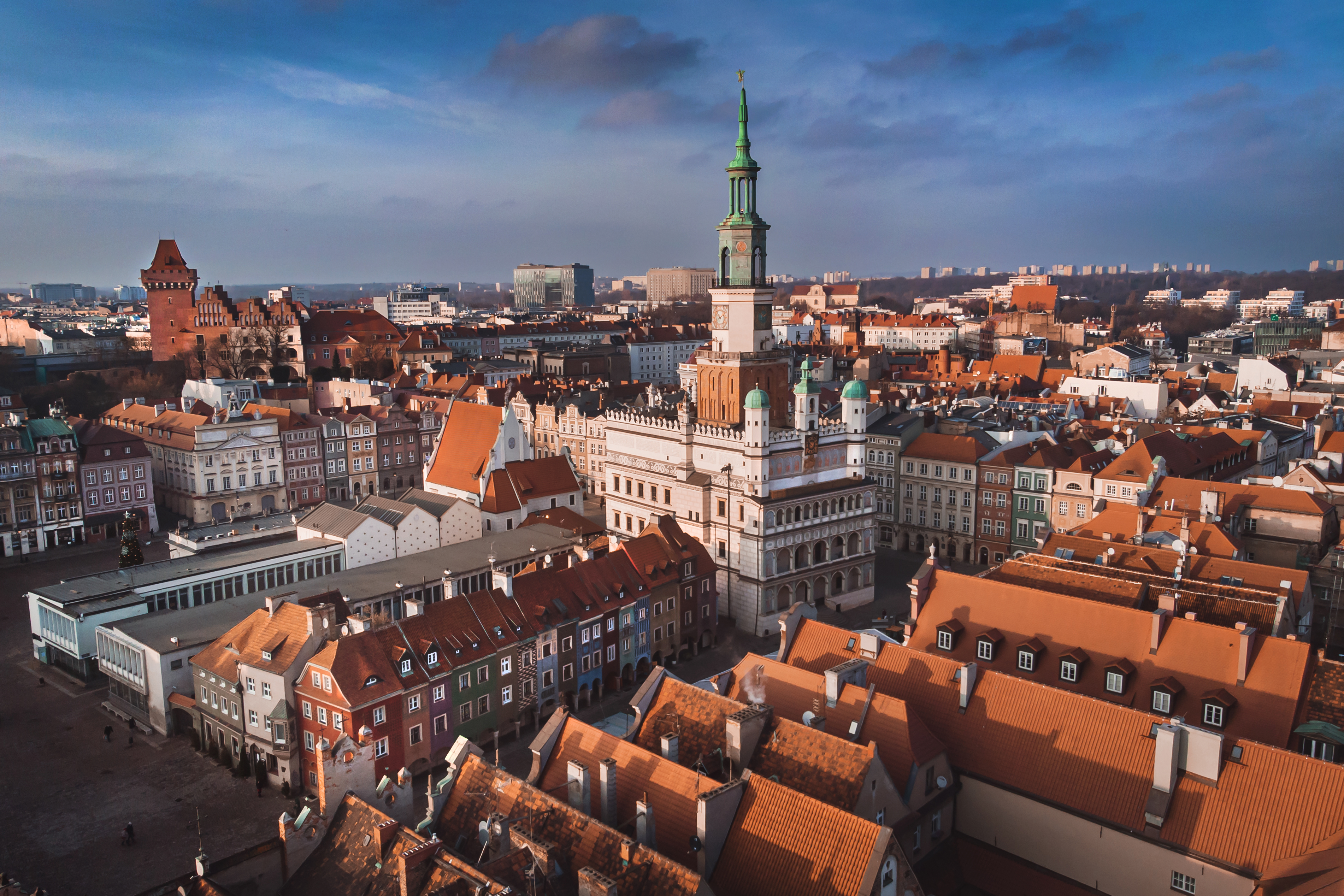
Stary Rynek – Poznań

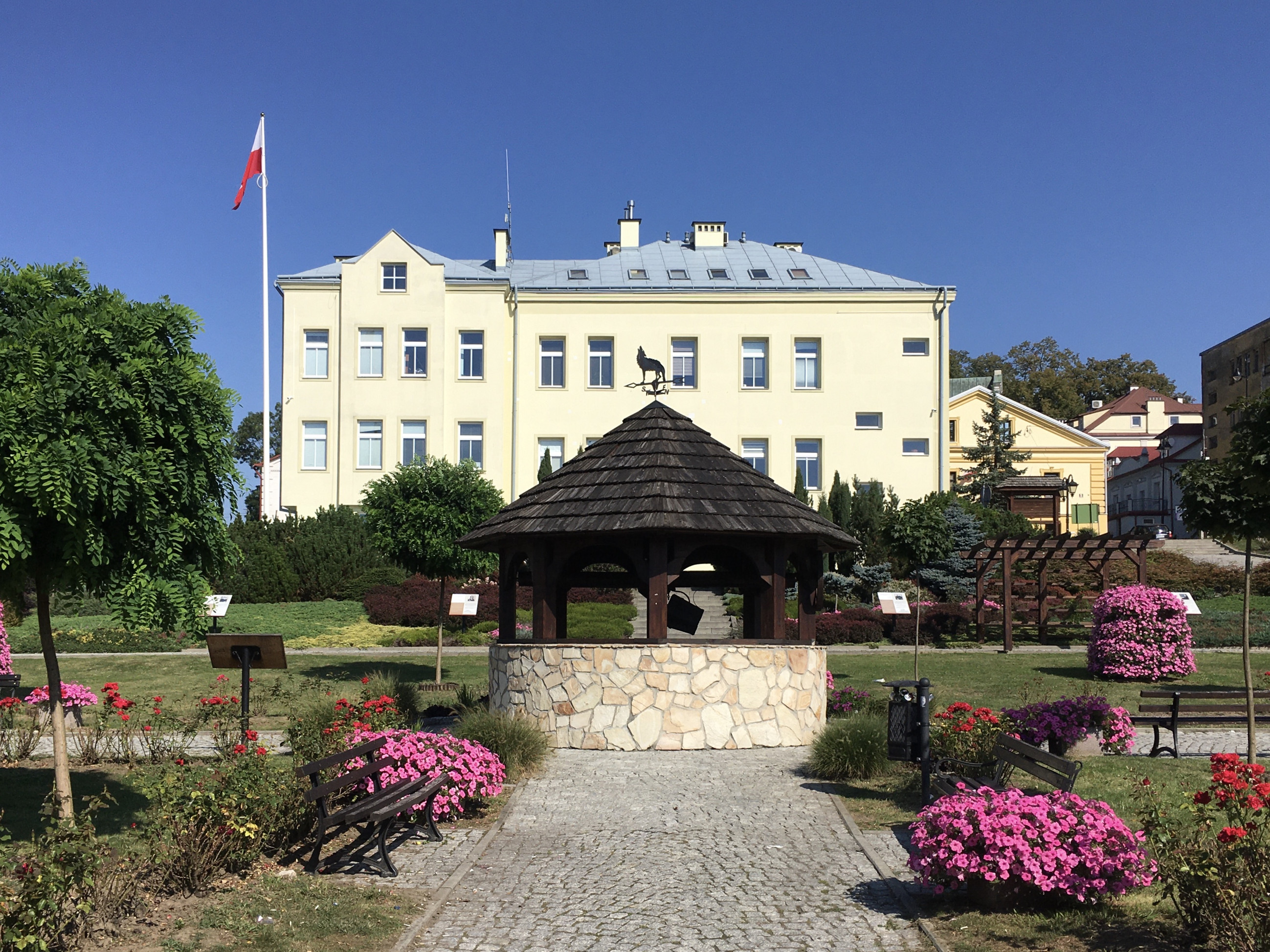
Rynek – Pruchnik

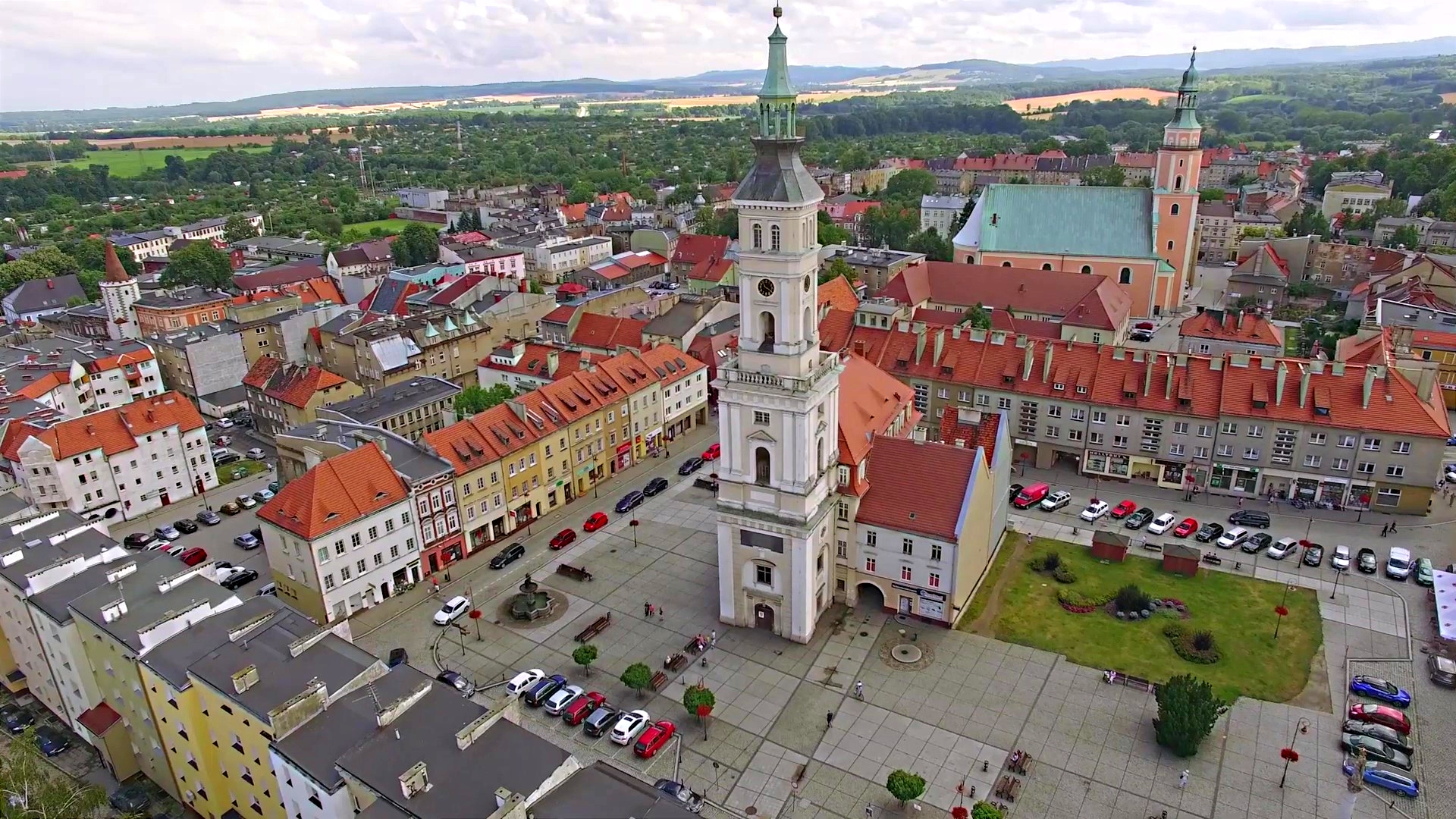
Rynek – Prudnik

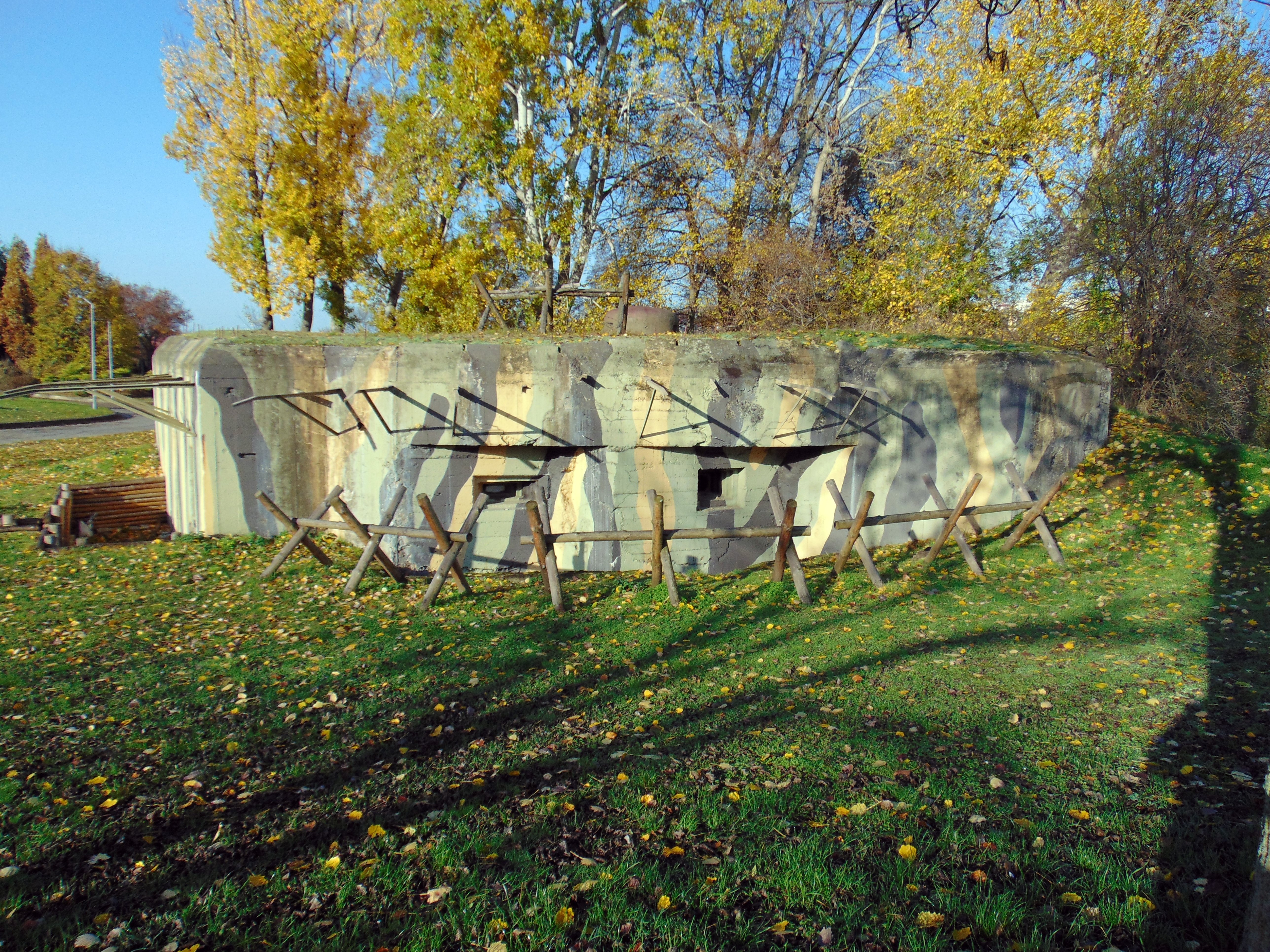
Schron sowiecki – Przemyśl

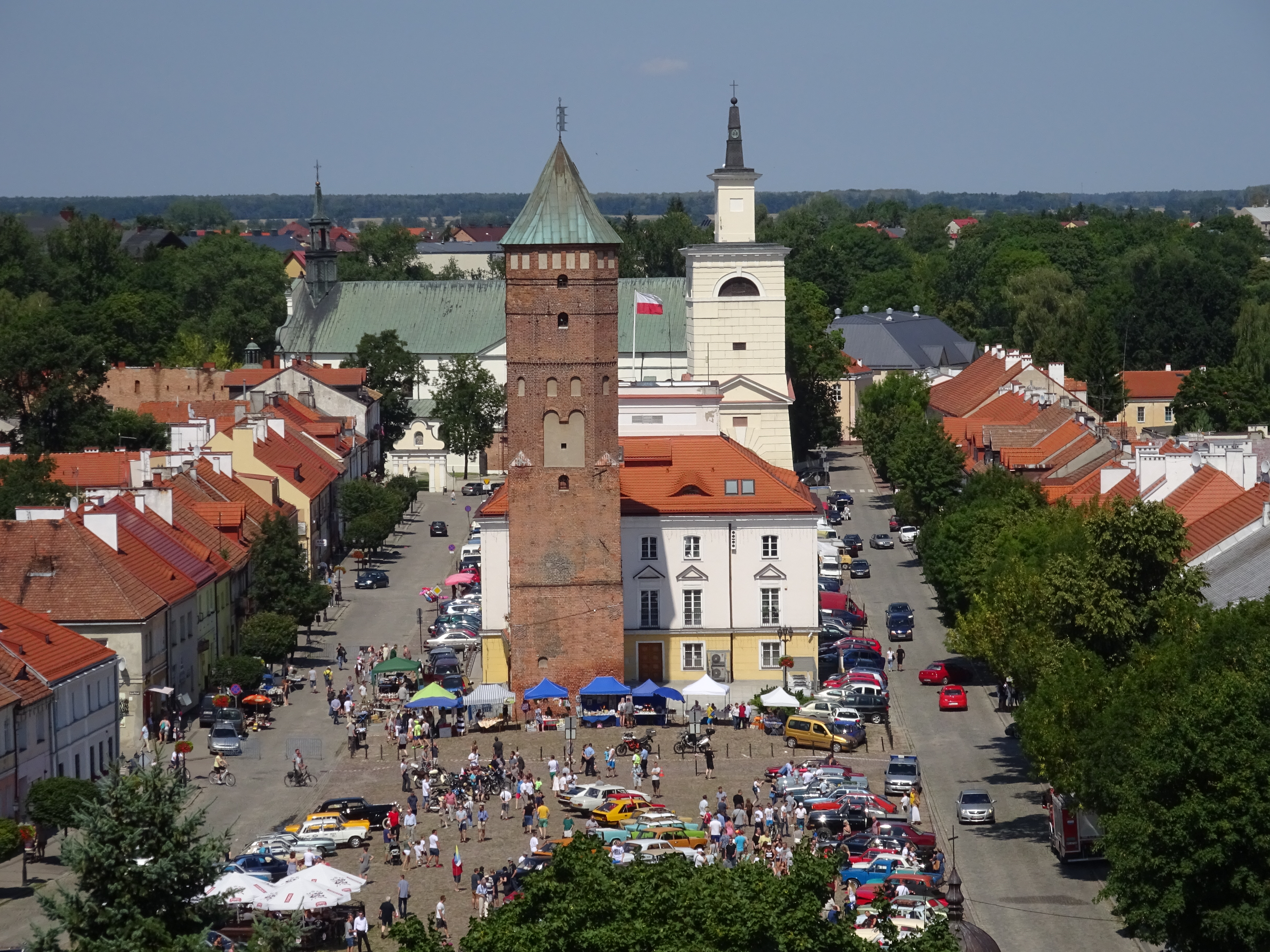
Rynek – Pułtusk

- Pabianice (ŁD)
- Pacanów (ŚK)
- Paczków (OP)
- Pajęczno (ŁD)
- Pakość (KP)
- Parczew (LU)
- Parzęczew (ŁD)
- Pasłęk (WN)
- Pasym (WN)
- Pelplin (PM)
- Pełczyce (ZP)
- Piaseczno (MZ)
- Piaski (LU)
- Piastów (MZ)
- Piątek (ŁD)
- Piechowice (DŚ)
- Piekary Śląskie (ŚL)
- Piekoszów (ŚK)
- Pieniężno (WN)
- Pieńsk (DŚ)
- Pierzchnica (ŚK)
- Pieszyce (DŚ)
- Pilawa (MZ)
- Pilica (ŚL)
- Pilzno (PK)
- Piła (WP)
- Piława Górna (DŚ)
- Pińczów (ŚK)
- Pionki (MZ)
- Piotrków Kujawski (KP)
- Piotrków Trybunalski (ŁD)
- Pisz (WN)
- Piszczac (LU)
- Piwniczna-Zdrój (MA)
- Pleszew (WP)
- Płock (MZ)
- Płońsk (MZ)
- Płoty (ZP)
- Pniewy (WP)
- Pobiedziska (WP)
- Poddębice (ŁD)
- Podkowa Leśna (MZ)
- Pogorzela (WP)
- Polanica-Zdrój (DŚ)
- Polanów (ZP)
- Police (ZP)
- Polkowice (DŚ)
- Połaniec (ŚK)
- Połczyn-Zdrój (ZP)
- Poniatowa (LU)
- Poniec (WP)
- Poręba (ŚL)
- Poznań (WP)
- Prabuty (PM)
- Praszka (OP)
- Prochowice (DŚ)
- Proszowice (MA)
- Prószków (OP)
- Pruchnik (PK)
- Prudnik (OP)
- Prusice (DŚ)
- Pruszcz (KP)
- Pruszcz Gdański (PM)
- Pruszków (MZ)
- Przasnysz (MZ)
- Przecław (PK)
- Przedbórz (ŁD)
- Przedecz (WP)
- Przemków (DŚ)
- Przemyśl (PK)
- Przeworsk (PK)
- Przyrów (ŚL)
- Przysucha (MZ)
- Przytyk (MZ)
- Pszczyna (ŚL)
- Pszów (ŚL)
- Puck (PM)
- Puławy (LU)
- Pułtusk (MZ)
- Puszczykowo (WP)
- Pyrzyce (ZP)
- Pyskowice (ŚL)
- Pyzdry (WP)

   (wróć do indeksu)

### R

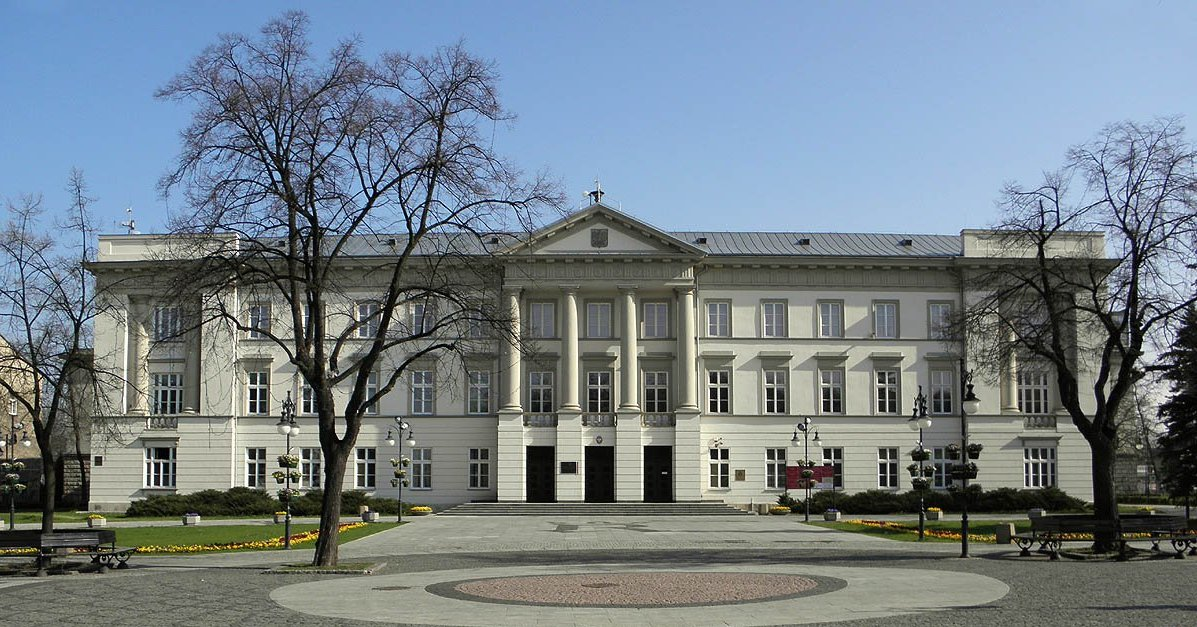
Pałac Sandomierski – Radom

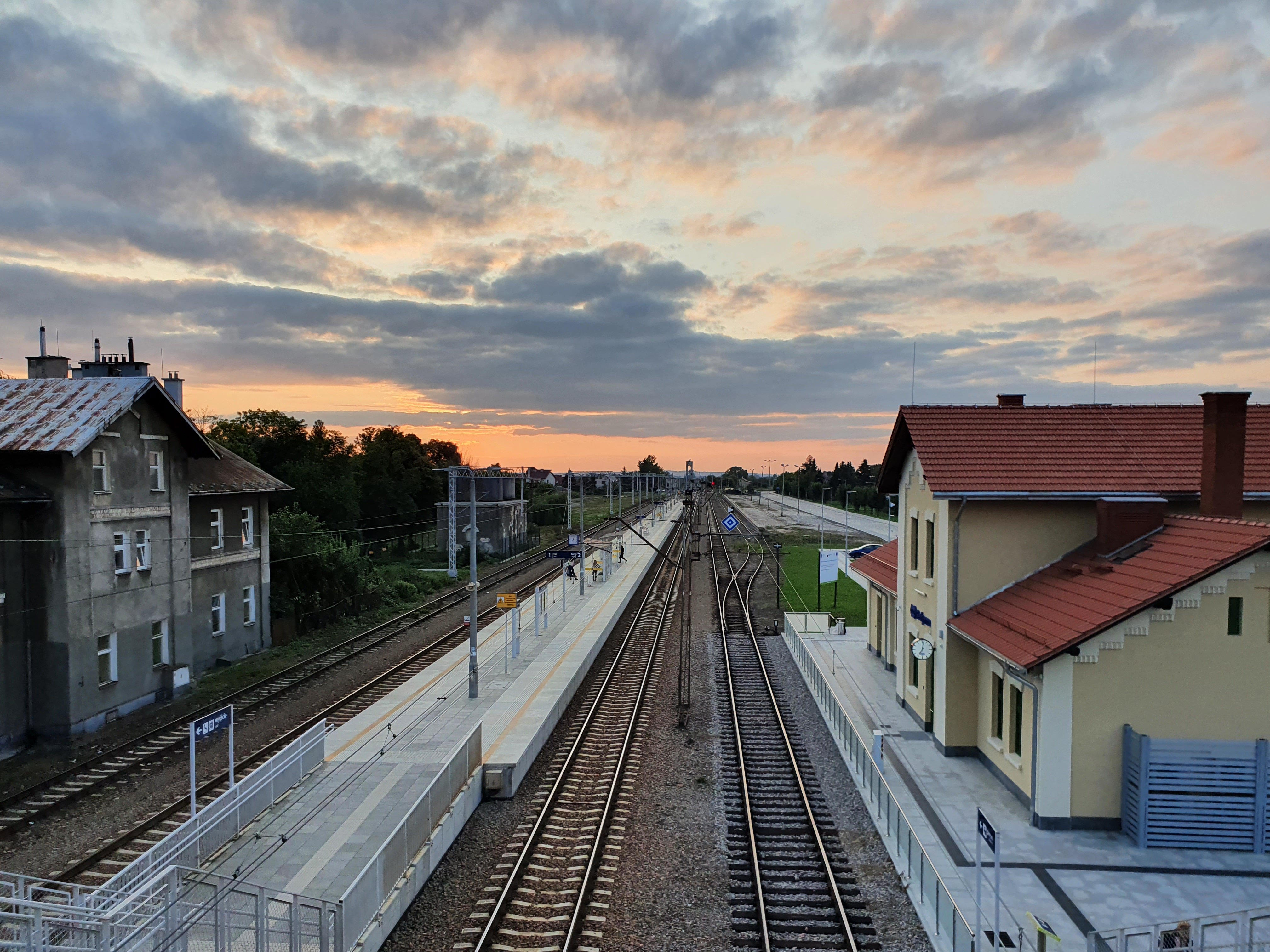
Dworzec Kolejowy – Radymno

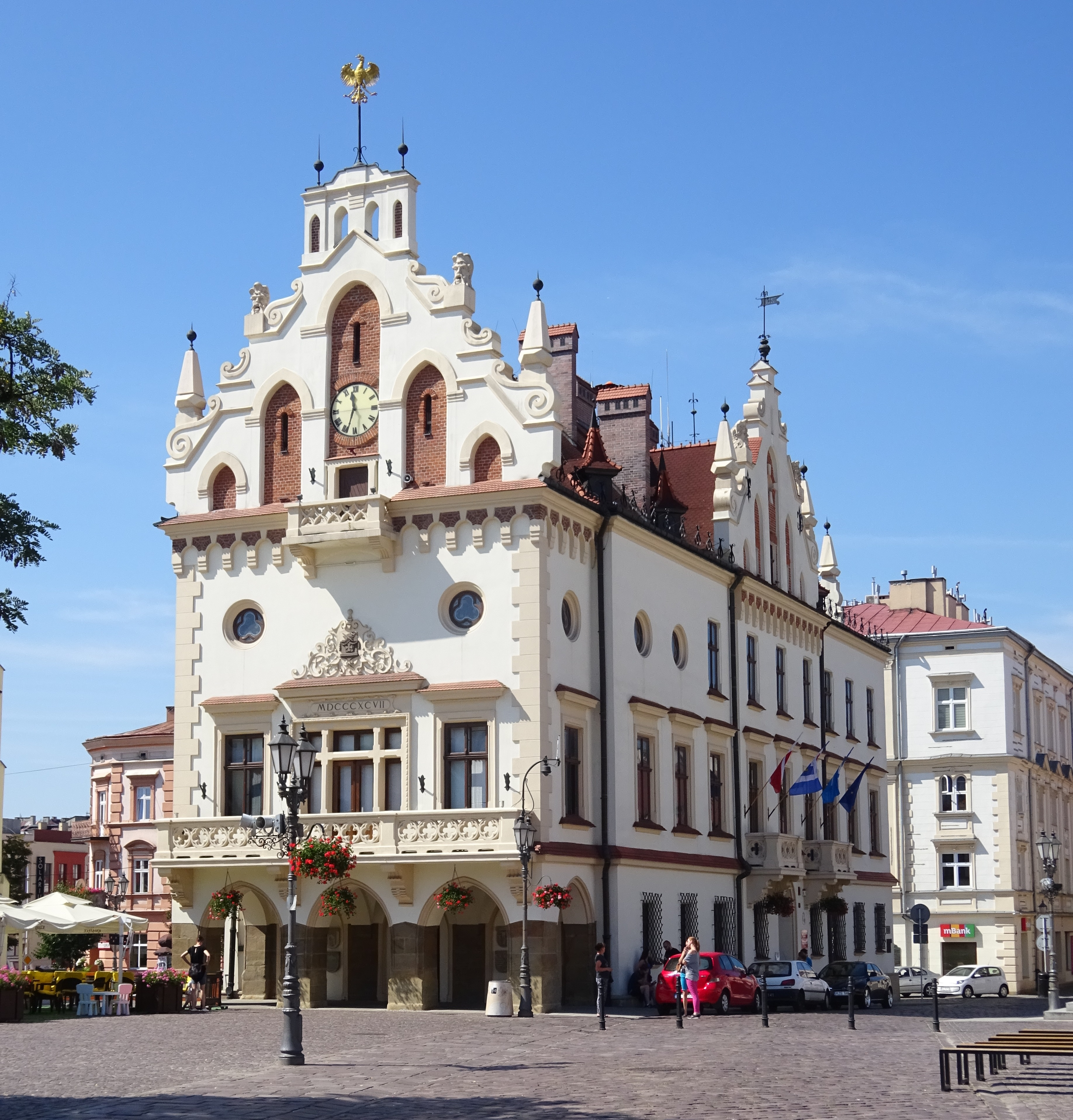
Ratusz – Rzeszów

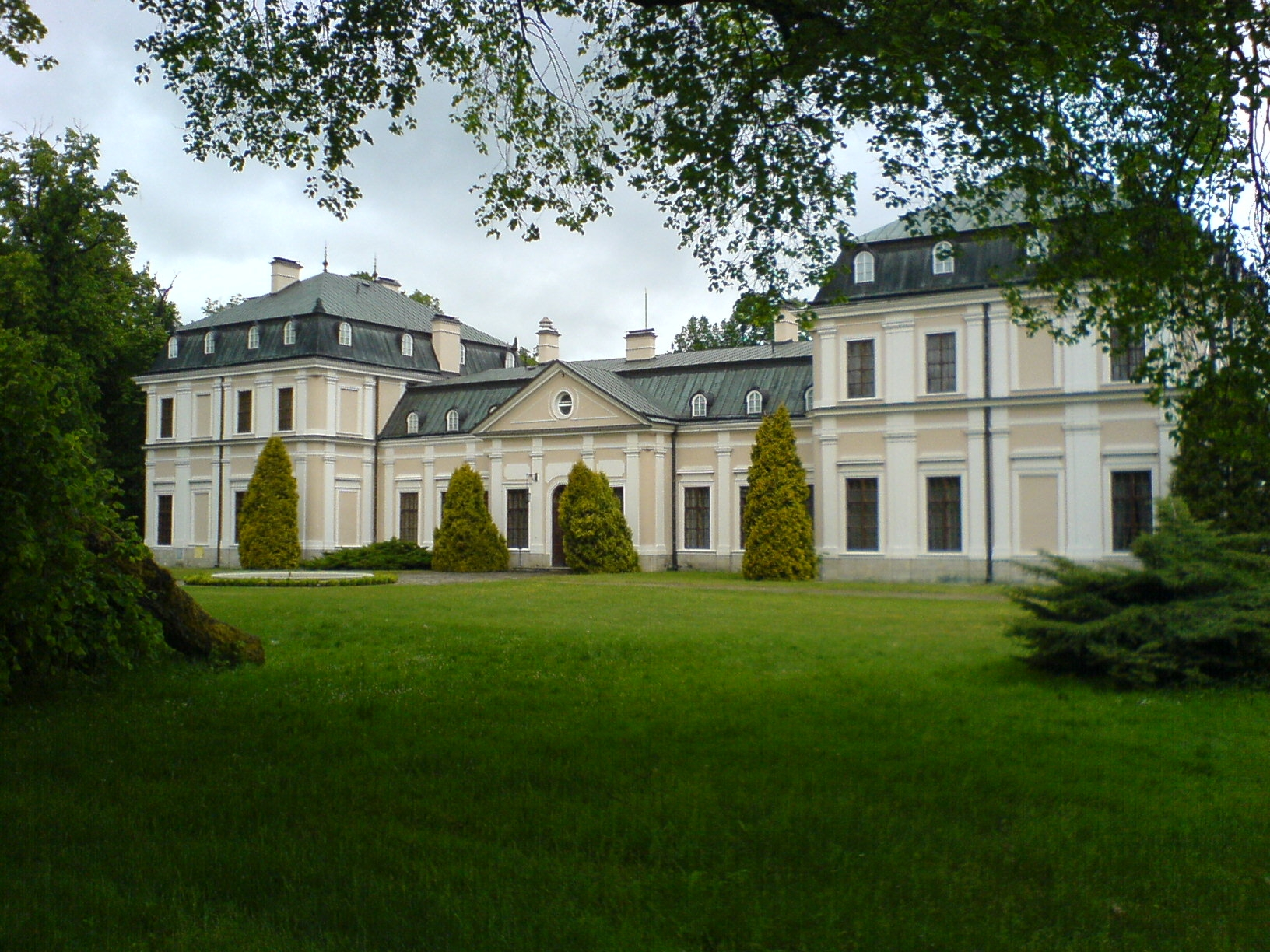
Pałac – Sieniawa

- Rabka-Zdrój (MA)
- Raciąż (MZ)
- Racibórz (ŚL)
- Radków (DŚ)
- Radlin (ŚL)
- Radłów (MA)
- Radom (MZ)
- Radomsko (ŁD)
- Radomyśl Wielki (PK)
- Radoszyce (ŚK)
- Radymno (PK)
- Radziejów (KP)
- Radzionków (ŚL)
- Radzymin (MZ)
- Radzyń Chełmiński (KP)
- Radzyń Podlaski (LU)
- Rajgród (PD)
- Rakoniewice (WP)
- Raszków (WP)
- Rawa Mazowiecka (ŁD)
- Rawicz (WP)
- Recz (ZP)
- Reda (PM)
- Rejowiec (LU)
- Rejowiec Fabryczny (LU)
- Resko (ZP)
- Reszel (WN)
- Rogoźno (WP)
- Ropczyce (PK)
- Rozprza (ŁD)
- Różan (MZ)
- Ruciane-Nida (WN)
- Ruda Śląska (ŚL)
- Rudnik nad Sanem (PK)
- Rumia (PM)
- Rybnik (ŚL)
- Rychtal (WP)
- Rychwał (WP)
- Rydułtowy (ŚL)
- Rydzyna (WP)
- Ryglice (MA)
- Ryki (LU)
- Rymanów (PK)
- Ryn (WN)
- Rypin (KP)
- Rzepin (LB)
- Rzeszów (PK)
- Rzgów (ŁD)

   (wróć do indeksu)

### S

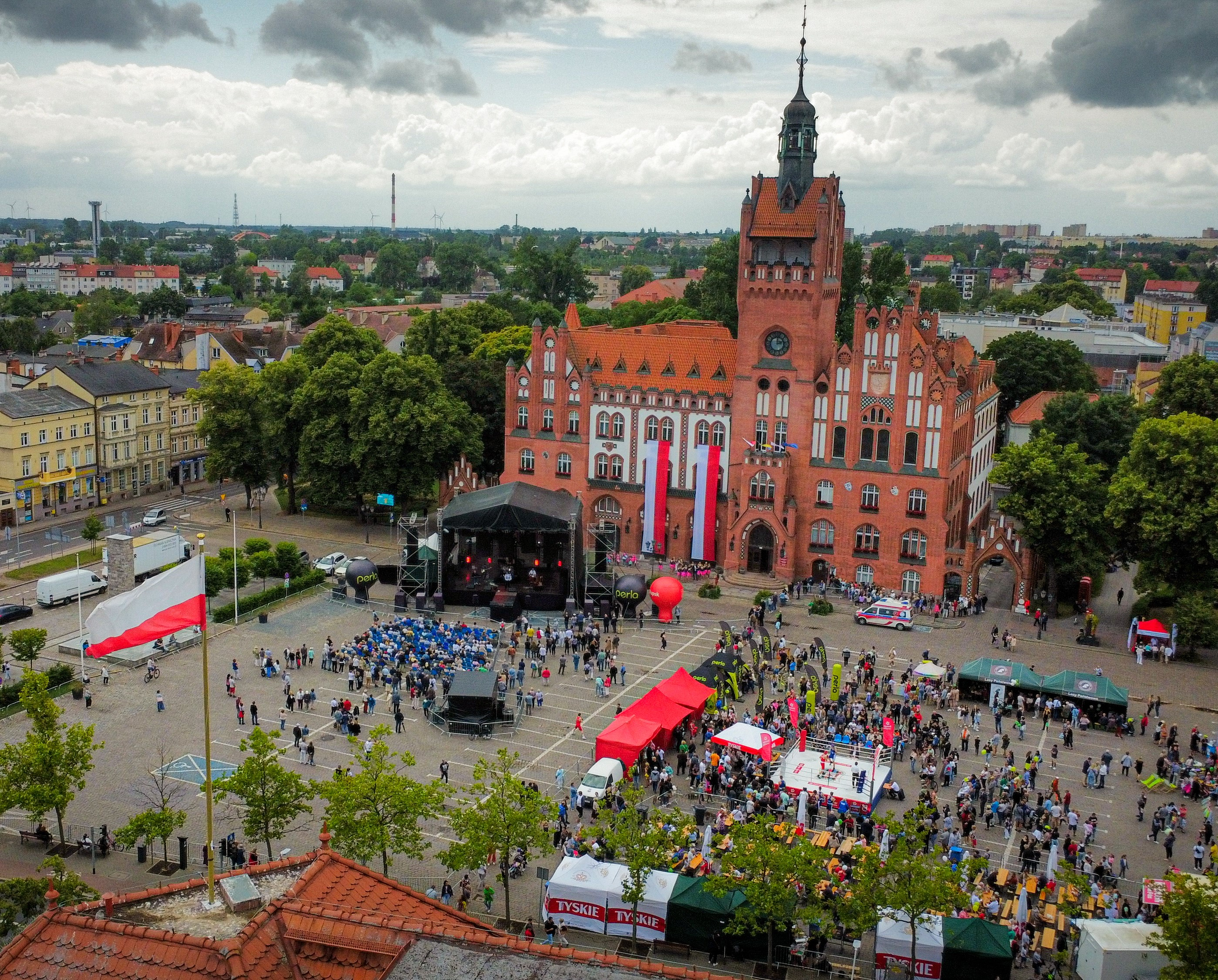
Ratusz – Słupsk

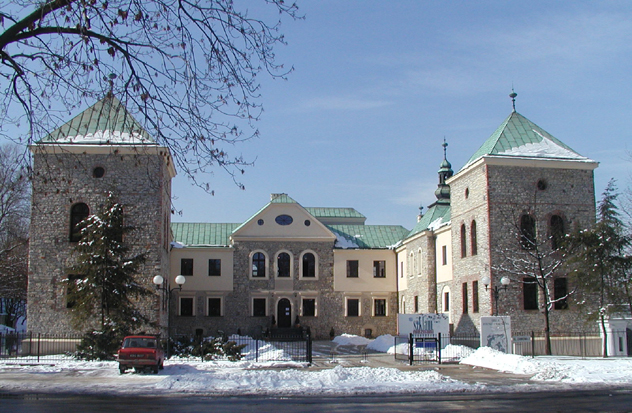
Zamek Sielecki – Sosnowiec

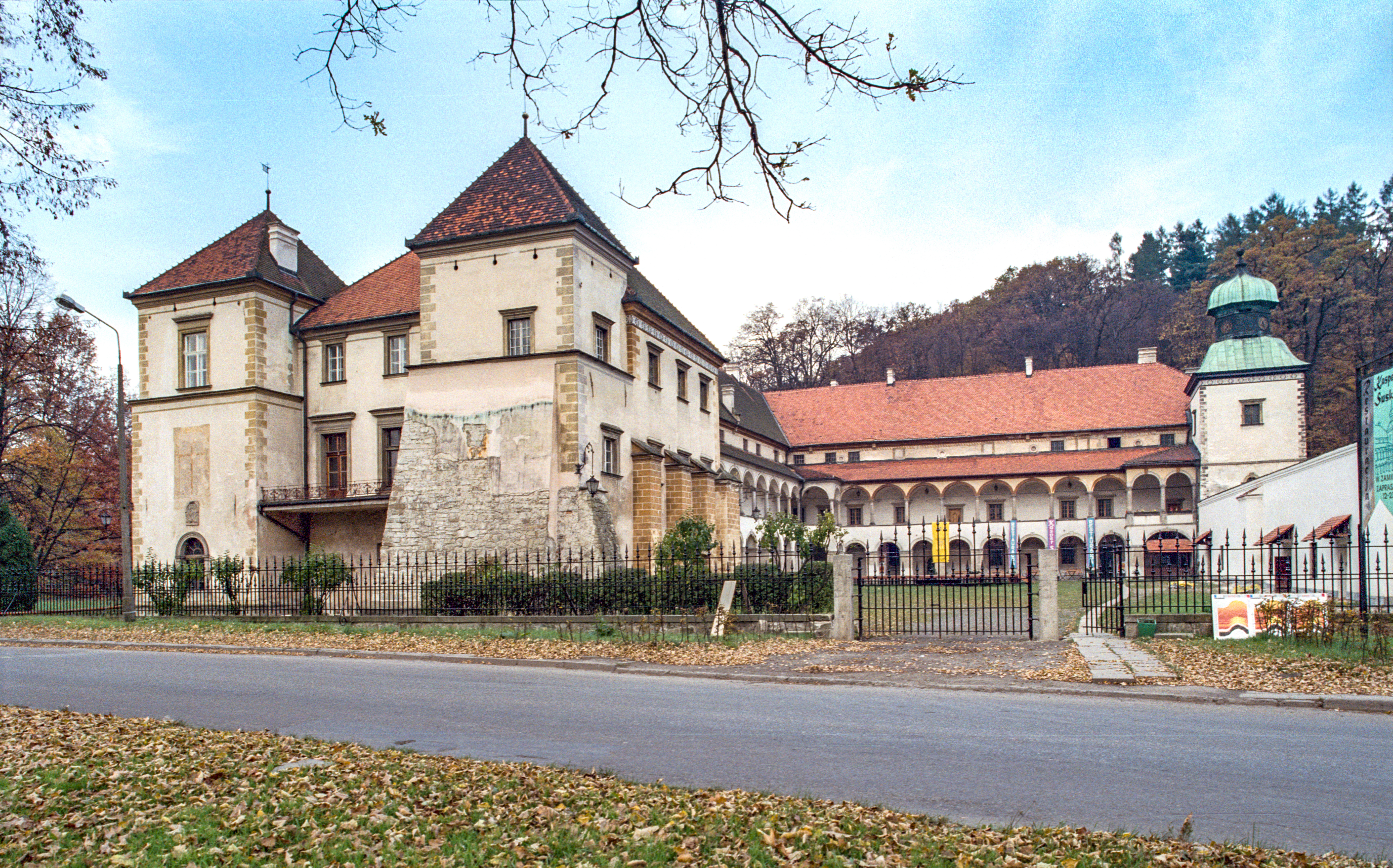
Zamek – Sucha Beskidzka

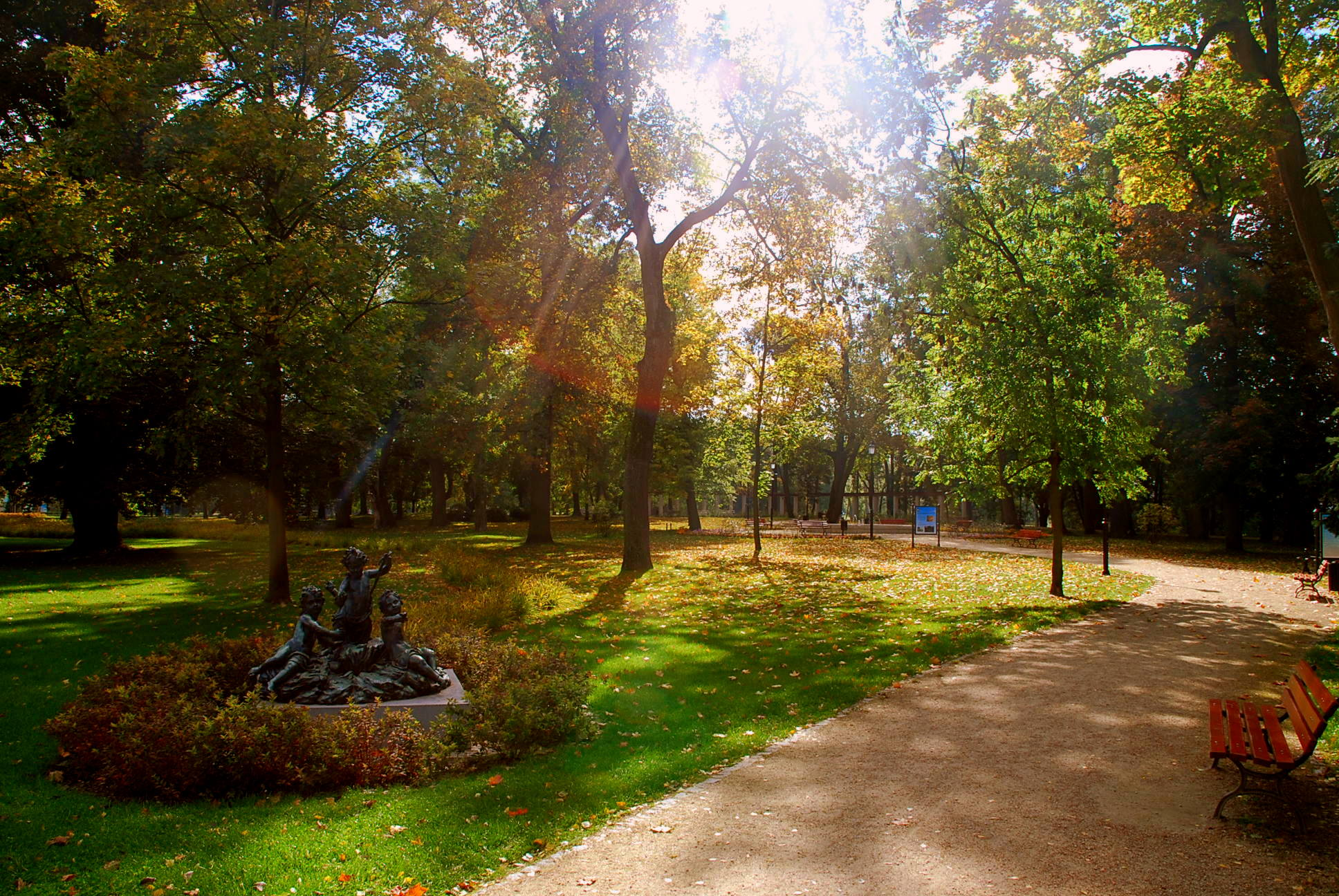
Park – Syców

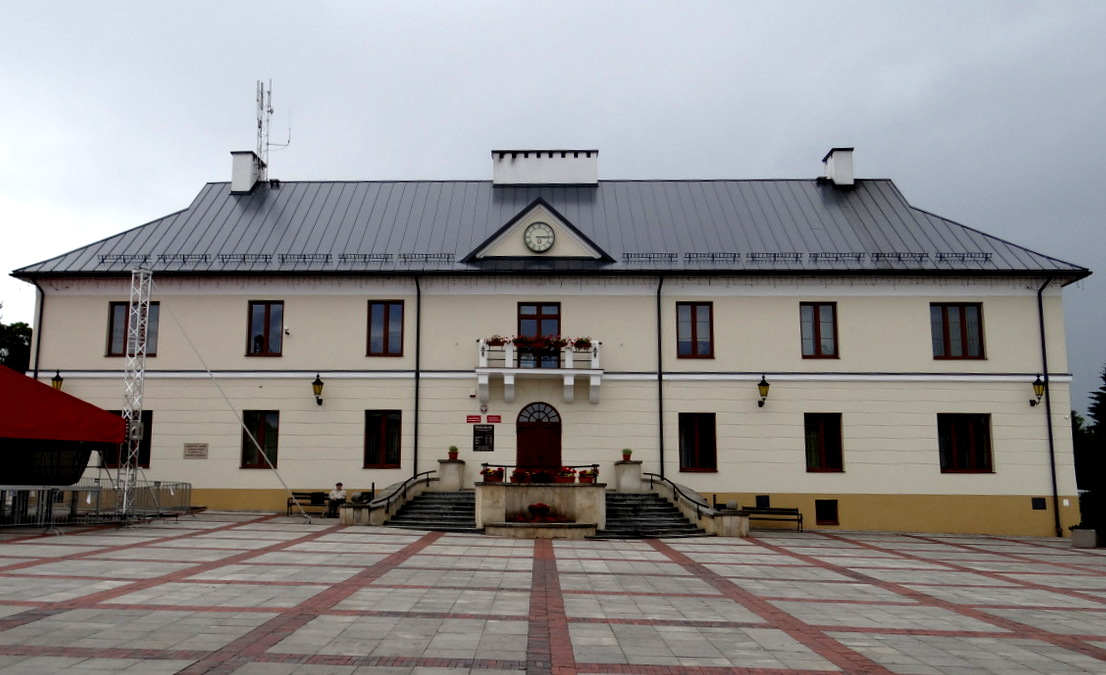
Ratusz – Szczebrzeszyn

- Sandomierz (ŚK)
- Sanniki (MZ)
- Sanok (PK)
- Sejny (PD)
- Serock (MZ)
- Sędziszów (ŚK)
- Sędziszów Małopolski (PK)
- Sępopol (WN)
- Sępólno Krajeńskie (KP)
- Sianów (ZP)
- Siechnice (DŚ)
- Siedlce (MZ)
- Siedliszcze (LU)
- Siemianowice Śląskie (ŚL)
- Siemiatycze (PD)
- Sieniawa (PK)
- Siennica (MZ)
- Sienno (MZ)
- Sieradz (ŁD)
- Sieraków (WP)
- Sierpc (MZ)
- Siewierz (ŚL)
- Skalbmierz (ŚK)
- Skała (MA)
- Skarszewy (PM)
- Skaryszew (MZ)
- Skarżysko-Kamienna (ŚK)
- Skawina (MA)
- Skępe (KP)
- Skierniewice (ŁD)
- Skoczów (ŚL)
- Skoki (WP)
- Skórcz (PM)
- Skwierzyna (LB)
- Sława (LB)
- Sławków (ŚL)
- Sławno (ZP)
- Słomniki (MA)
- Słubice (LB)
- Słupca (WP)
- Słupsk (PM)
- Sobków (ŚK)
- Sobótka (DŚ)
- Sochaczew (MZ)
- Sochocin (MZ)
- Sokołów Małopolski (PK)
- Sokołów Podlaski (MZ)
- Sokółka (PD)
- Solec Kujawski (KP)
- Solec nad Wisłą (MZ)
- Sompolno (WP)
- Sopot (PM)
- Sosnowiec (ŚL)
- Sośnicowice (ŚL)
- Stalowa Wola (PK)
- Starachowice (ŚK)
- Stargard (ZP)
- Starogard Gdański (PM)
- Stary Sącz (MA)
- Staszów (ŚK)
- Stawiski (PD)
- Stawiszyn (WP)
- Stąporków (ŚK)
- Stepnica (ZP)
- Stęszew (WP)
- Stoczek Łukowski (LU)
- Stopnica (ŚK)
- Stronie Śląskie (DŚ)
- Strumień (ŚL)
- Stryków (ŁD)
- Strzegom (DŚ)
- Strzelce Krajeńskie (LB)
- Strzelce Opolskie (OP)
- Strzeleczki (OP)
- Strzelin (DŚ)
- Strzelno (KP)
- Strzyżów (PK)
- Sucha Beskidzka (MA)
- Suchań (ZP)
- Suchedniów (ŚK)
- Suchowola (PD)
- Sulechów (LB)
- Sulejów (ŁD)
- Sulejówek (MZ)
- Sulęcin (LB)
- Sulmierzyce (WP)
- Sułkowice (MA)
- Supraśl (PD)
- Suraż (PD)
- Susz (WN)
- Suwałki (PD)
- Swarzędz (WP)
- Syców (DŚ)
- Szadek (ŁD)
- Szamocin (WP)
- Szamotuły (WP)
- Szczawnica (MA)
- Szczawno-Zdrój (DŚ)
- Szczebrzeszyn (LU)
- Szczecin (ZP)
- Szczecinek (ZP)
- Szczekociny (ŚL)
- Szczucin (MA)
- Szczuczyn (PD)
- Szczyrk (ŚL)
- Szczytna (DŚ)
- Szczytno (WN)
- Szepietowo (PD)
- Szklarska Poręba (DŚ)
- Szlichtyngowa (LB)
- Szprotawa (LB)
- Sztum (PM)
- Szubin (KP)
- Szydłów (ŚK)
- Szydłowiec (MZ)

   (wróć do indeksu)

### Ś

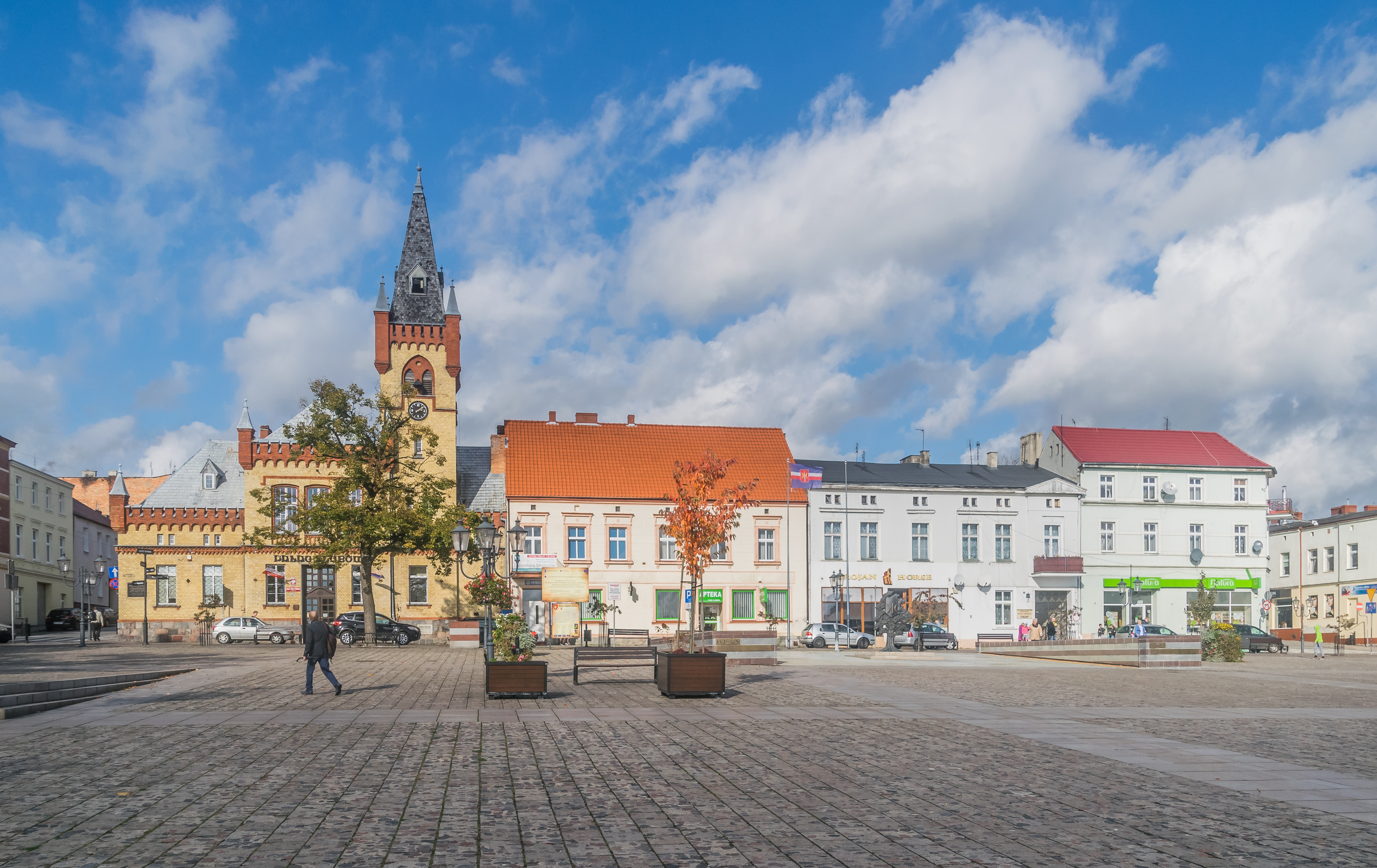
Rynek – Świecie

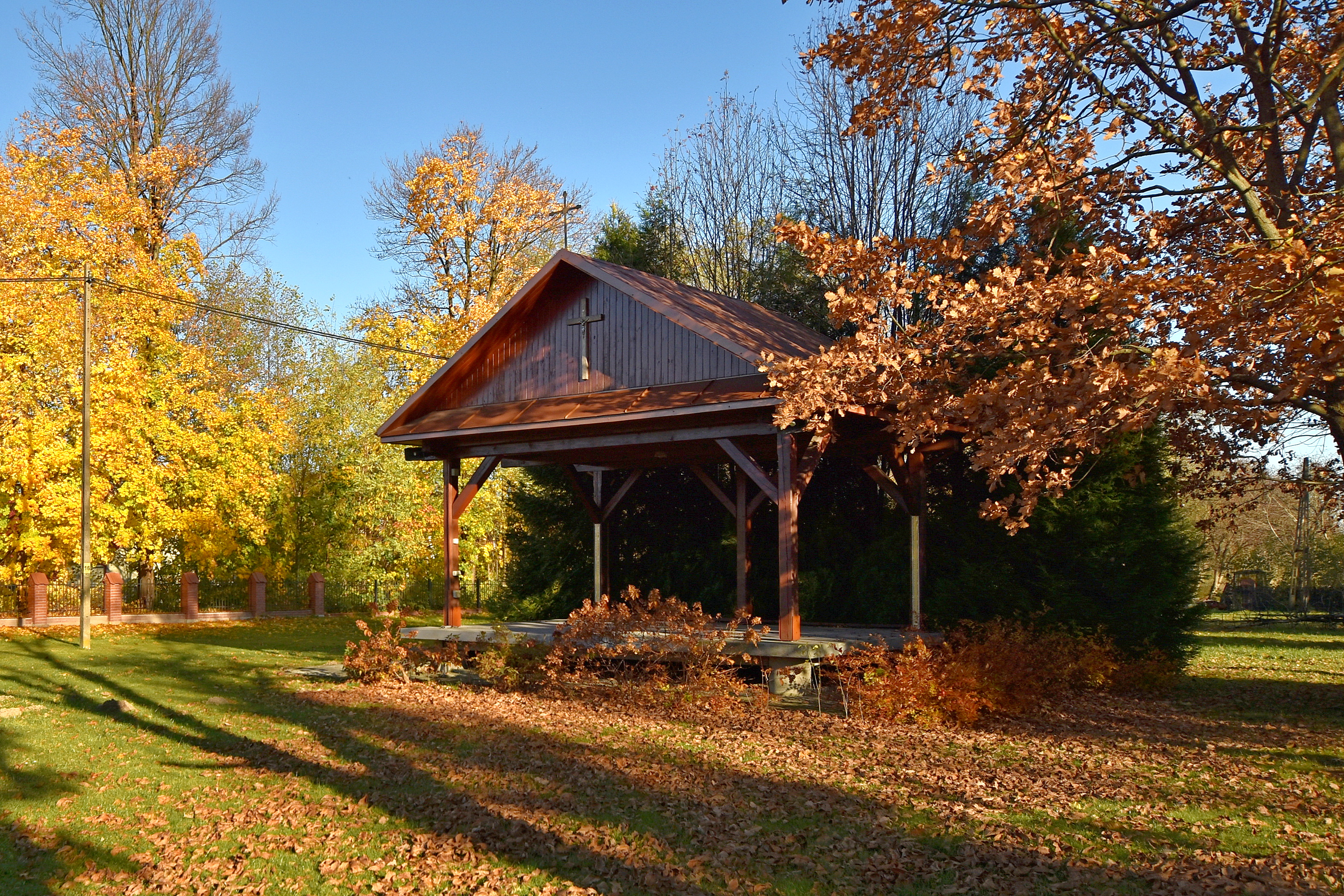
Tarnogród

- Ścinawa (DŚ)
- Ślesin (WP)
- Śmigiel (WP)
- Śrem (WP)
- Środa Śląska (DŚ)
- Środa Wielkopolska (WP)
- Świątniki Górne (MA)
- Świdnica (DŚ)
- Świdnik (LU)
- Świdwin (ZP)
- Świebodzice (DŚ)
- Świebodzin (LB)
- Świecie (KP)
- Świeradów-Zdrój (DŚ)
- Świerzawa (DŚ)
- Świętochłowice (ŚL)
- Świnoujście (ZP)

   (wróć do indeksu)

### T

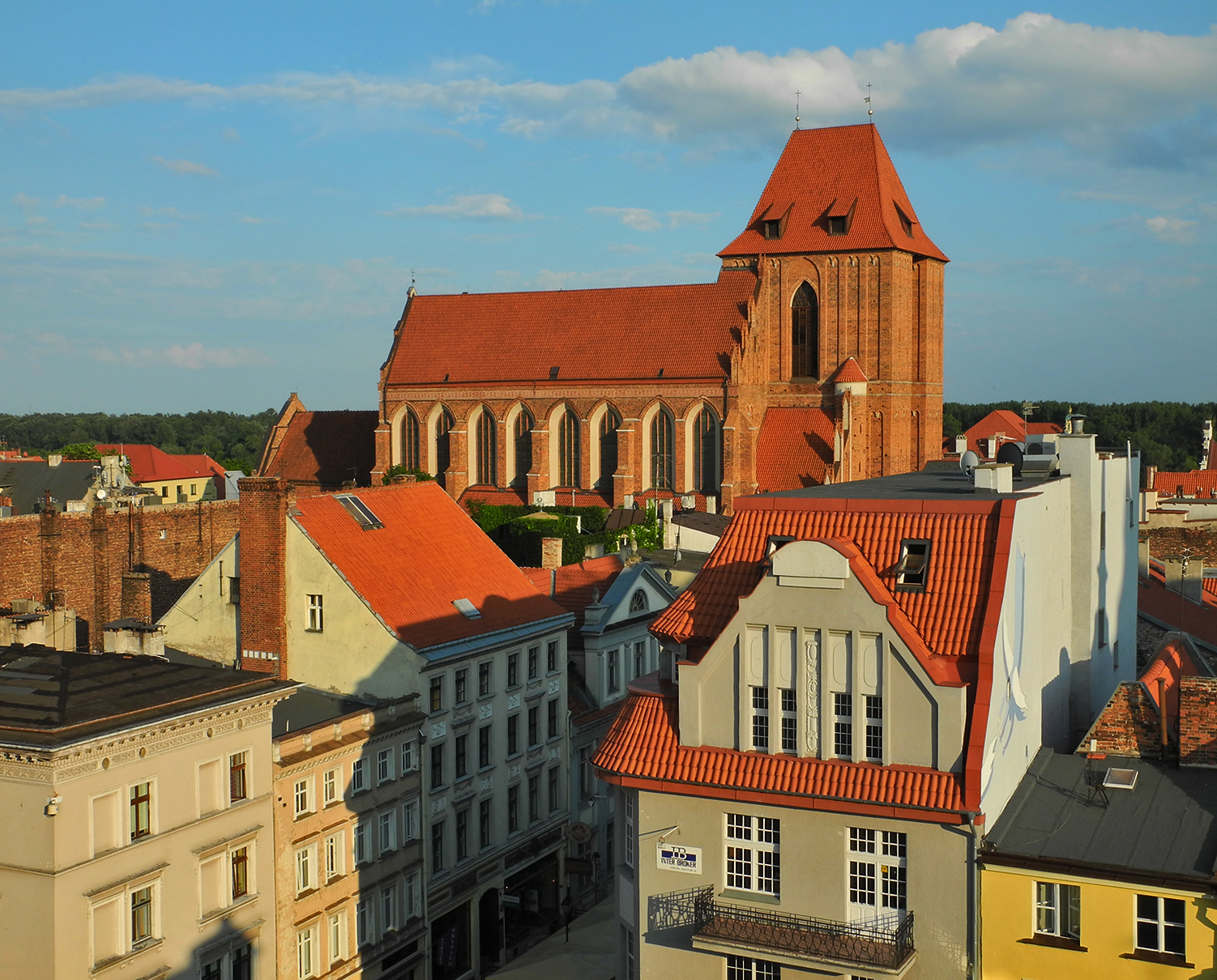
Archikatedra śś. Janów – Toruń

- Tarczyn (MZ)
- Tarnobrzeg (PK)
- Tarnogród (LU)
- Tarnowskie Góry (ŚL)
- Tarnów (MA)
- Tczew (PM)
- Terespol (LU)
- Tłuszcz (MZ)
- Tolkmicko (WN)
- Tomaszów Lubelski (LU)
- Tomaszów Mazowiecki (ŁD)
- Toruń (KP)
- Torzym (LB)
- Toszek (ŚL)
- Trzcianka (WP)
- Trzciel (LB)
- Trzcińsko-Zdrój (ZP)
- Trzebiatów (ZP)
- Trzebinia (MA)
- Trzebnica (DŚ)
- Trzemeszno (WP)
- Tuchola (KP)
- Tuchów (MA)
- Tuczno (ZP)
- Tuliszków (WP)
- Tułowice (OP)
- Turek (WP)
- Turobin (LU)
- Tuszyn (ŁD)
- Twardogóra (DŚ)
- Tychowo (ZP)
- Tychy (ŚL)
- Tyczyn (PK)
- Tykocin (PD)
- Tyszowce (LU)

   (wróć do indeksu)

### U

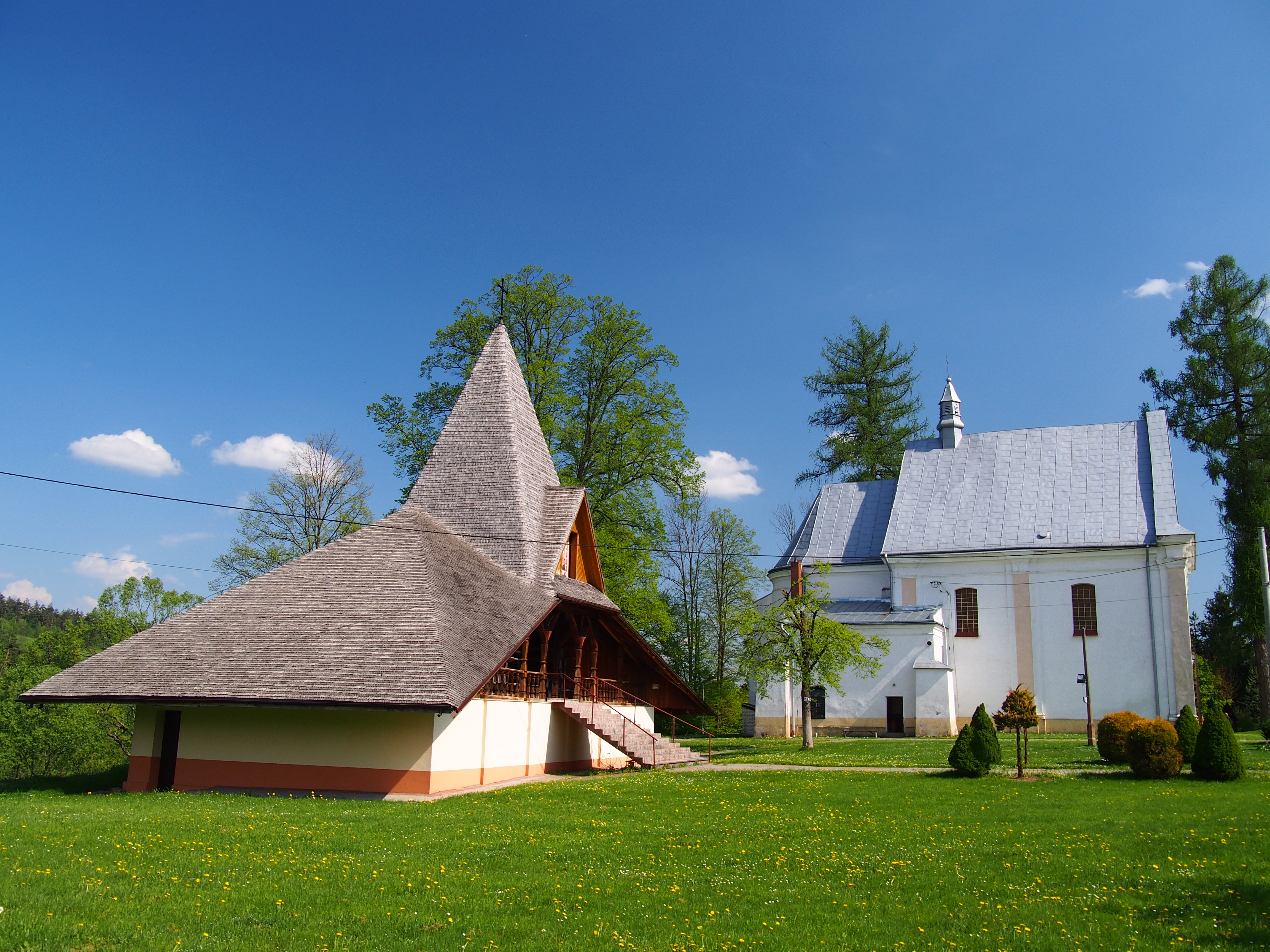
Sanktuarium – Ustrzyki Dolne

- Ujazd (ŁD)
- Ujazd (OP)
- Ujście (WP)
- Ulanów (PK)
- Uniejów (ŁD)
- Urzędów (LU)
- Ustka (PM)
- Ustroń (ŚL)
- Ustrzyki Dolne (PK)

   (wróć do indeksu)

### W

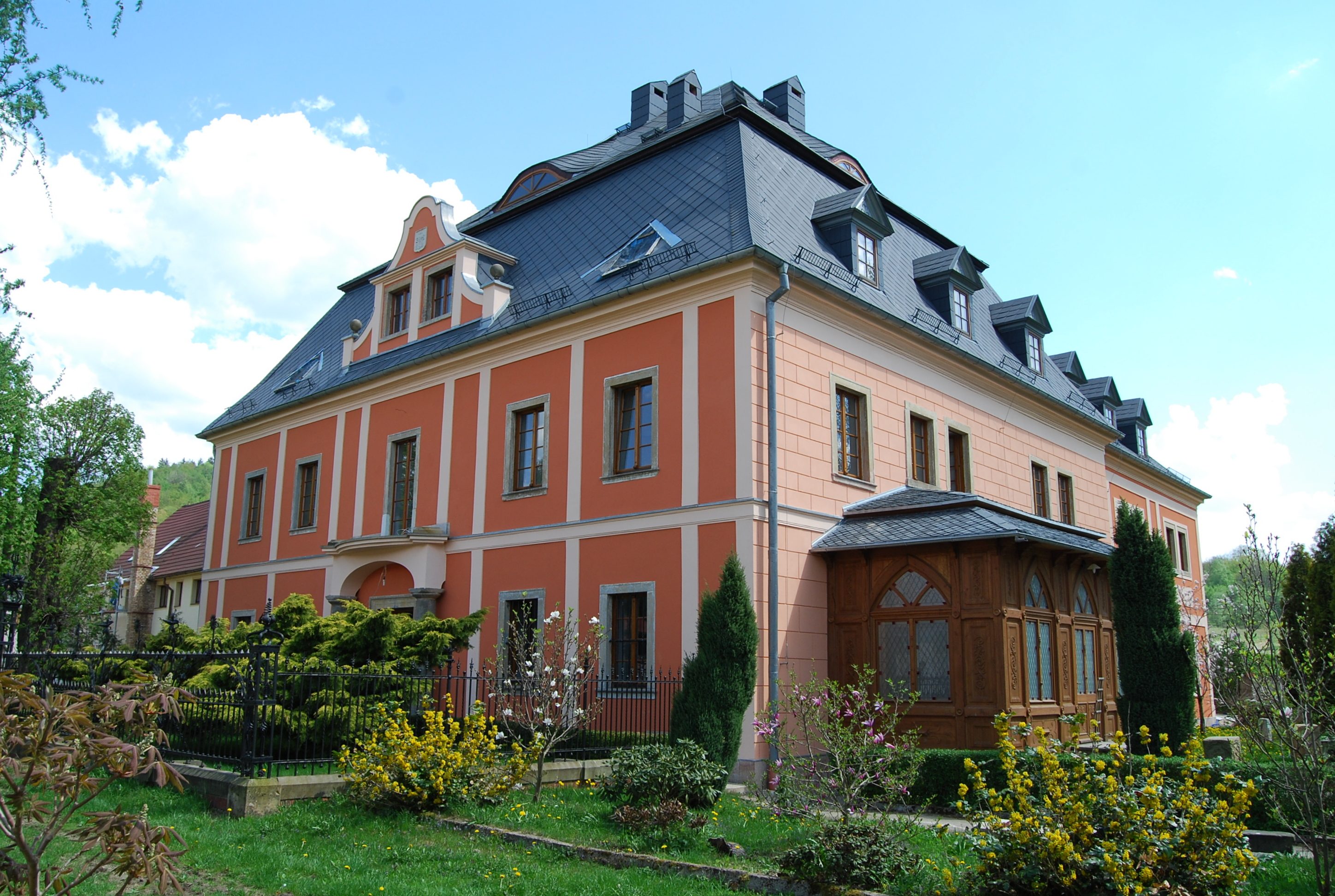
Pałac – Wleń

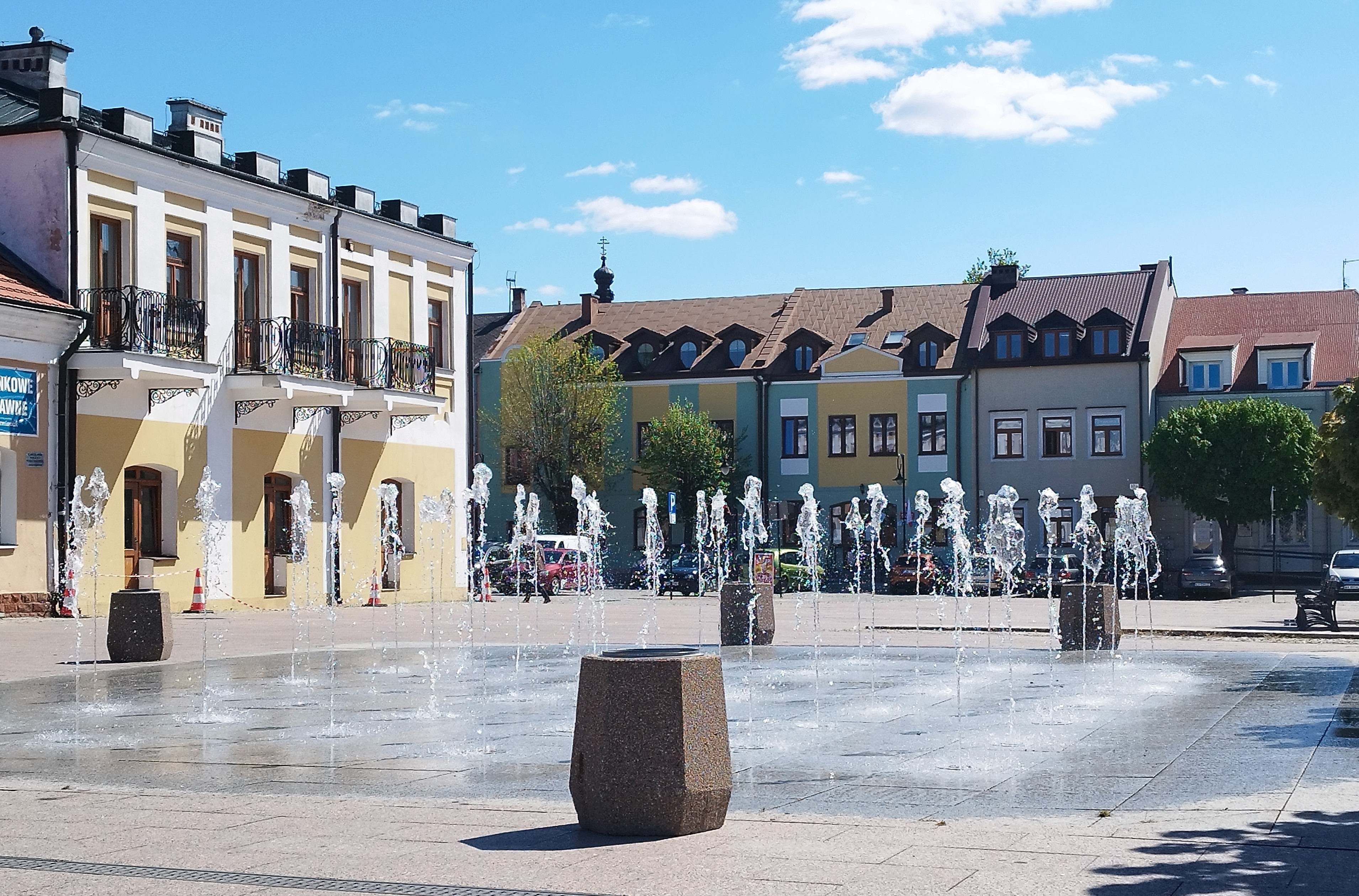
Rynek – Włodawa

- Wadowice (MA)
- Wałbrzych (DŚ)
- Wałcz (ZP)
- Warka (MZ)
- Warszawa (MZ)
- Warta (ŁD)
- Wasilków (PD)
- Wąbrzeźno (KP)
- Wąchock (ŚK)
- Wągrowiec (WP)
- Wąsosz (DŚ)
- Wąwolnica (LU)
- Wejherowo (PM)
- Węgliniec (DŚ)
- Węgorzewo (WN)
- Węgorzyno (ZP)
- Węgrów (MZ)
- Wiązów (DŚ)
- Wielbark (WN)
- Wieleń (WP)
- Wielichowo (WP)
- Wieliczka (MA)
- Wieluń (ŁD)
- Wieruszów (ŁD)
- Więcbork (KP)
- Wilamowice (ŚL)
- Wiskitki (MZ)
- Wisła (ŚL)
- Wiślica (ŚK)
- Witkowo (WP)
- Witnica (LB)
- Wleń (DŚ)
- Władysławowo (PM)
- Włocławek (KP)
- Włodawa (LU)
- Włodowice (ŚL)
- Włoszczowa (ŚK)
- Wodzisław (ŚK)
- Wodzisław Śląski (ŚL)
- Wojcieszów (DŚ)
- Wojkowice (ŚL)
- Wojnicz (MA)
- Wolbórz (ŁD)
- Wolbrom (MA)
- Wolin (ZP)
- Wolsztyn (WP)
- Wołczyn (OP)
- Wołomin (MZ)
- Wołów (DŚ)
- Woźniki (ŚL)
- Wrocław (DŚ)
- Wronki (WP)
- Września (WP)
- Wschowa (LB)
- Wyrzysk (WP)
- Wysoka (WP)
- Wysokie Mazowieckie (PD)
- Wyszków (MZ)
- Wyszogród (MZ)
- Wyśmierzyce (MZ)

   (wróć do indeksu)

### Z

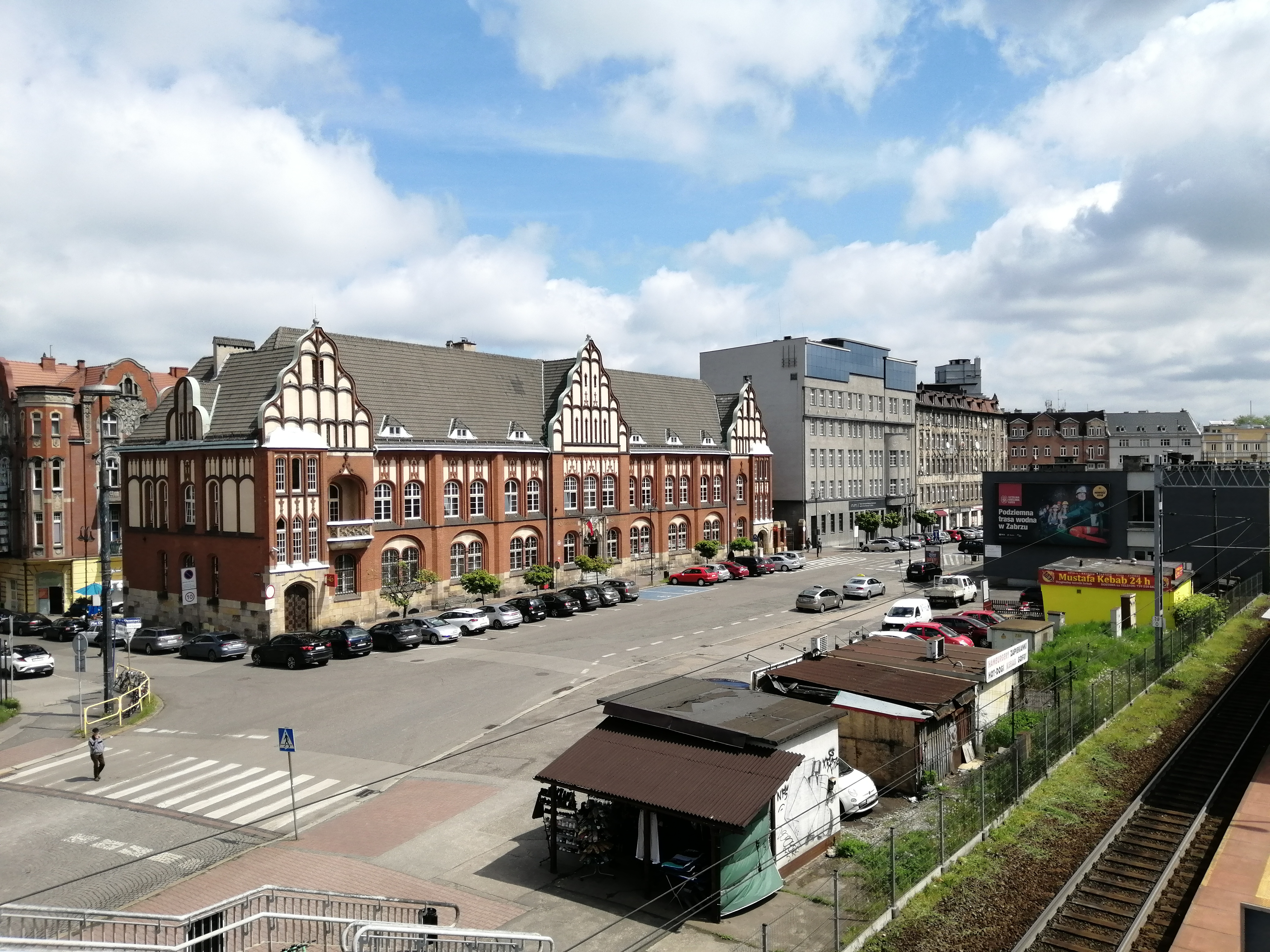
Plac Dworcowy – Zabrze

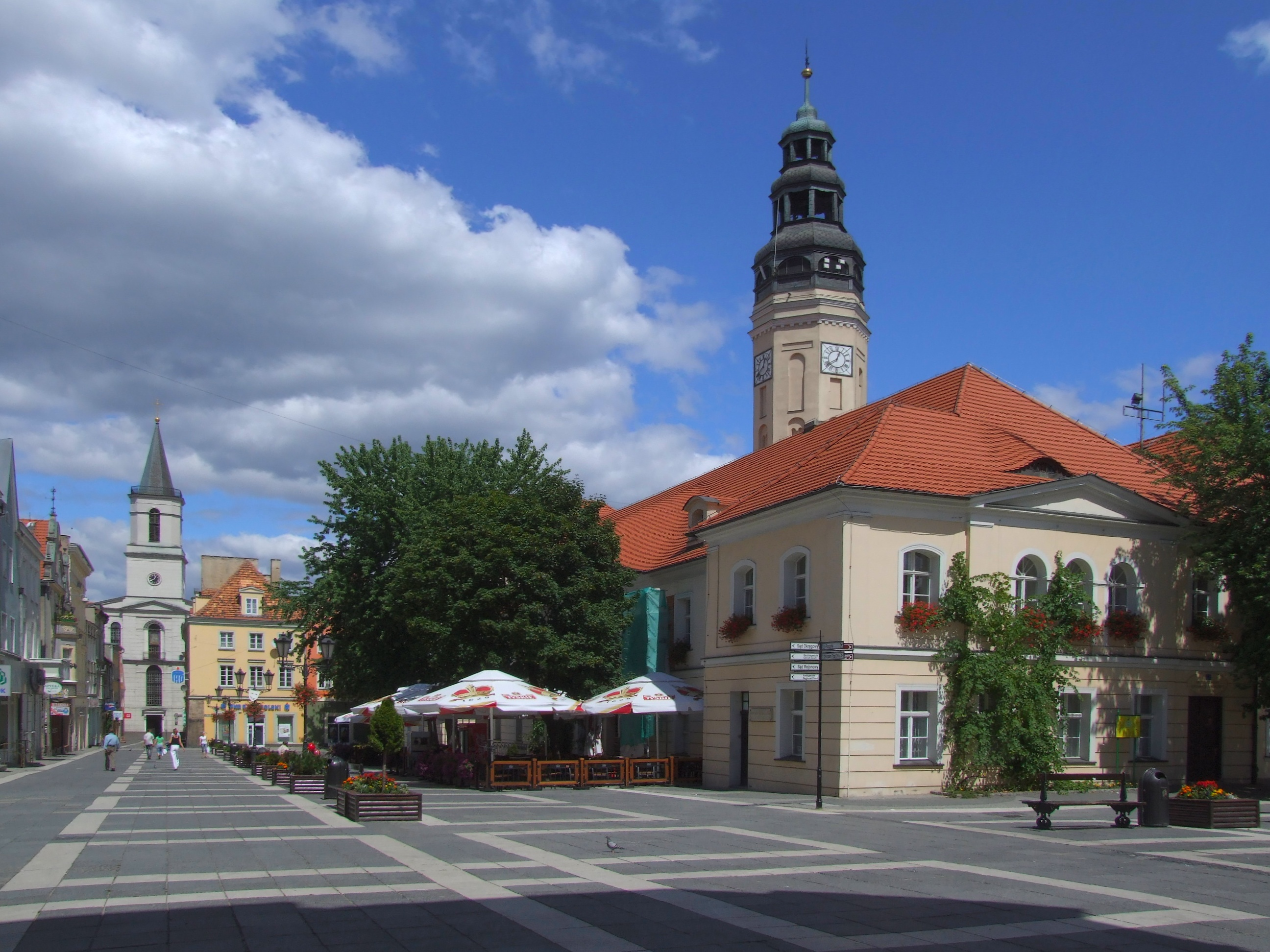
Ratusz – Zielona Góra

- Zabłudów (PD)
- Zabrze (ŚL)
- Zagórów (WP)
- Zagórz (PK)
- Zakliczyn (MA)
- Zaklików (PK)
- Zakopane (MA)
- Zakroczym (MZ)
- Zalewo (WN)
- Zambrów (PD)
- Zamość (LU)
- Zaniemyśl (WP)
- Zator (MA)
- Zawadzkie (OP)
- Zawichost (ŚK)
- Zawidów (DŚ)
- Zawiercie (ŚL)
- Ząbki (MZ)
- Ząbkowice Śląskie (DŚ)
- Zbąszynek (LB)
- Zbąszyń (WP)
- Zduny (WP)
- Zduńska Wola (ŁD)
- Zdzieszowice (OP)
- Zelów (ŁD)
- Zgierz (ŁD)
- Zgorzelec (DŚ)
- Zielona Góra (LB)
- Zielonka (MZ)
- Ziębice (DŚ)
- Złocieniec (ZP)
- Złoczew (ŁD)
- Złotoryja (DŚ)
- Złotów (WP)
- Złoty Stok (DŚ)
- Zwierzyniec (LU)
- Zwoleń (MZ)

   (wróć do indeksu)

### Ż
- Żabno (MA)
- Żagań (LB)
- Żarki (ŚL)
- Żarnów (ŁD)
- Żarów (DŚ)
- Żary (LB)
- Żelechów (MZ)
- Żerków (WP)
- Żmigród (DŚ)
- Żnin (KP)
- Żory (ŚL)
- Żukowo (PM)
- Żuromin (MZ)
- Żychlin (ŁD)
- Żyrardów (MZ)
- Żywiec (ŚL)

   (wróć do indeksu)